# 郷土富士

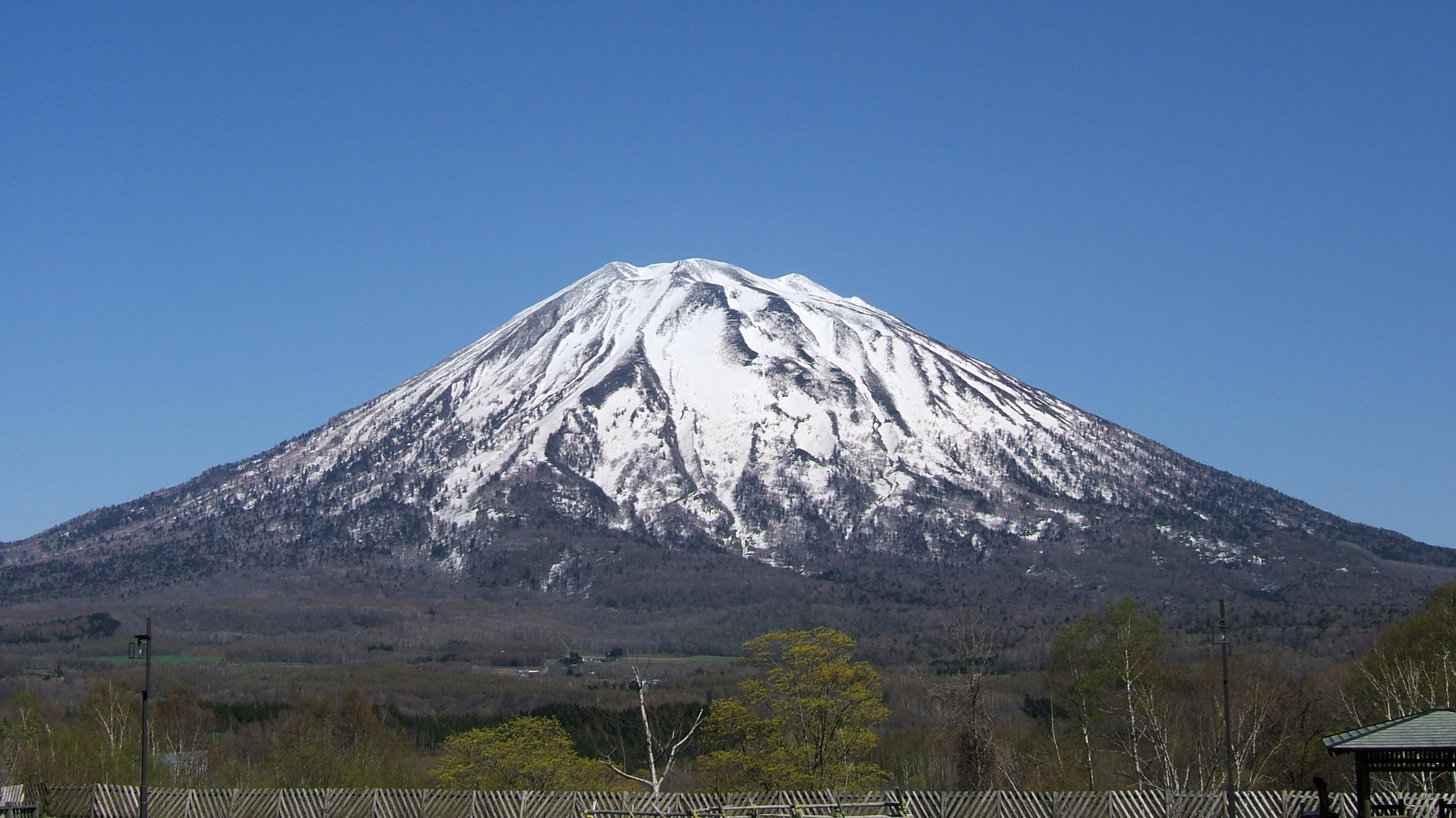
北海道・羊蹄山（蝦夷富士）

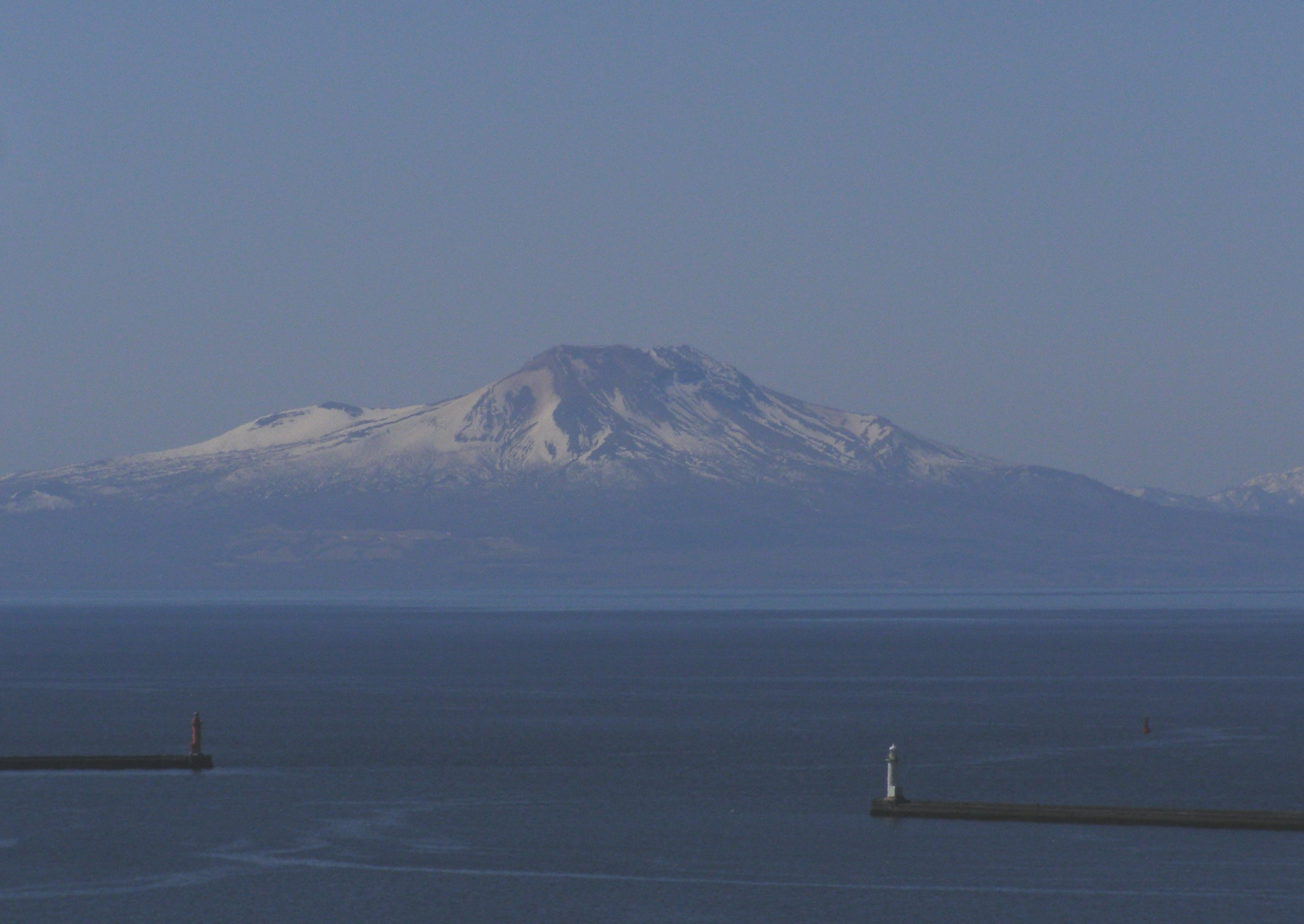
北海道・駒ケ岳（渡島富士）

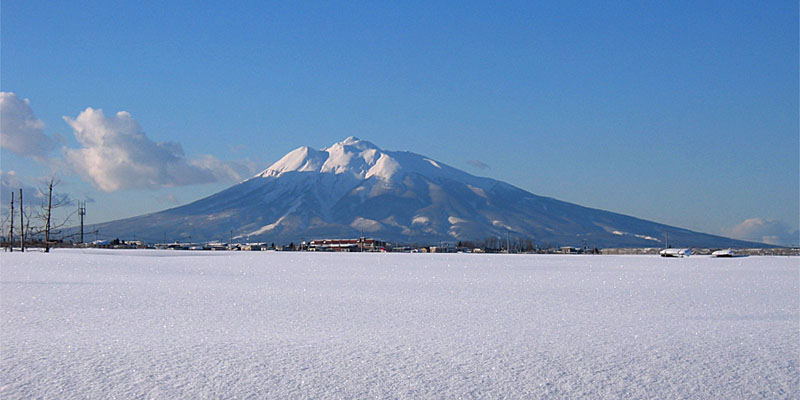
青森県・岩木山（津軽富士）

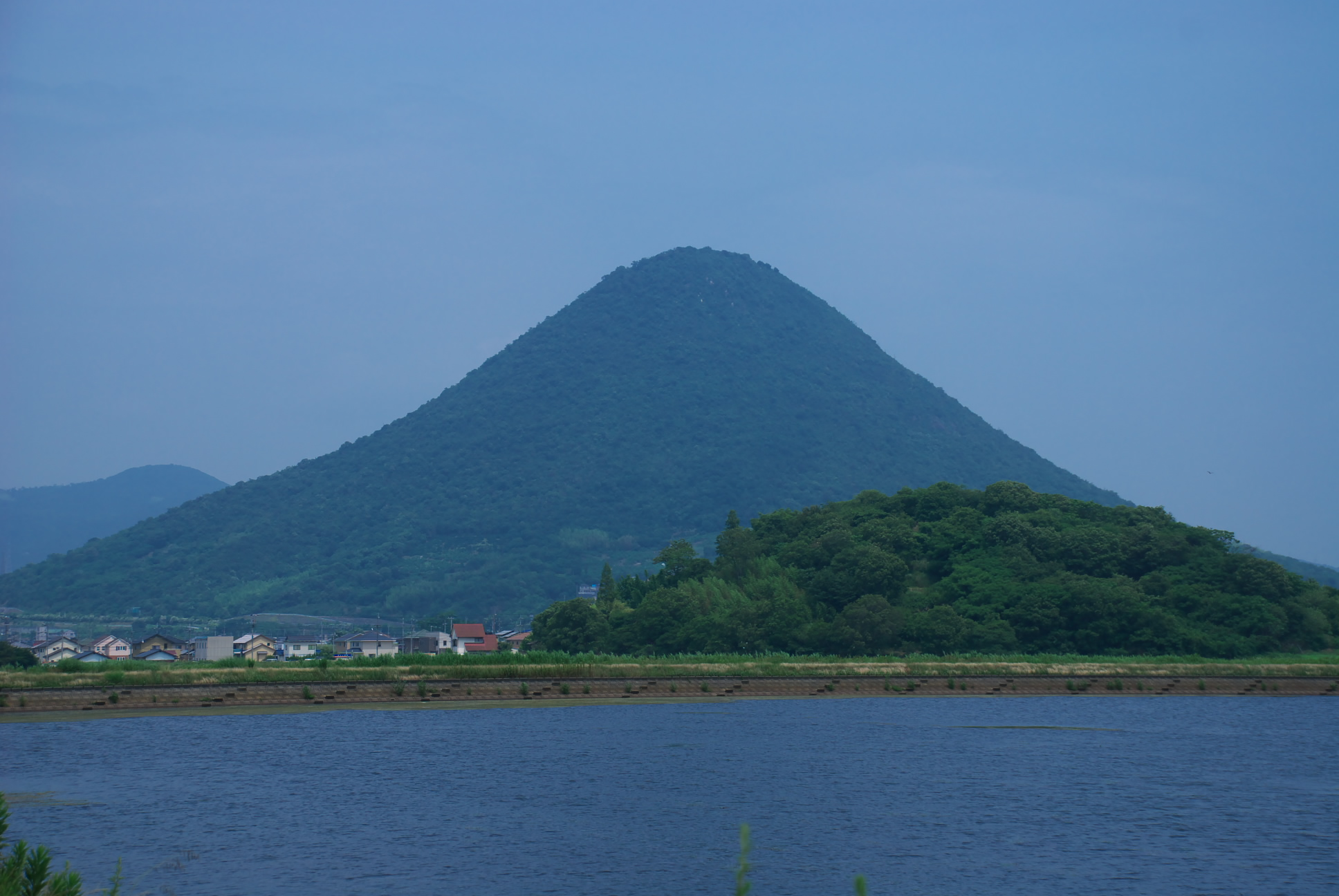
香川県・飯野山（讃岐富士）

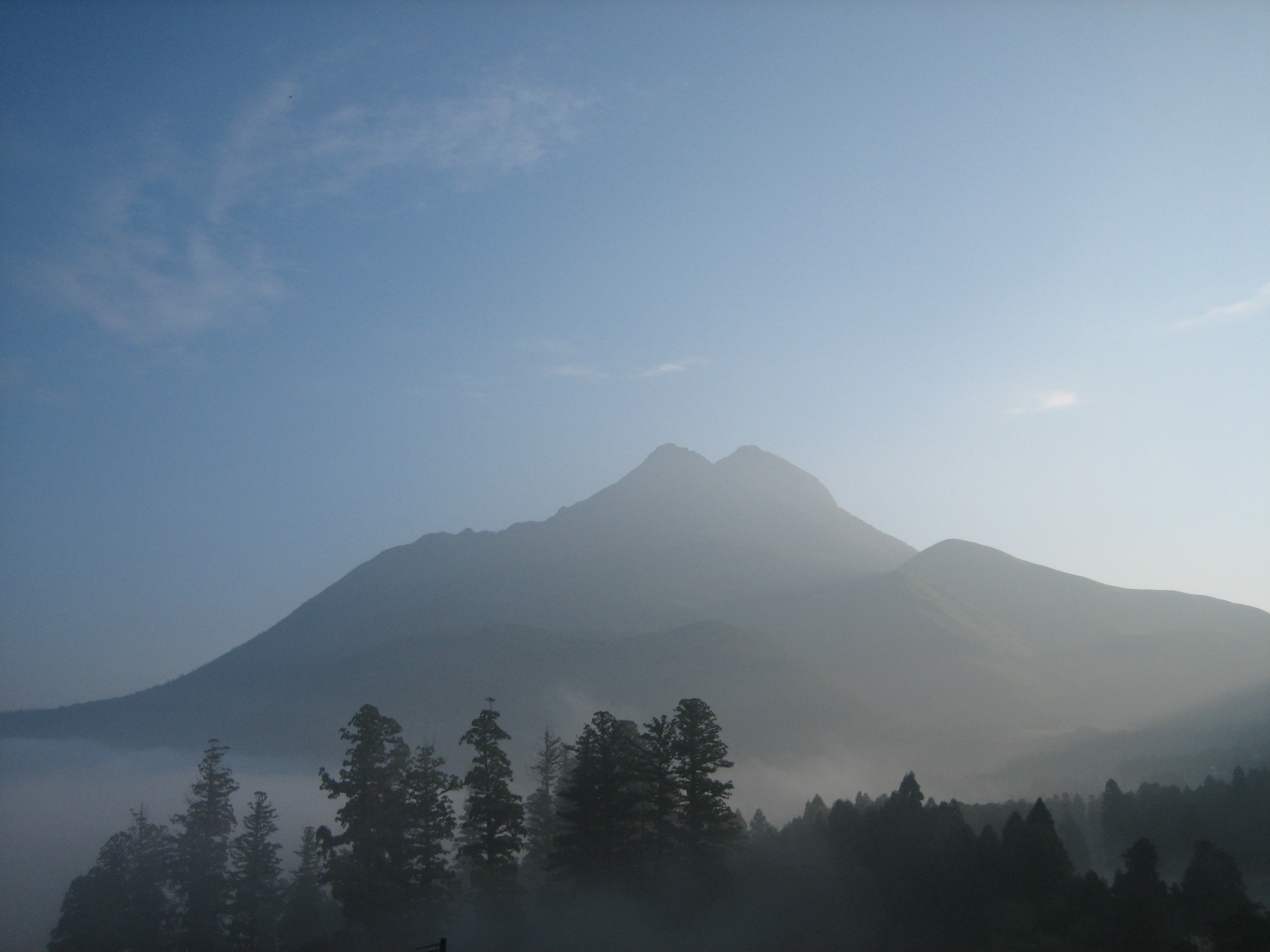
大分県・由布岳（豊後富士）

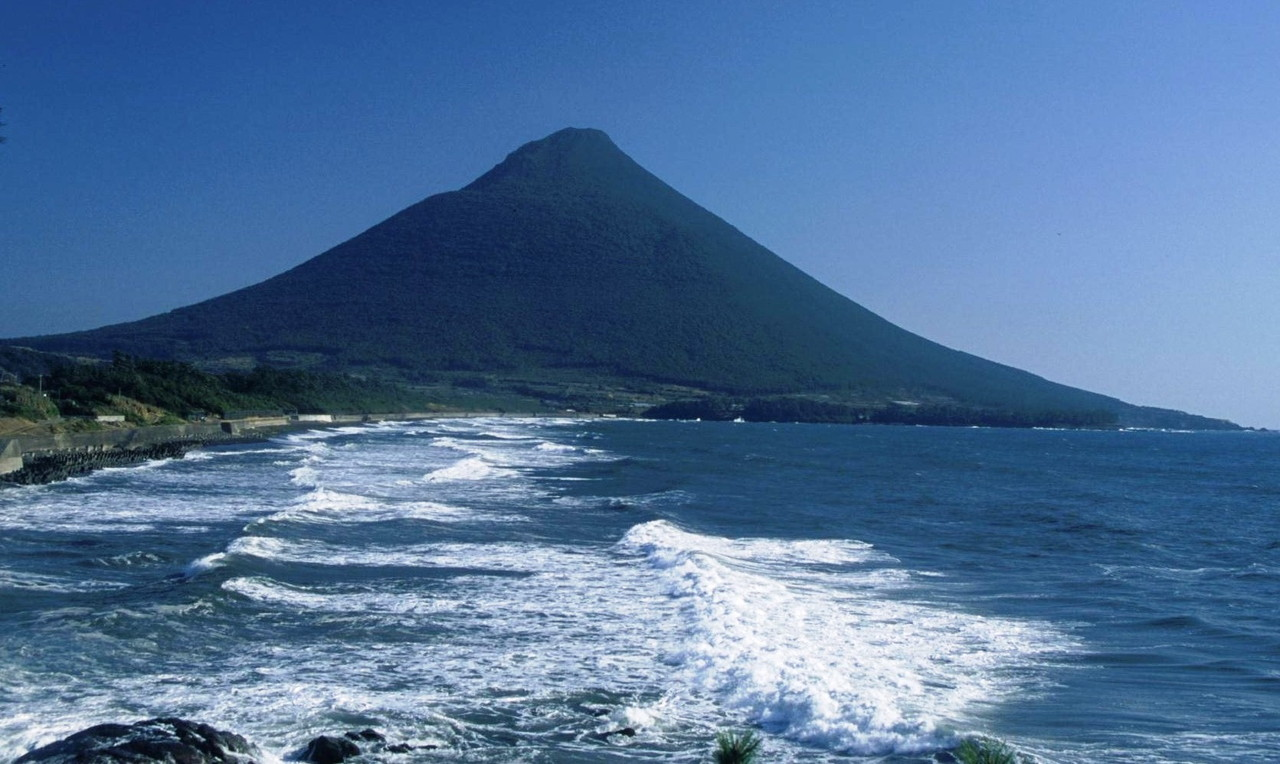
鹿児島県・開聞岳（薩摩富士）

郷土富士（きょうどふじ、ふるさとふじ）は、日本を中心に世界各地にある「富士」と呼称される山である。山容が富士山に似ていることに由来するものや、富士山信仰に由来するものなどがある。「ふるさと富士」とも呼ばれる。

## 概要
地理学者で日本地図センター相談役の田代博によれば、数は400以上で、うち日本国外に約40か所ある。
なお、山ではないが、関東地方周辺では、富士信仰と関連して富士講団体などが江戸時代を中心に築造した「富士塚」の名称に「富士」を付すことがある（富士塚を参照）。

## 郷土富士一覧
「富士」の名が付く富士塚については、富士塚#主な富士塚およびCategory:富士塚参照。また、富士塚以外の人工の築山は、都道府県別ではなく、別項（#築山）にまとめた。

### 北海道

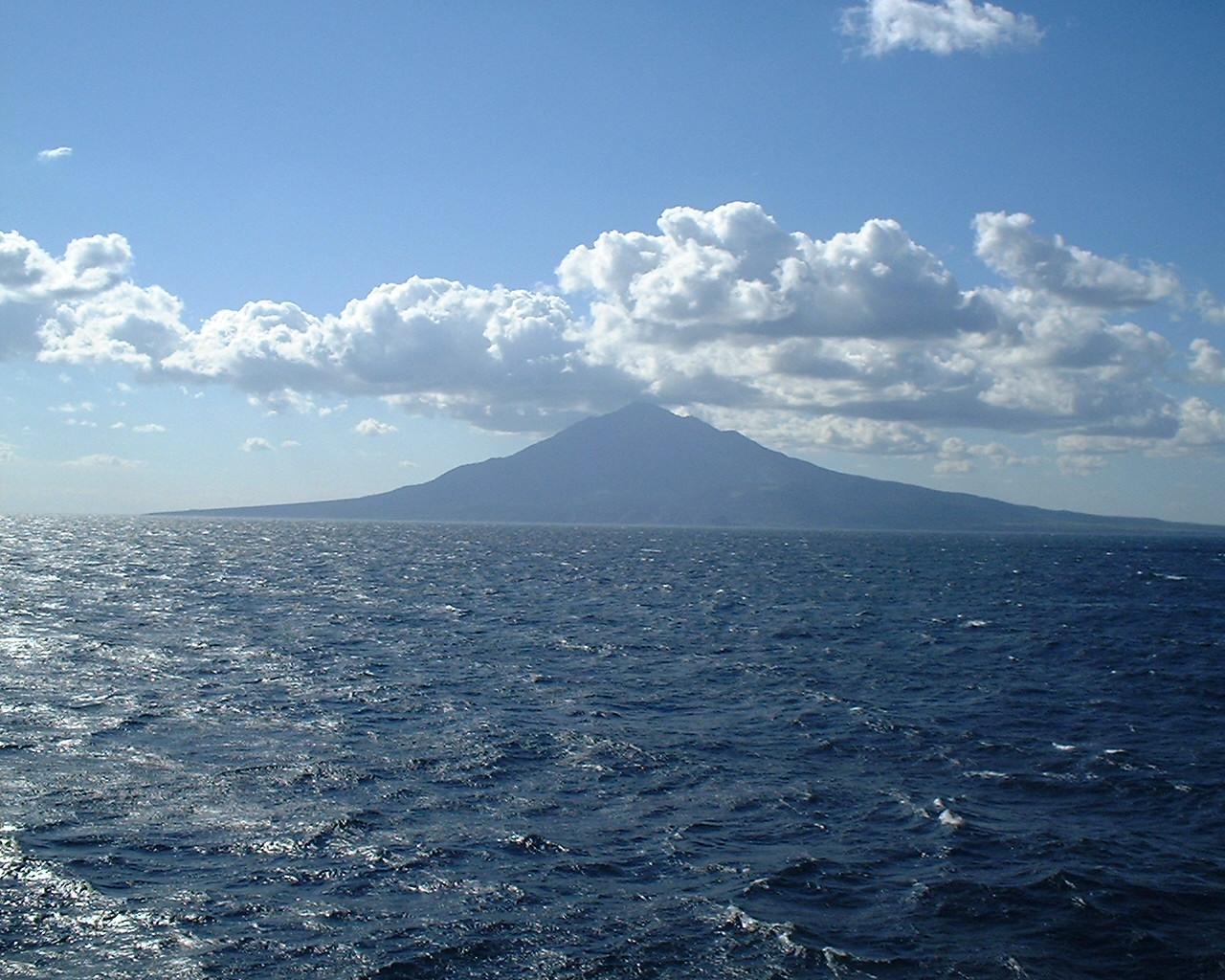
利尻山（利尻富士）
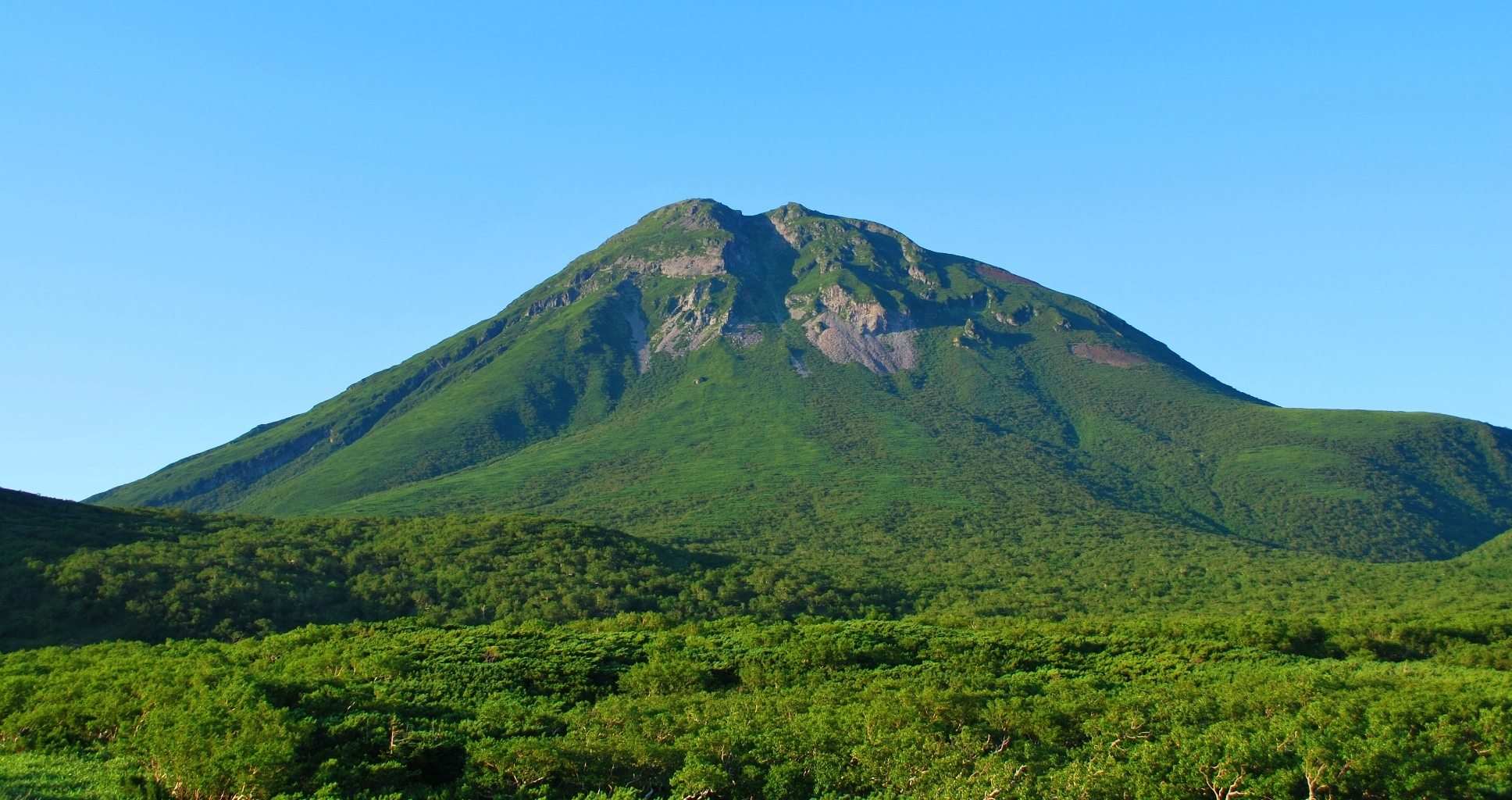
羅臼岳（知床富士）
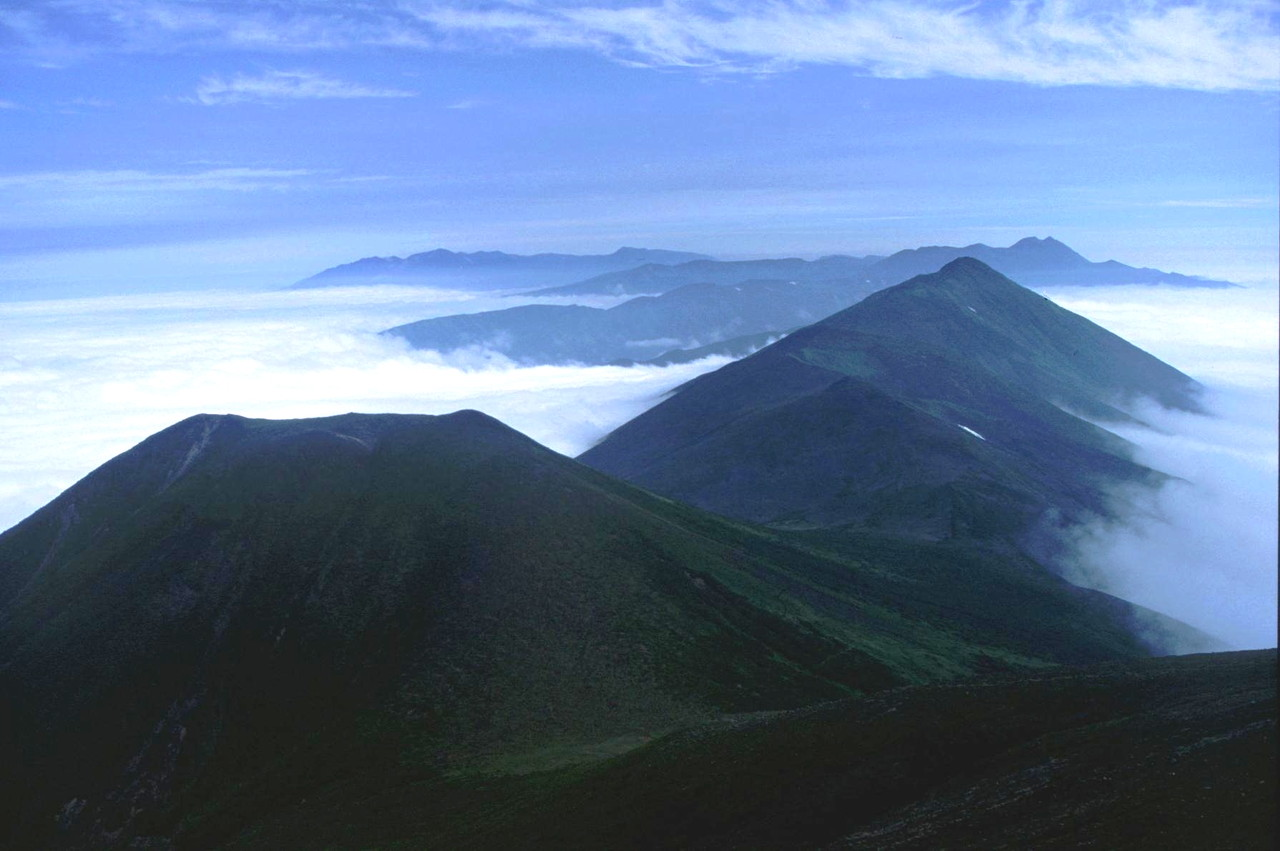
美瑛富士
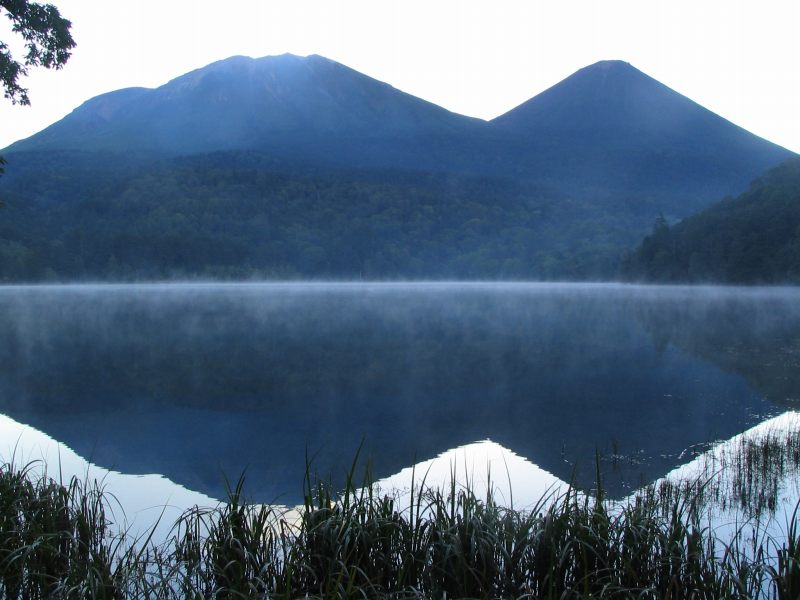
阿寒富士
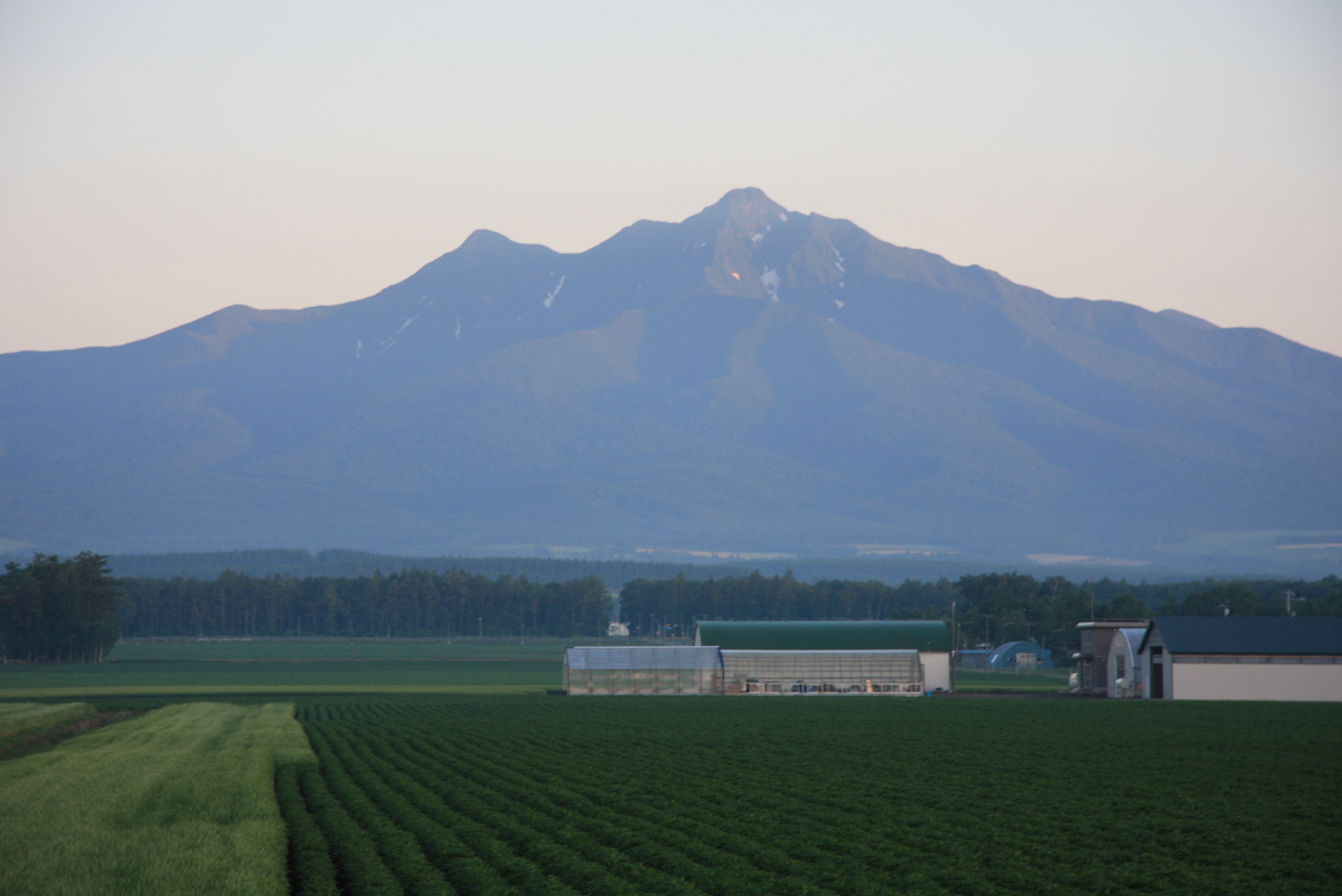
斜里岳（斜里富士）
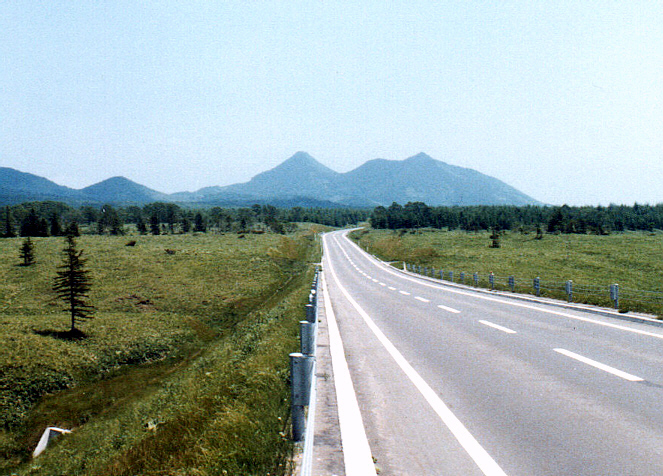
温泉富士

- 阿寒富士（あかんふじ、1,476メートル） - 釧路市（旧・阿寒町）[3]
- 蝦夷富士（えぞふじ、羊蹄山、1,898メートル） - 虻田郡倶知安町・京極町・喜茂別町・真狩村・ニセコ町[2][3]
- 渡島富士（おしまふじ、駒ヶ岳、1,131メートル） - 茅部郡鹿部町・森町、亀田郡七飯町[3]
- 音威富士（おといふじ、477メートル） - 中川郡音威子府村[4]
- オホーツク富士 / 斜里富士（オホーツクふじ / しゃりふじ、斜里岳、1,545メートル） - 斜里郡清里町[4]
- 温泉富士（おんせんふじ、660メートル） - 標津郡中標津町[4]
- 釜谷富士（かまやふじ、243メートル） - 函館市[3]
- 北見富士（きたみふじ、1,306メートル） - 紋別市、紋別郡滝上町・遠軽町[4]
- 北見富士（きたみふじ、1,291メートル） - 北見市（旧・留辺蘂町）[4]
- 黄金富士 / 浜益富士（こがねふじ / はまますふじ、黄金山、739メートル） - 石狩市（旧浜益郡浜益村）[3]
- 知床富士（しれとこふじ、羅臼岳、1,661メートル） - 目梨郡羅臼町、斜里郡斜里町[5]
- 天塩富士（てしおふじ、1,450メートル） - 士別市、紋別郡滝上町
- 美瑛富士（びえいふじ、1,888メートル） - 上川郡美瑛町[3]
- 富士形山（ふじかたやま、638メートル） - 樺戸郡新十津川町[4]
- 母恋富士（ぼこいふじ、141メートル） - 室蘭市[4]
- 増毛富士（ましけふじ、暑寒別岳、1,491メートル） - 増毛郡増毛町、雨竜郡雨竜町・北竜町、樺戸郡新十津川町[4]
- 利尻富士（りしりふじ、利尻山、1,721メートル） - 利尻郡利尻富士町・利尻町[3]
- 糠平富士（ぬかびらふじ、1,835メートル） - 河東郡上士幌町・鹿追町[6]
- 藤野富士（ふじのふじ、651メートル） - 札幌市[7]

### 東北地方

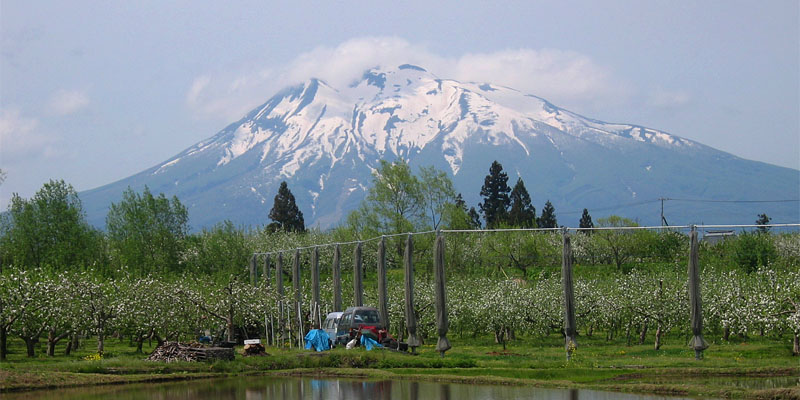
岩木山（津軽富士）
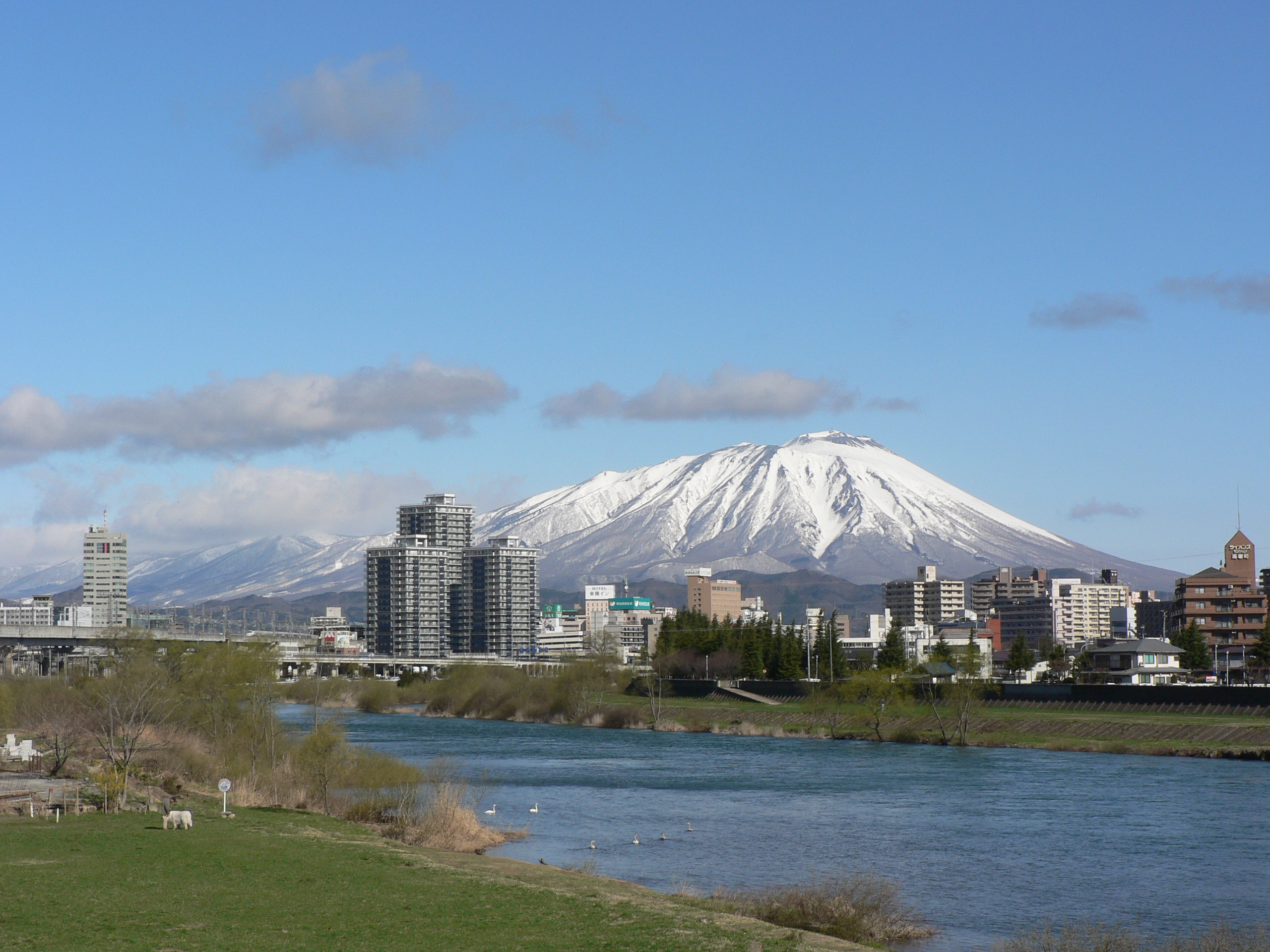
岩手山（南部片富士）
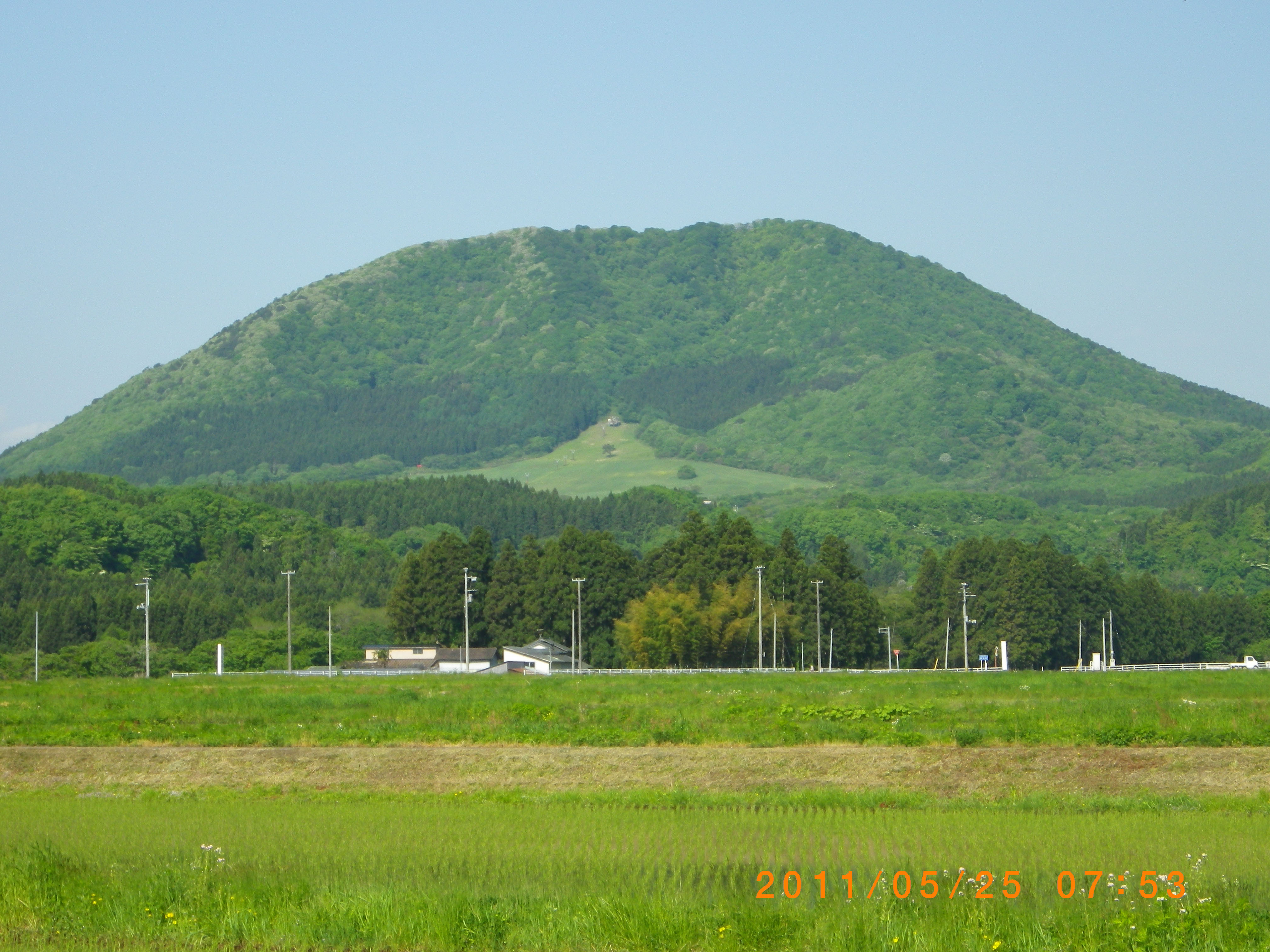
薬萊山（加美富士）
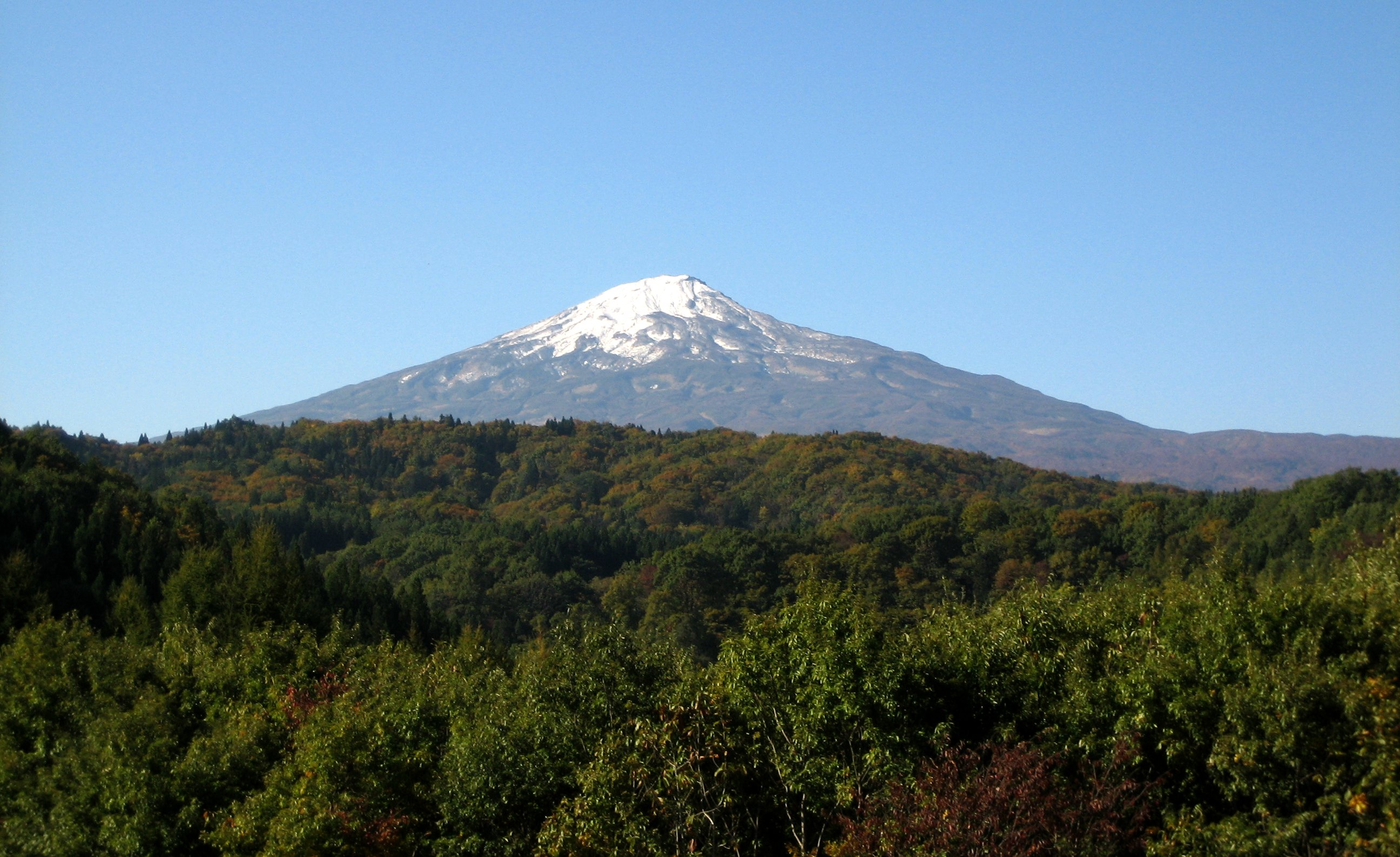
鳥海山（出羽富士）
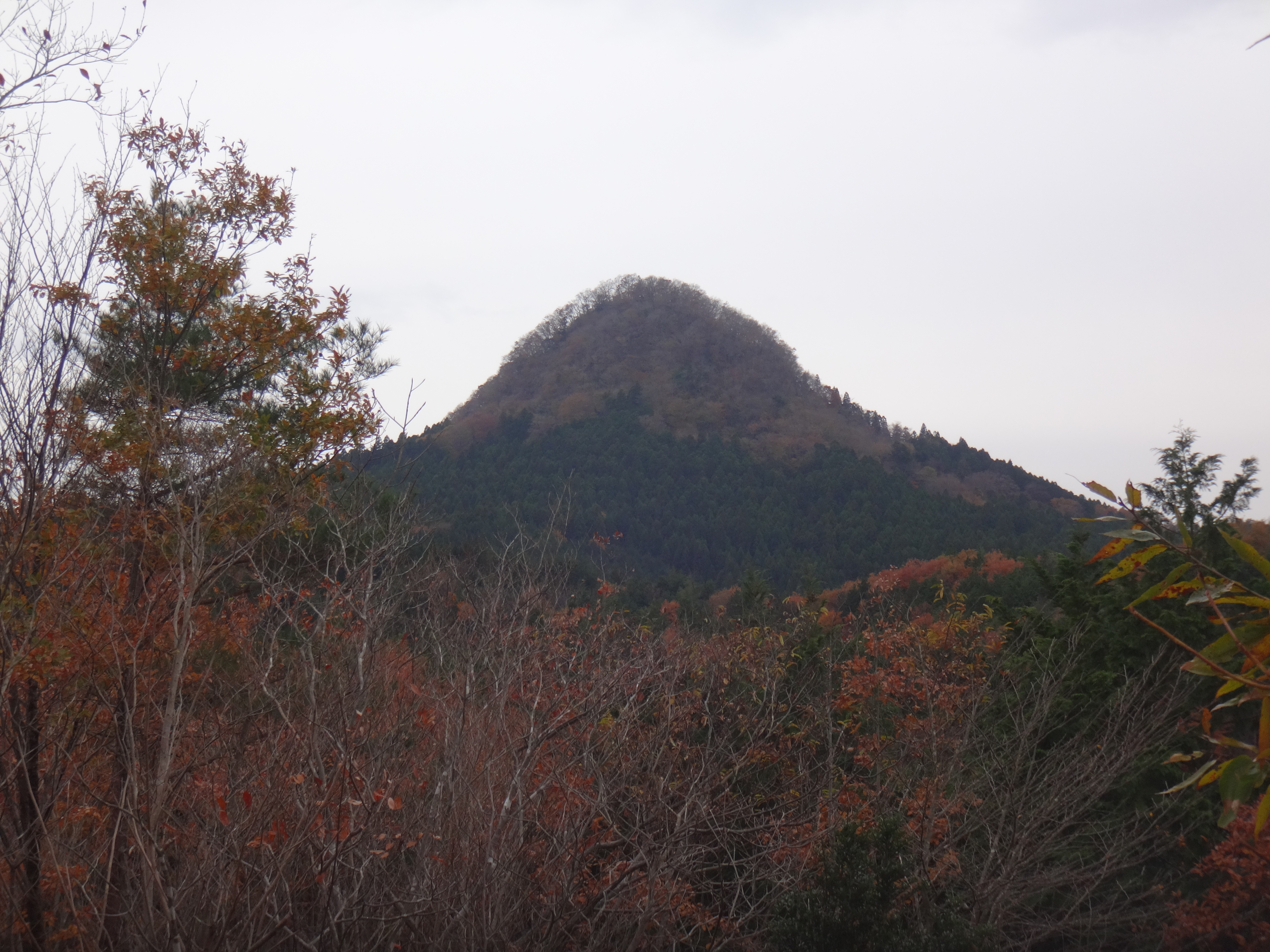
太白山（仙台富士）
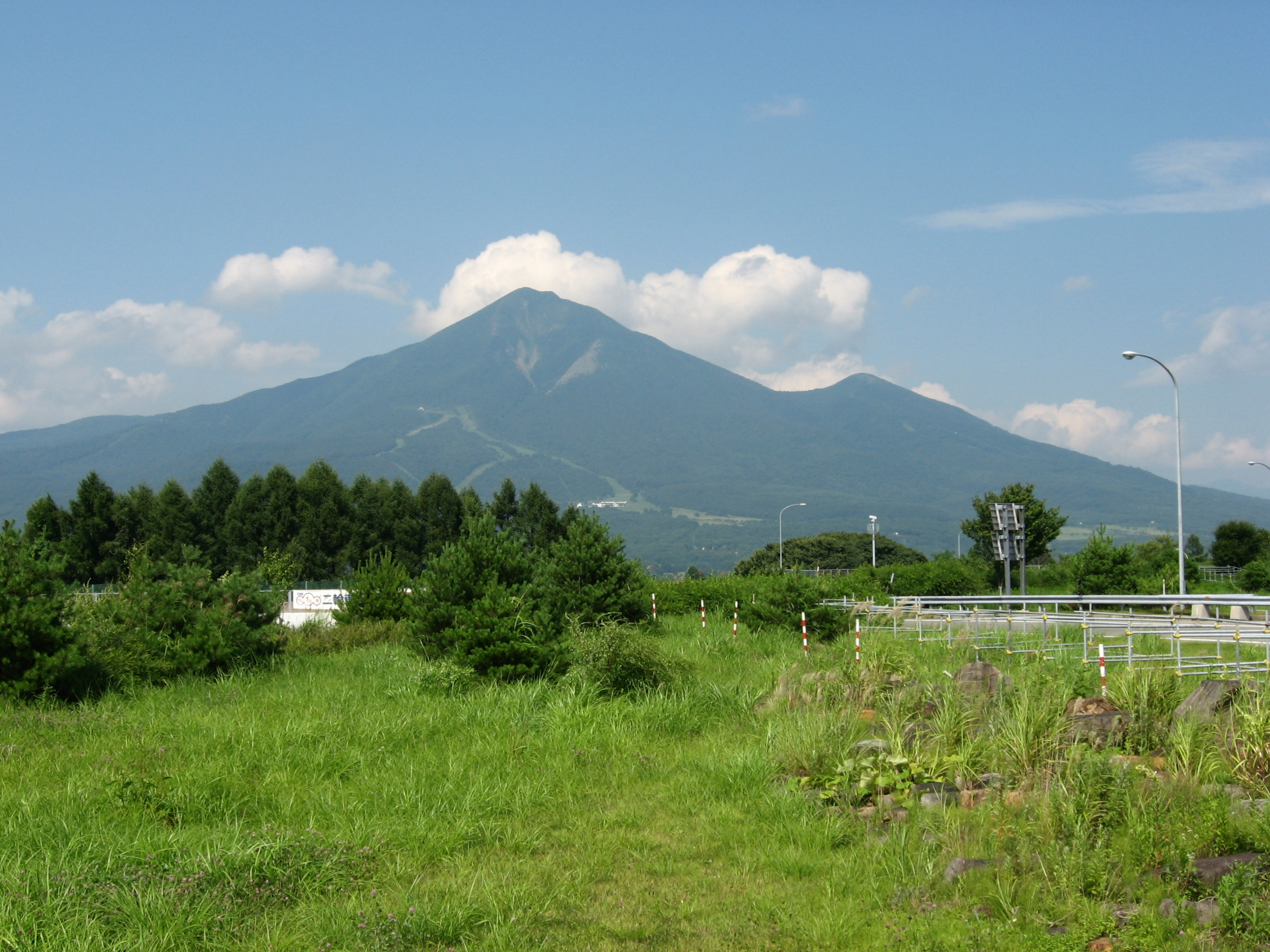
磐梯山（会津富士）
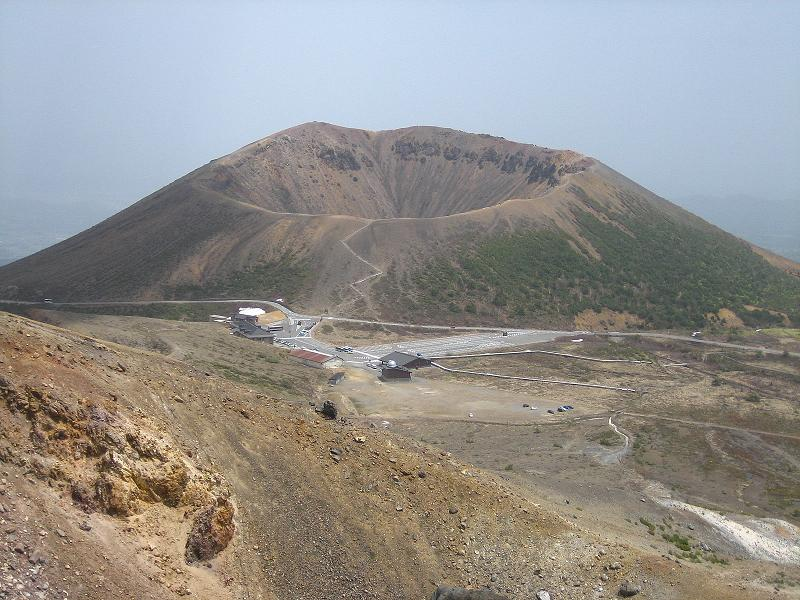
吾妻小富士

#### 青森県
- 津軽富士（つがるふじ、岩木山） - 弘前市、西津軽郡鰺ヶ沢町[8]
- 南部小富士（なんぶこふじ、名久井岳） - 三戸郡南部町、三戸町[4]
- 十和田富士（とわだふじ） - 十和田市[4]

#### 岩手県
- 岩手富士 / 南部片富士（いわてふじ / なんぶかたふじ、岩手山） - 八幡平市、滝沢市、岩手郡雫石町[8]
- 遠野小富士（とおのこふじ、六角牛山） - 遠野市[8]
- 室根小富士（むろねこふじ、室根山） - 一関市[8]
- 野田富士（のだふじ、和左羅比山） - 九戸郡野田村[4]
- 綾里富士（りょうりふじ、大森山） - 大船渡市[4]
- 富士の根山（ふじのねやま） - 奥州市[4]

#### 宮城県
- 小富士山 / 富士山（おふんつぁん / ふじさん、308メートル） - 石巻市[4]
- 小富士山（こふじさん、145メートル） - 石巻市[4]
- 富士高森山（ふじたかもりやま） - 石巻市[4]
- 加美富士（かみふじ、薬萊山） - 加美郡加美町[8]
- 仙台富士 / 名取富士（せんだいふじ / なとりふじ、太白山） - 仙台市太白区[8]

#### 秋田県
- 出羽富士（でわふじ、鳥海山） - にかほ市、由利本荘市[8]
- 明田富士（みょうでんふじ、35メートルで日本山岳会認定の「日本一低い富士山」） - 秋田市[4]
- 前田富士（まえだふじ） - 北秋田市[4]
- 大潟富士（おおがたふじ、0メートル） - 南秋田郡大潟村[9]

#### 山形県
- 鳥海富士（ちょうかいふじ、鳥海山） - 酒田市、飽海郡遊佐町[10]
- 吾妻富士（あづまふじ） - 米沢市、福島県耶麻郡北塩原村[4]

#### 福島県
- 吾妻小富士（あづまこふじ、摺鉢山） - 福島市[8]
- 吾妻富士（あづまふじ） - 福島市[4]
- 田村富士 / 三春富士（たむらふじ / みはるふじ、片曽根山） - 田村市[8]
- 会津富士（あいづふじ、磐梯山） - 耶麻郡猪苗代町、磐梯町、北塩原村[8]
- 吾妻富士（あづまふじ） - 耶麻郡北塩原村、山形県米沢市[4]
- 葛尾小富士 / 野川富士 / 小富士（かつらおこふじ / のがわふじ / こふじ、竜子山） - 田村市、双葉郡葛尾村[8]
- 滝富士（たきふじ） - いわき市[8]
- 絹谷小富士（きぬやこふじ） - いわき市[4]
- 絹谷富士（きぬやふじ） - いわき市[4]
- 磐城富士（いわきふじ） - いわき市[4]
- 小富士山（こふじさん） - 東白川郡棚倉町[4]
- 冨士山（ふじさん） - 耶麻郡西会津町[4]

### 関東地方

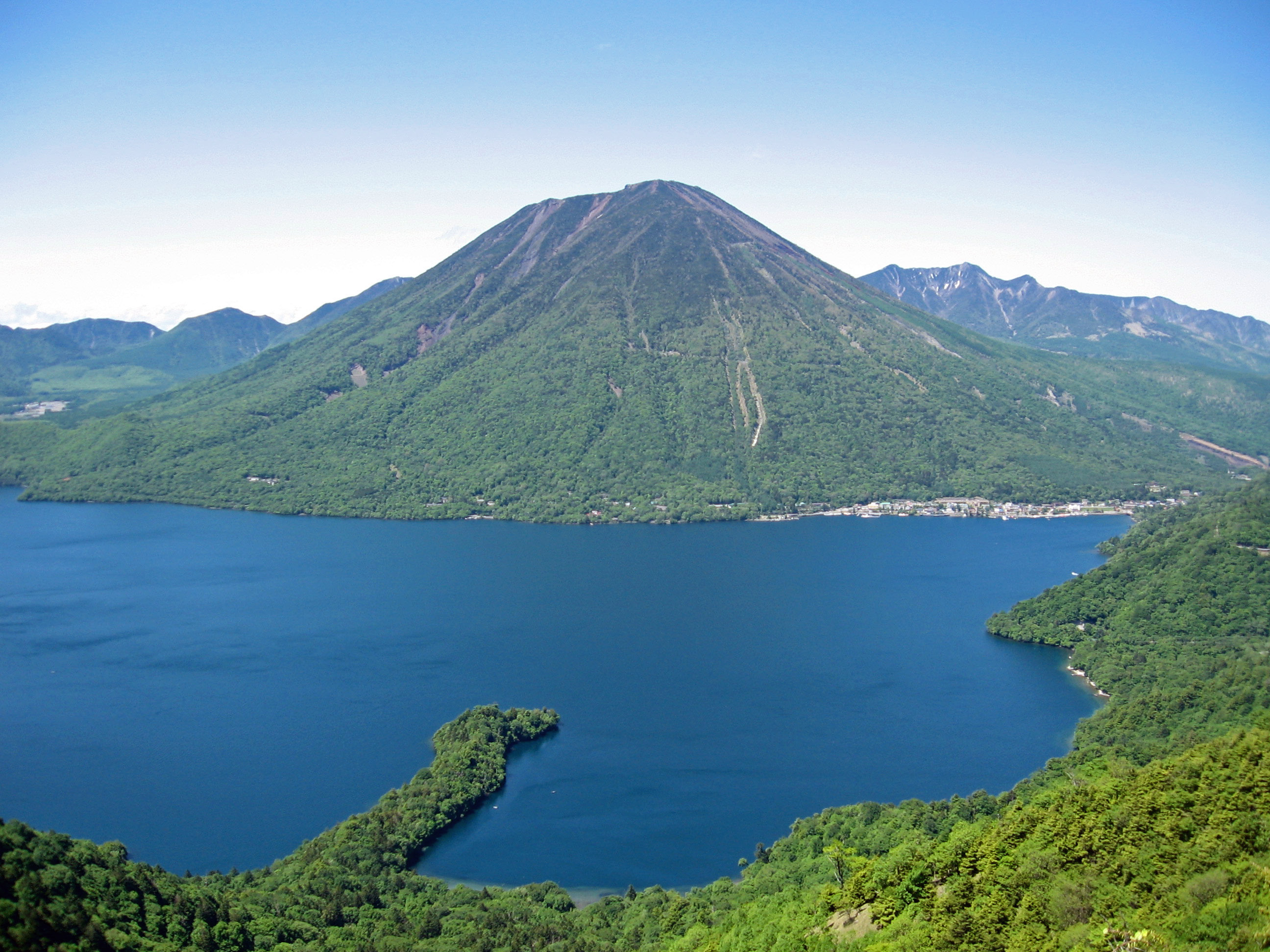
男体山（下野富士、日光富士）
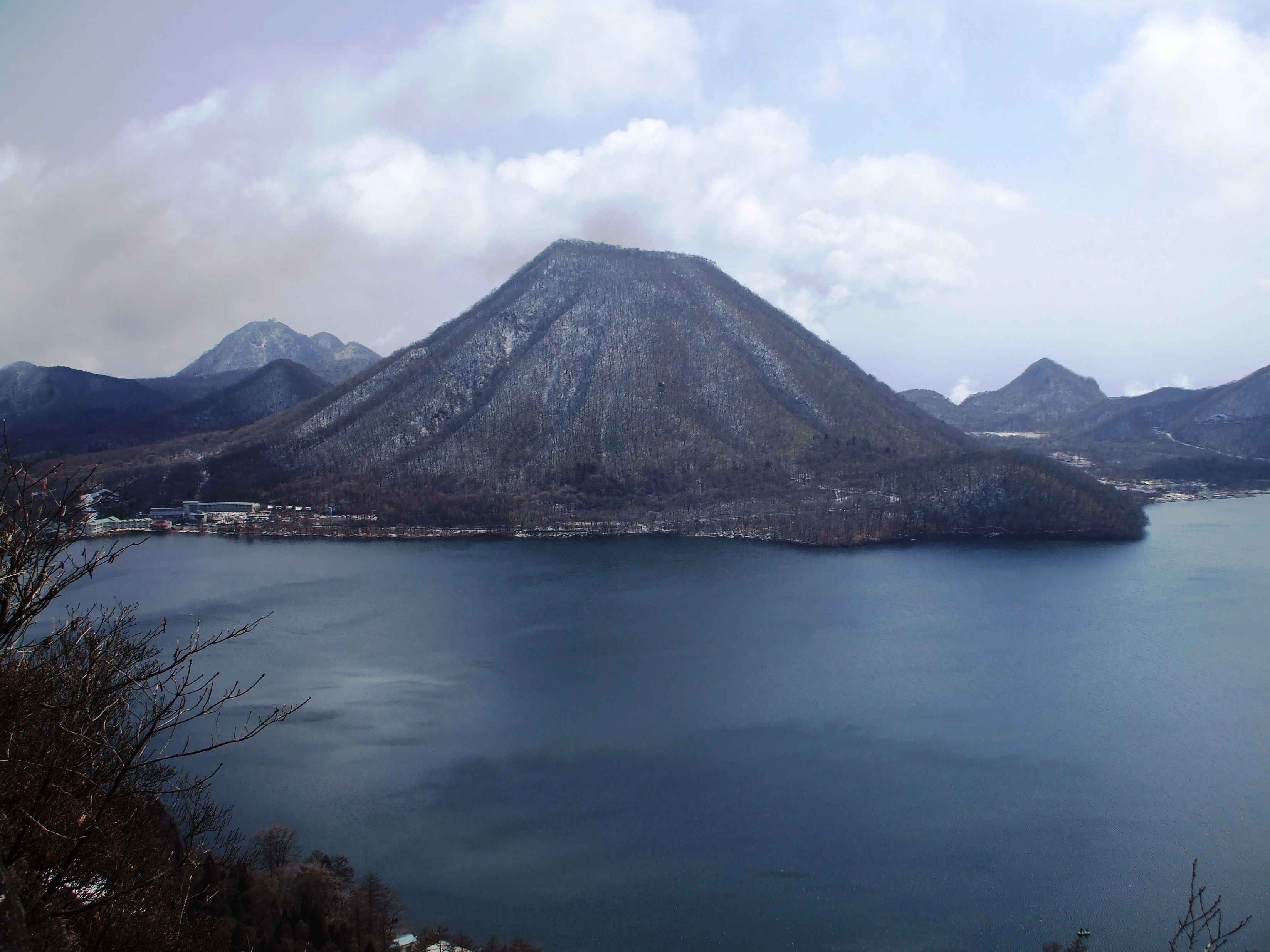
榛名山（榛名富士）
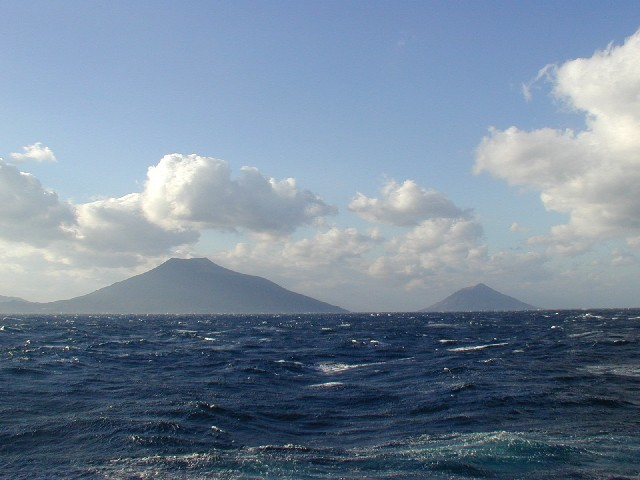
八丈西山（八丈富士）
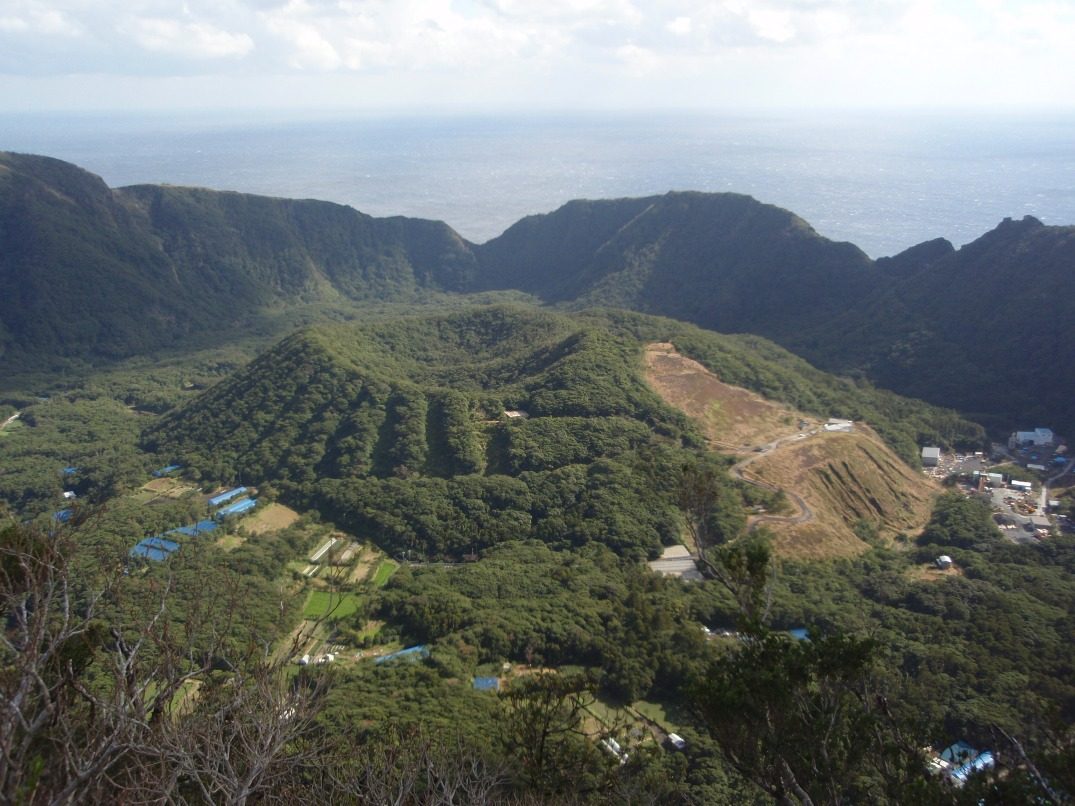
青ヶ島・丸山（オフジサマ）
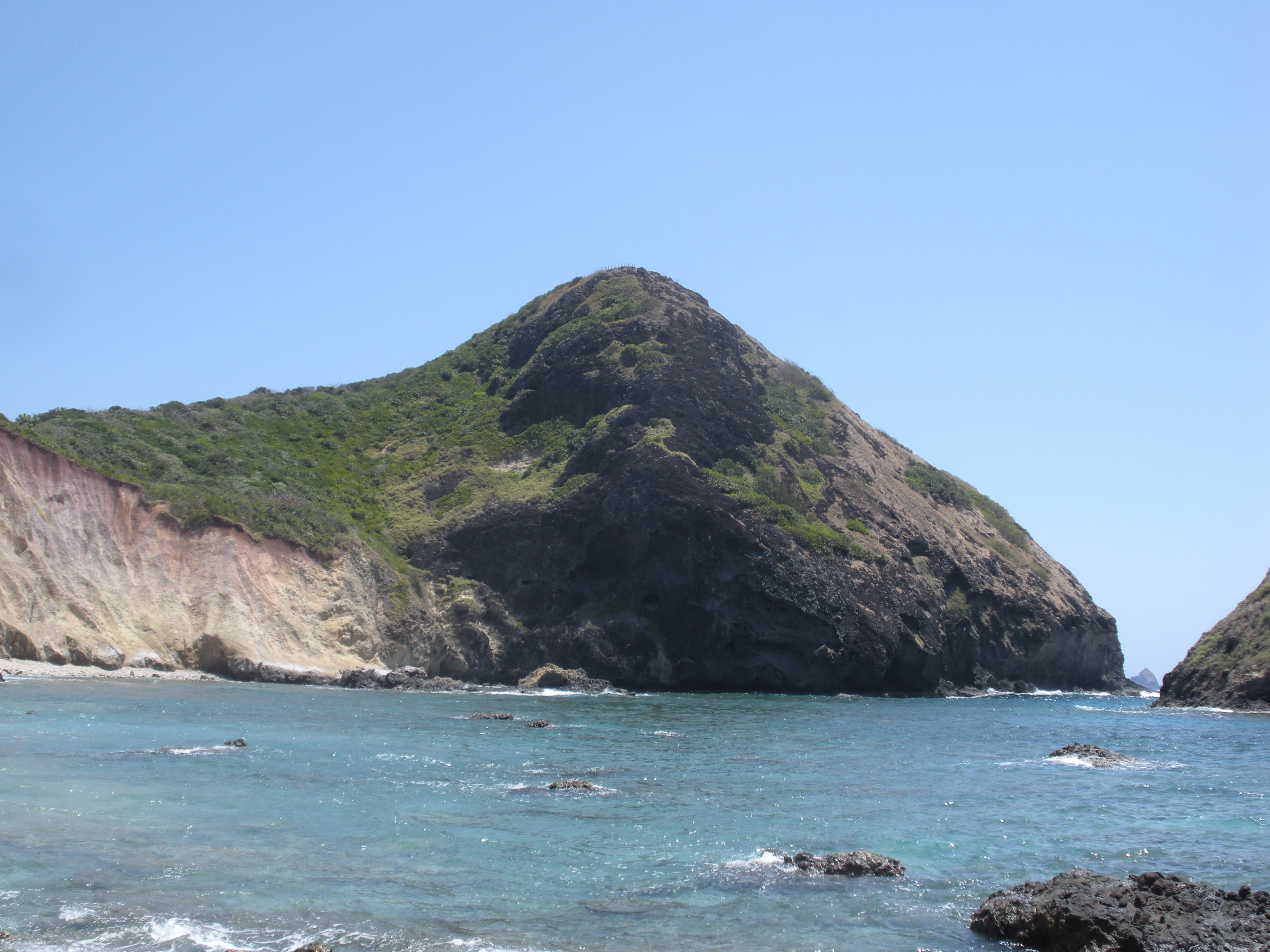
母島・小富士
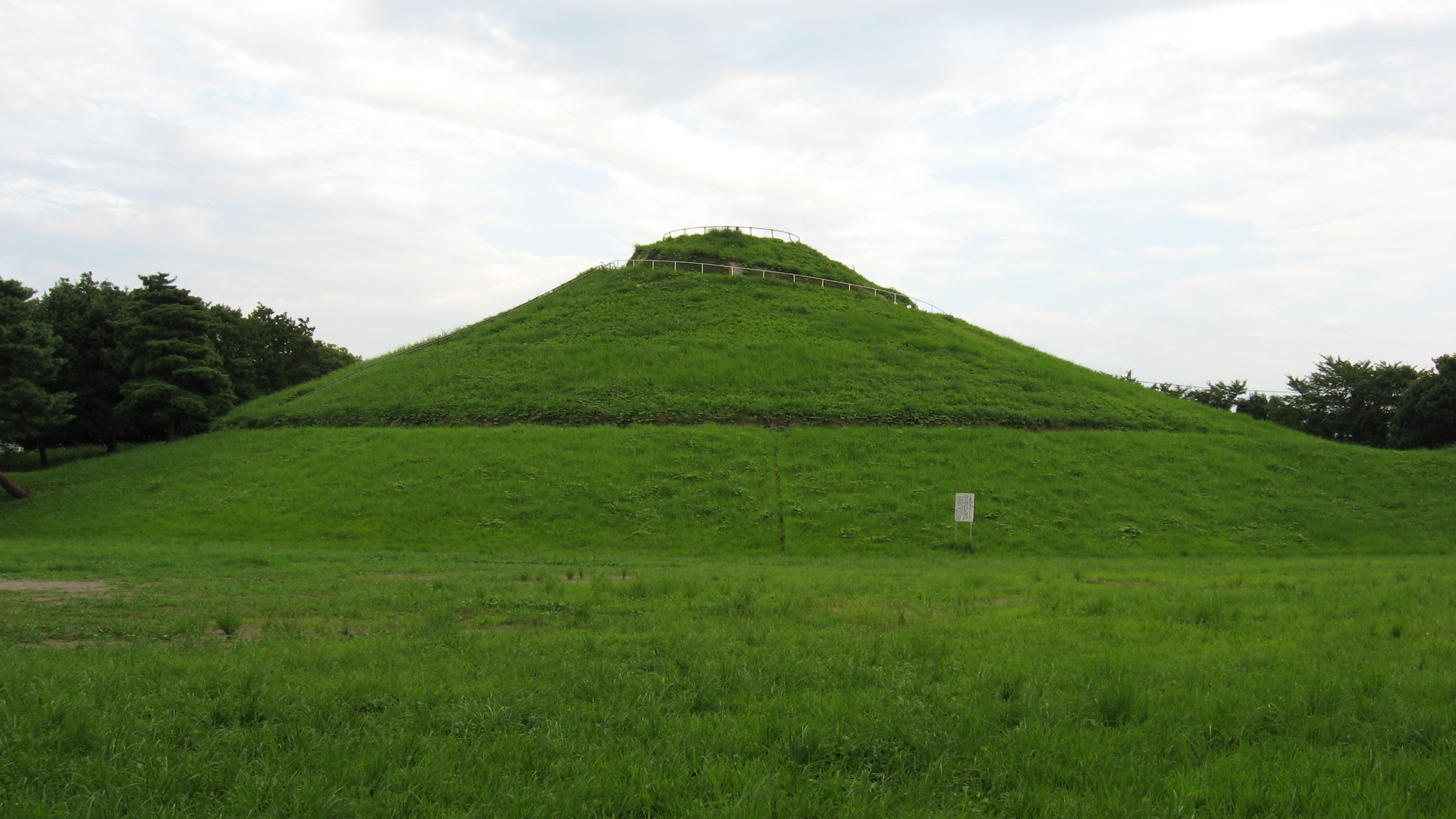
川和富士
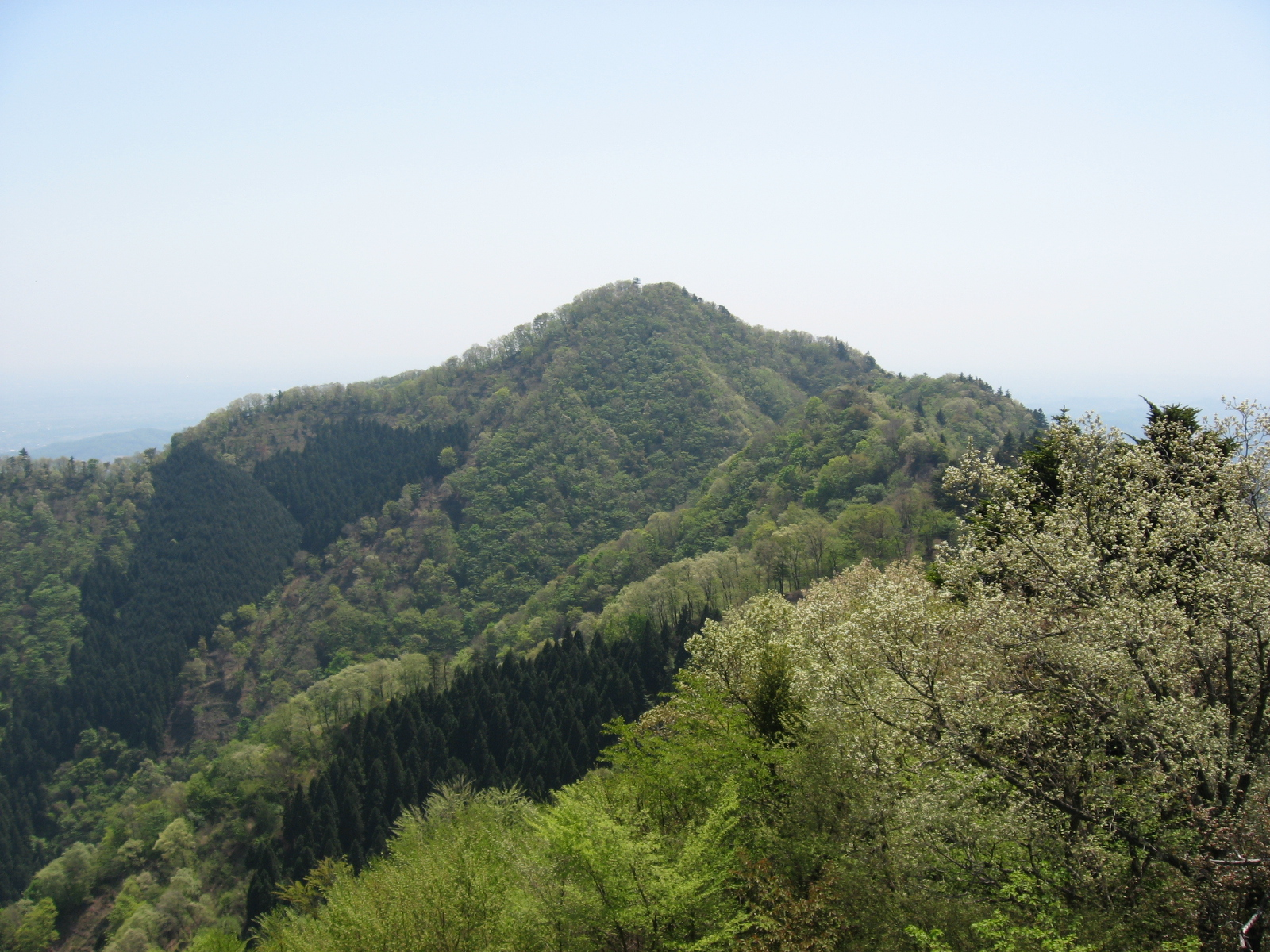
仏果山（半原富士）

#### 茨城県
- 真壁富士（まかべふじ、権現山） - 桜川市[11]
- 柿岡富士 / 八郷富士（かきおかふじ / やさとふじ、富士山、152メートル） - 石岡市[4]
- 富士山（ふじやま） - 石岡市[4]
- 富士山（ふじやま） - 笠間市[4]
- 富士山（ふじさん） - 笠間市[4]
- 御前山富士（ごぜんやまふじ、富士山） - 常陸大宮市[4]
- 小瀬富士（おせふじ） - 常陸大宮市[4]
- 小舟富士（こぶねふじ） - 常陸大宮市[4]
- 富士山（ふじやま） - 常陸太田市[4]
- 赤沢富士（あかざわふじ、眉山） - 東茨城郡城里町[4]
- 常陸富士（ひたちふじ、長福山） - 久慈郡大子町[4]

#### 栃木県
- 須巻富士（すまきふじ、富士山） - 那須塩原市[12]
- 新湯富士（あらゆふじ、富士山） - 那須塩原市[12]
- 那須富士（なすふじ、御富士山） - 那須郡那須町[12]
- 下野富士 / 日光富士（しもつけふじ / にっこうふじ、男体山） - 日光市[12]
- 芳賀富士（はがふじ、大平山） - 芳賀郡益子町・茂木町[12]
- 中村富士（なかむらふじ、京路戸山〔きょうろどさん〕） - 佐野市[12]
- 富士山（ふじやま） - 鹿沼市[4]
- 足利富士（あしかがふじ、上浅間山 / 男浅間山） - 足利市[4]
- 富士山（ふじさん） - 大田原市[4]
- 富士山（ふじさん） - 塩谷郡塩谷町[4]
- 富士山（ふじやま） - 日光市[4]

#### 群馬県
- 谷川富士（たにがわふじ、谷川岳・オキの耳） - 利根郡みなかみ町[12][13]
- 小幡富士（おばたふじ、冨士ノ越） - 甘楽郡甘楽町[12]
- 下仁田富士（しもにたふじ、四ツ又山） - 甘楽郡下仁田町・南牧村[12]
- 榛名富士（はるなふじ、榛名山） - 高崎市[12]
- 川浦富士（かわうらふじ、浅間隠山） - 吾妻郡東吾妻町・長野原町[14]
- 富士山（ふじやま） - 渋川市[4]
- 富士山（ふじやま、160メートル） - 桐生市[15]
- 不二山（ふじやま） - 桐生市[4]
- 妙義富士（みょうぎふじ、790メートル[16]） - 安中市[4]
- 富士浅間山（ふじあさまやま、月形山、899メートル[17]） - 甘楽郡南牧村[4]

#### 埼玉県
- 平沢富士（ひらさわふじ、富士山） - 日高市[12]
- 富士山（ふじやま） - 比企郡小川町[4]
- 間野富士山（まのふじやま） - 飯能市[4]
- 弟富士山（おとふじやま） - 秩父市[4]

#### 千葉県
- 鴨川富士（かもがわふじ、208.7メートル） - 鴨川市[4][18]
- 波太富士（なぶとふじ、100メートル） - 鴨川市[4]
- 天津小富士（あまつこふじ、浅間山（せんげんやま）） - 鴨川市[4]
- 富士山（ふじさん、浅間山（あさまやま）） - 鴨川市[4]
- 平群富士（へぐりふじ、富士山、229メートル） - 南房総市[18]
- 健田富士（たけだふじ、富士山、90メートル） - 南房総市[要出典]
- 大坂富士 / 上総富士（おおさかふじ / かずさふじ、富士山、285メートル） - 君津市（上総富士ゴルフクラブ内）[19]
- 富士山（240メートル） - 大多喜町[要出典]
- 三条富士（さんじょうふじ、160メートル） - 大多喜町[要出典]

#### 東京都
- 八丈富士（はちじょうふじ、西山） - 八丈町（八丈島）[20]
- オフジサマ（丸山） - 青ヶ島村（青ヶ島）[要出典]
- 小富士（こふじ） - 小笠原村（母島）[4]
- 駒形富士（こまがたふじ） - 西多摩郡瑞穂町[4]
- 御岳富士（みたけふじ、御岳山） - 青梅市[4]

#### 神奈川県
- 三浦富士（みうらふじ、富士山、183.1メートル） - 横須賀市[12]
- 平塚富士（ひらつかふじ、高麗山、168メートル） - 中郡大磯町[12]
- 半原富士（はんばらふじ、仏果山、747メートル） - 愛甲郡清川村、愛川町[21]
- 荻野富士（おぎのふじ、経ヶ岳） - 愛甲郡清川村、同郡愛川町、厚木市[4]
- 小富士山（こふじさん） - 鎌倉市[4]
- 冨士山（ふじやま） - 平塚市[4]
- 富士山（ふじやま） - 伊勢原市[4]
- 富士山（ふじさん、向山（むかいやま）） - 愛甲郡愛川町[4]

### 中部地方

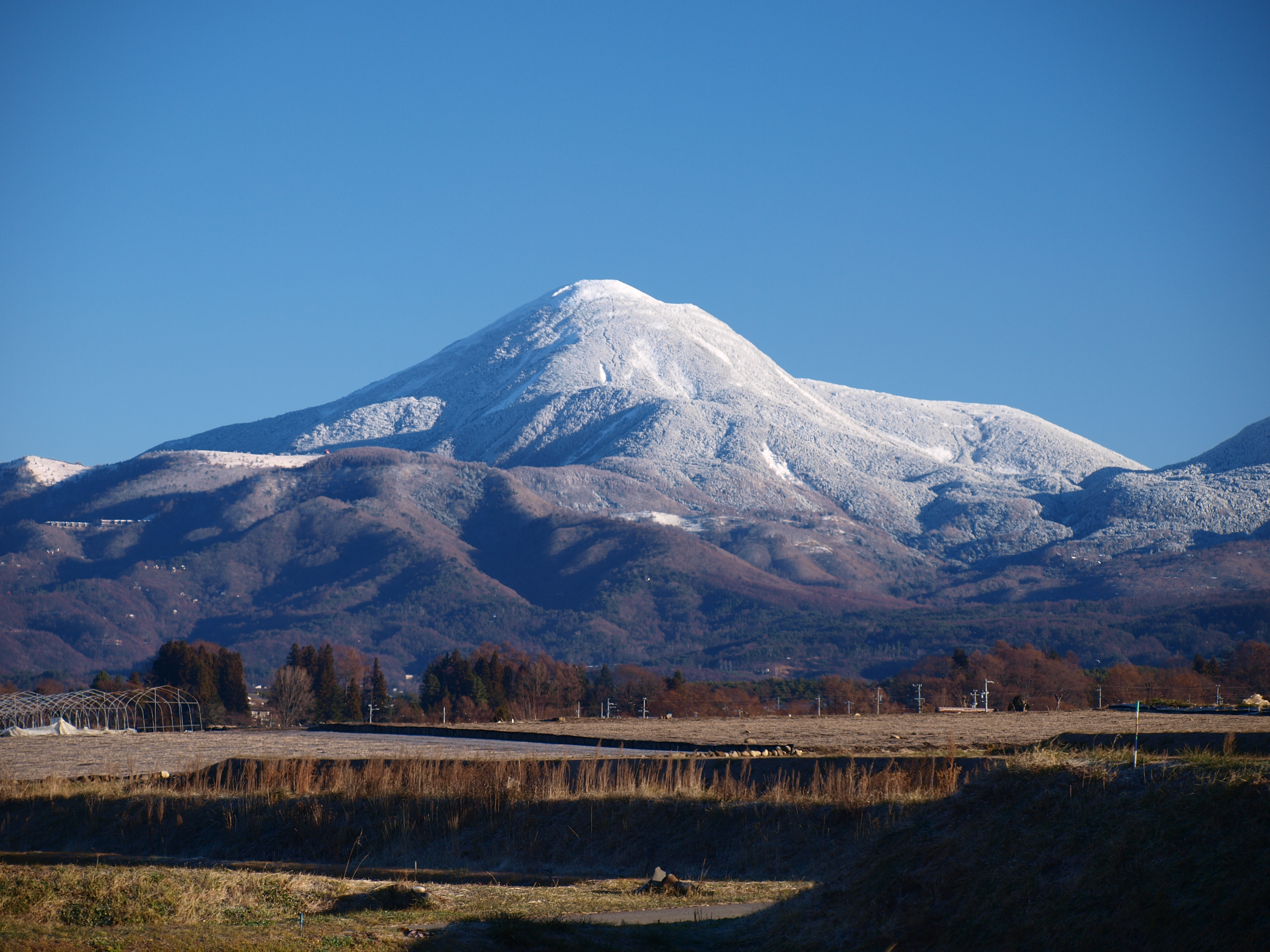
蓼科山（諏訪富士）
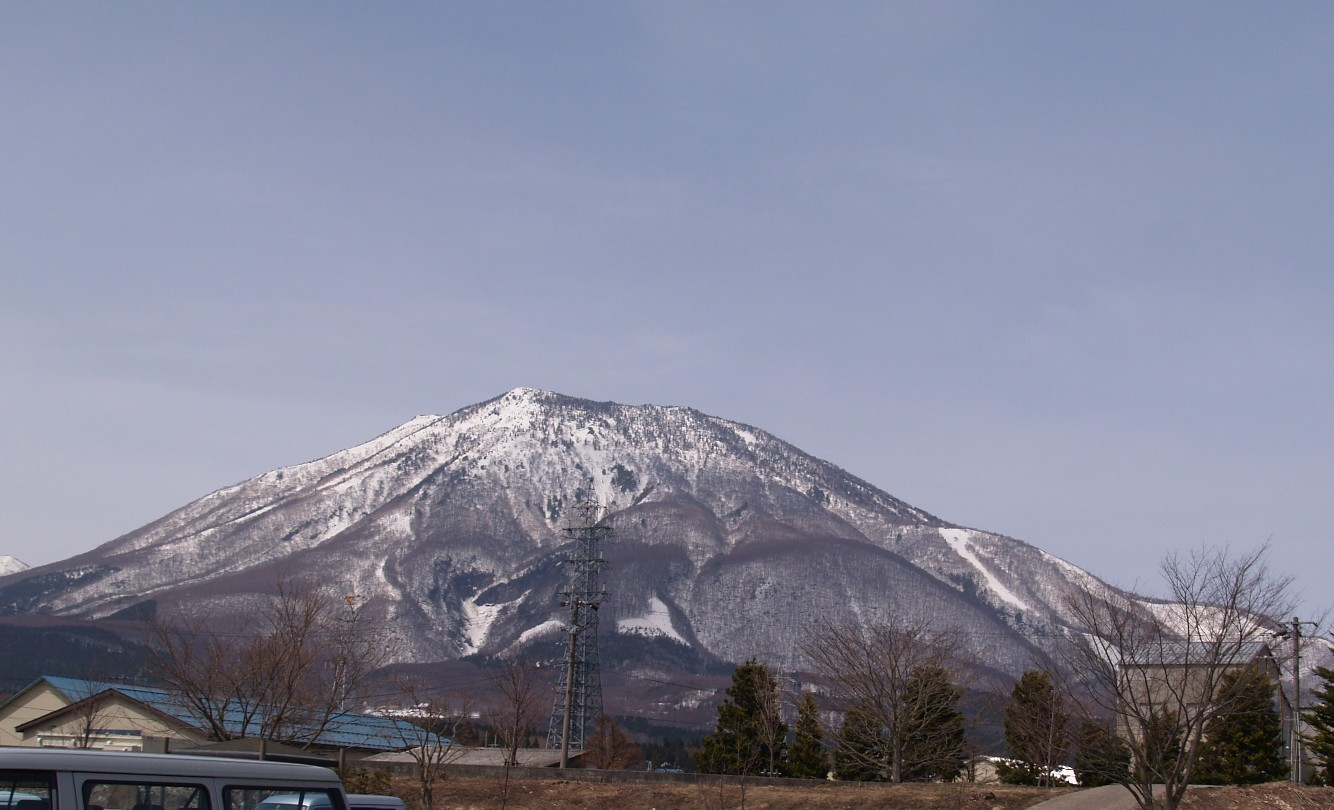
黒姫山（信濃富士）
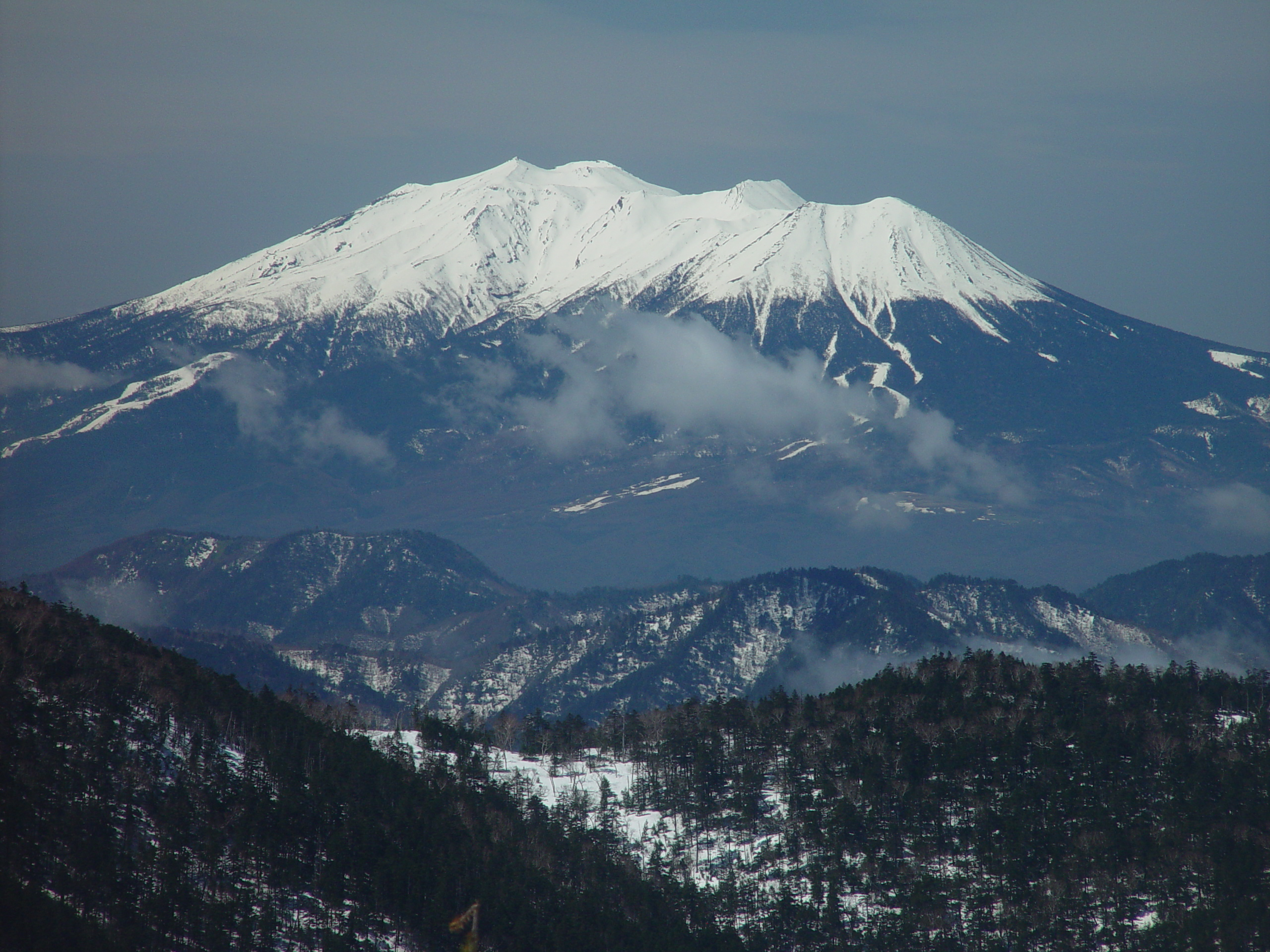
継子岳（日和田富士）
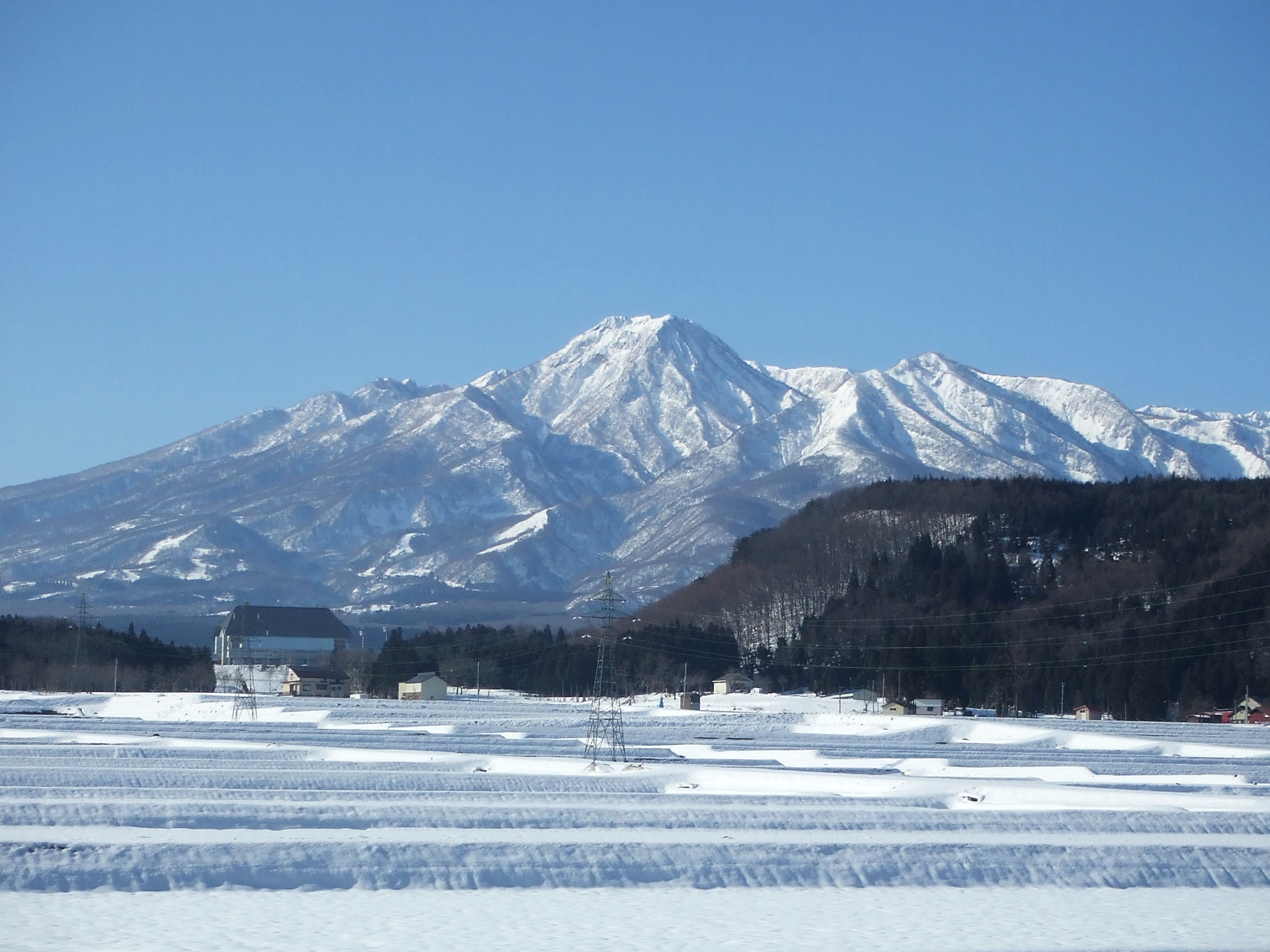
妙高山（越後富士）
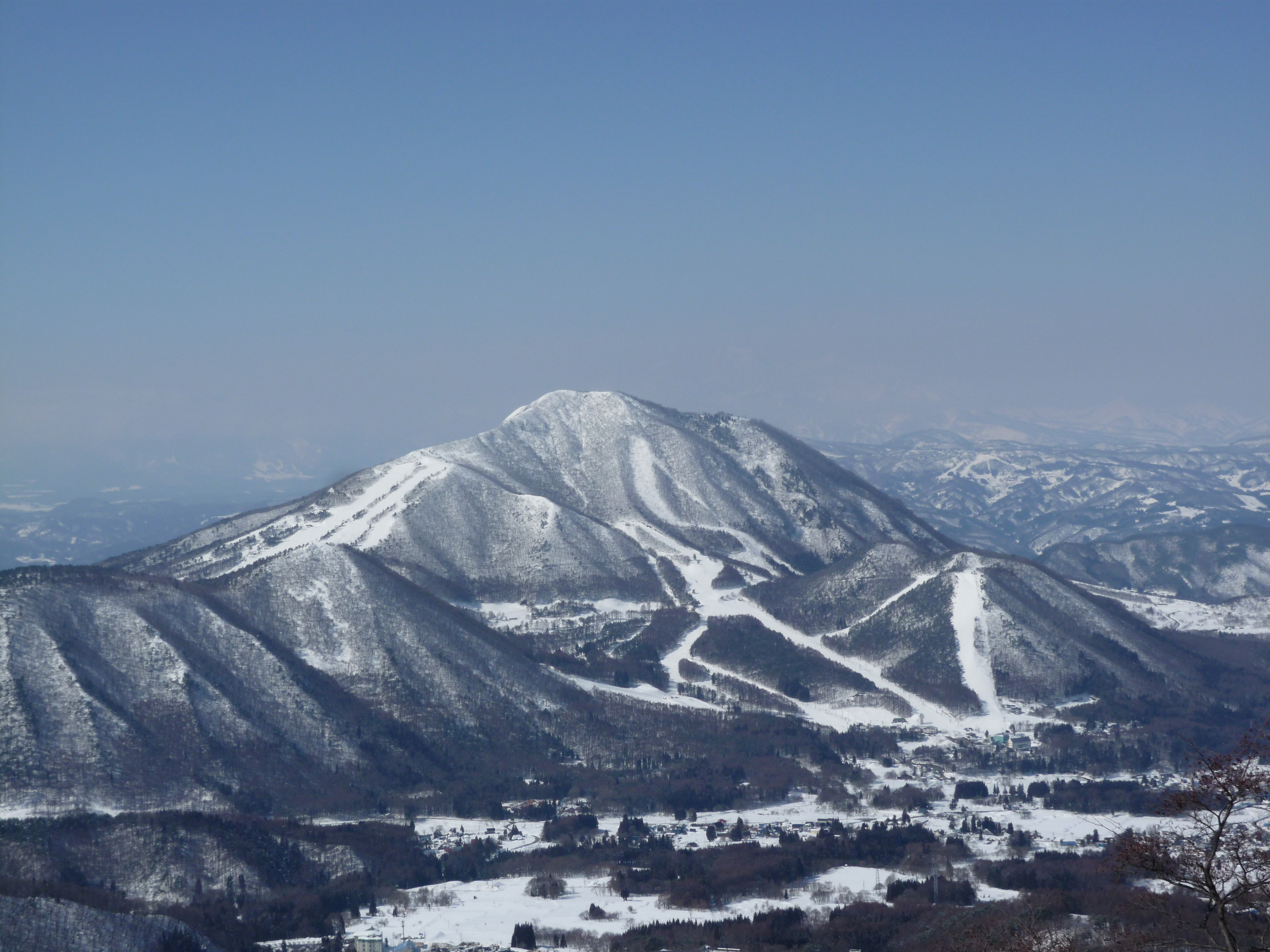
高社山（高井富士）
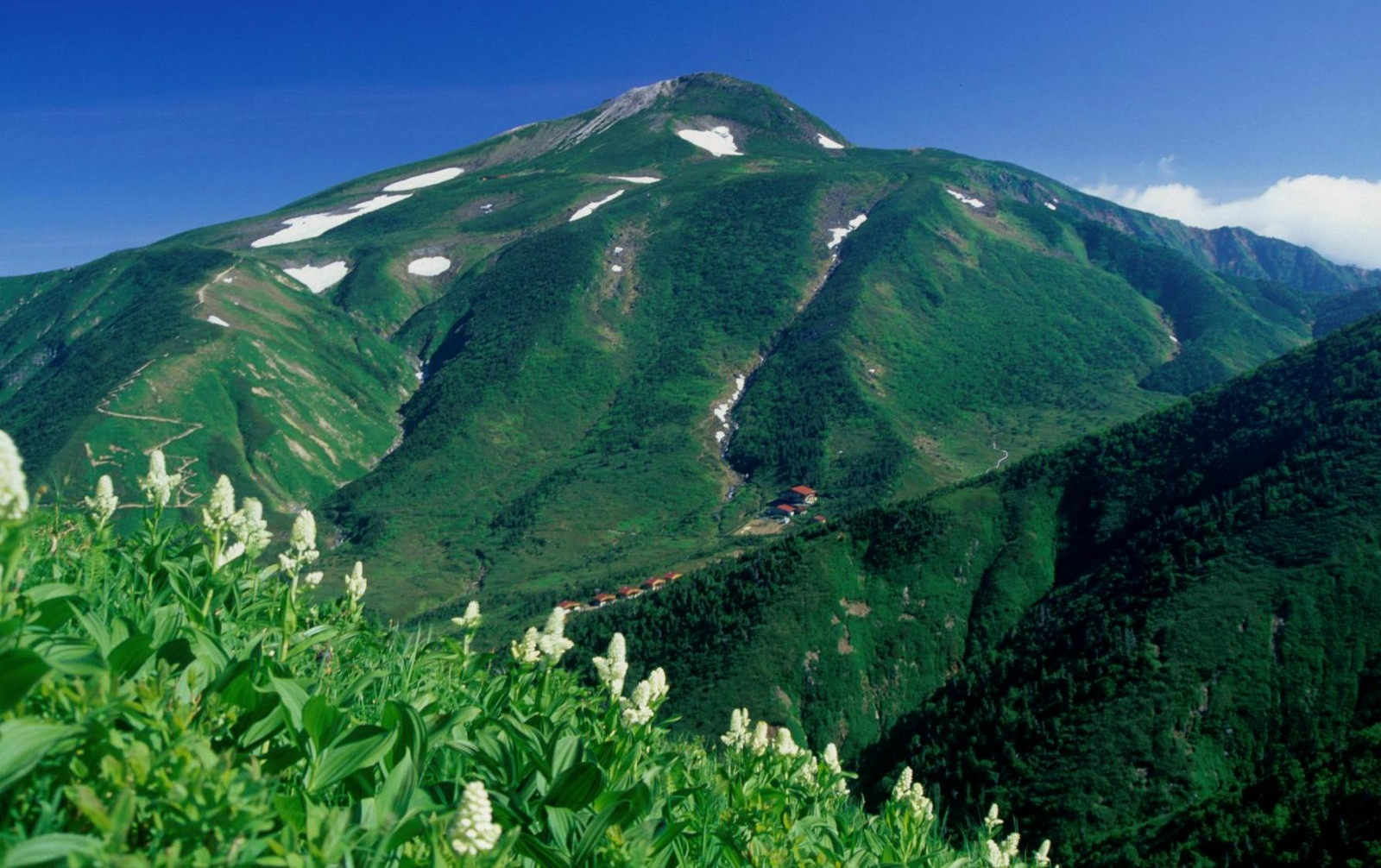
白山（加賀富士）
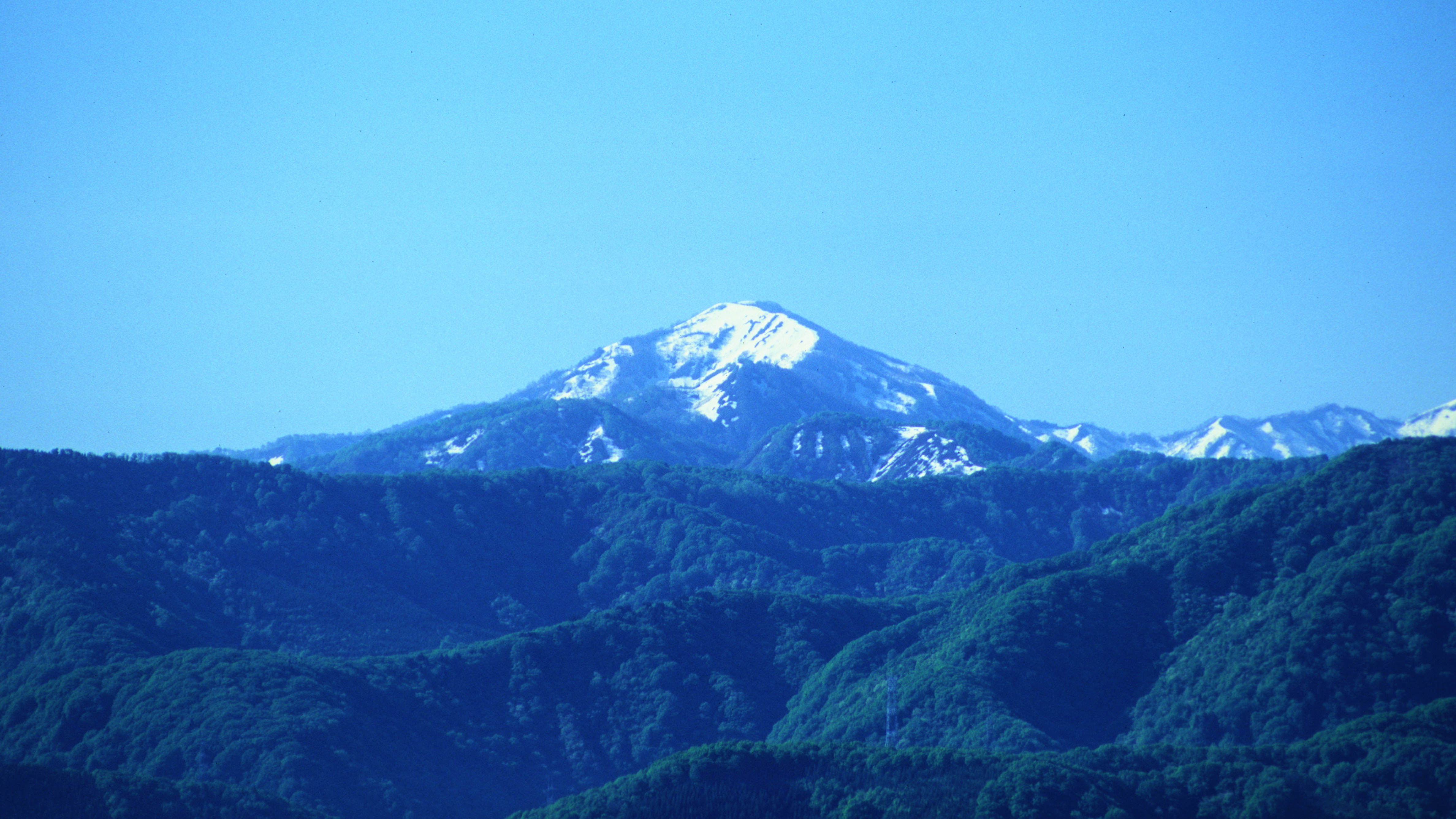
大門山（加賀富士）
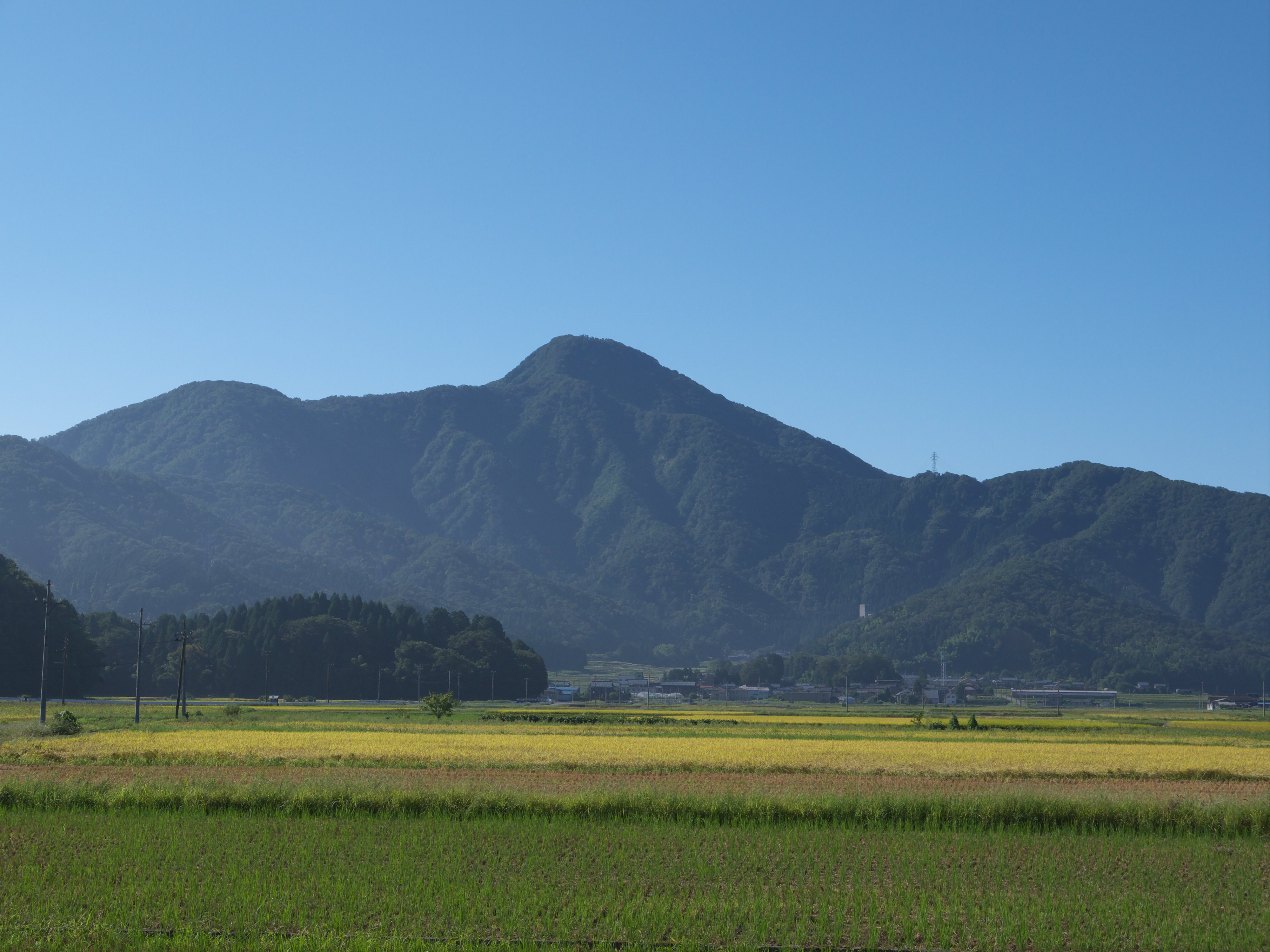
日野山（越前富士）
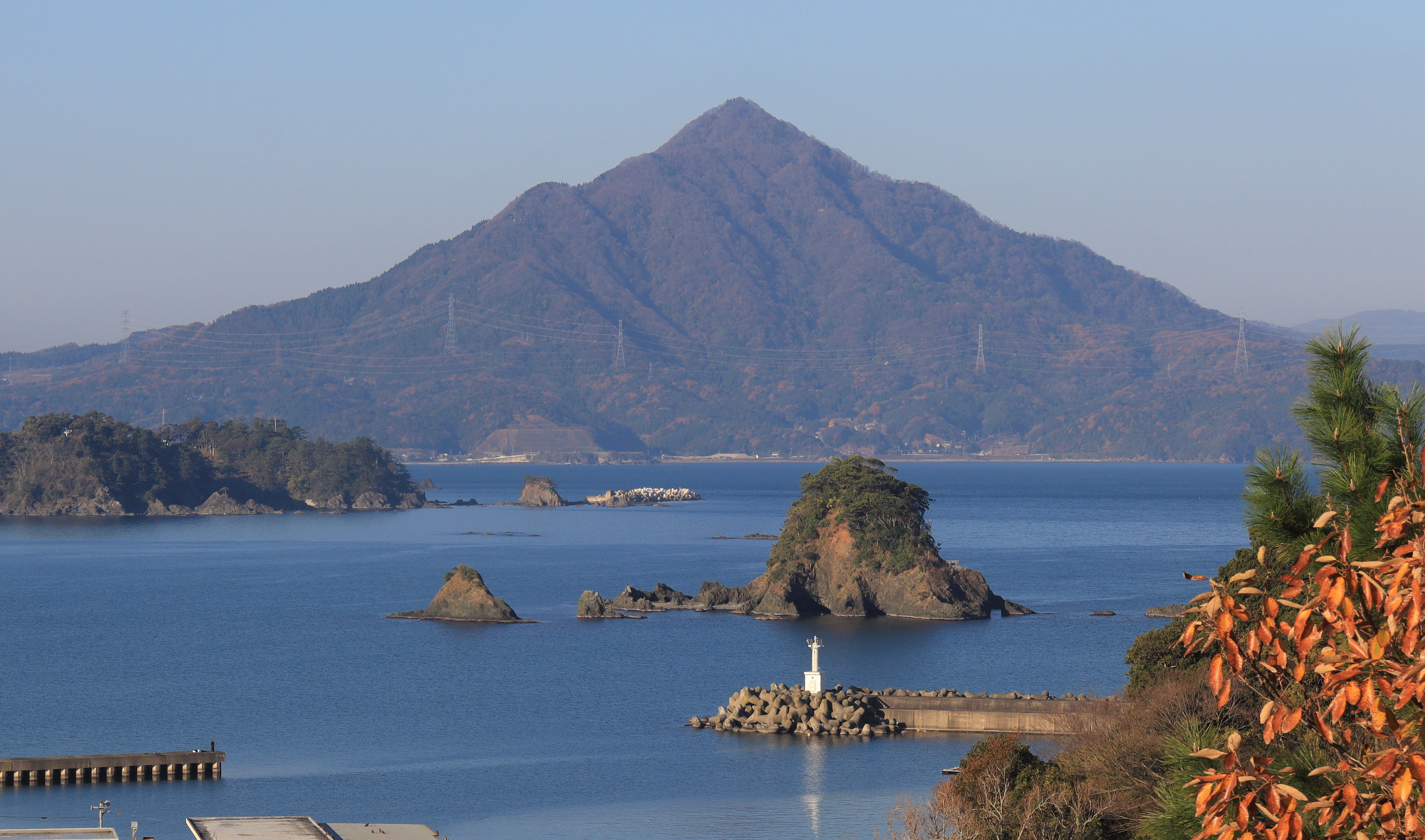
青葉山（若狭富士）
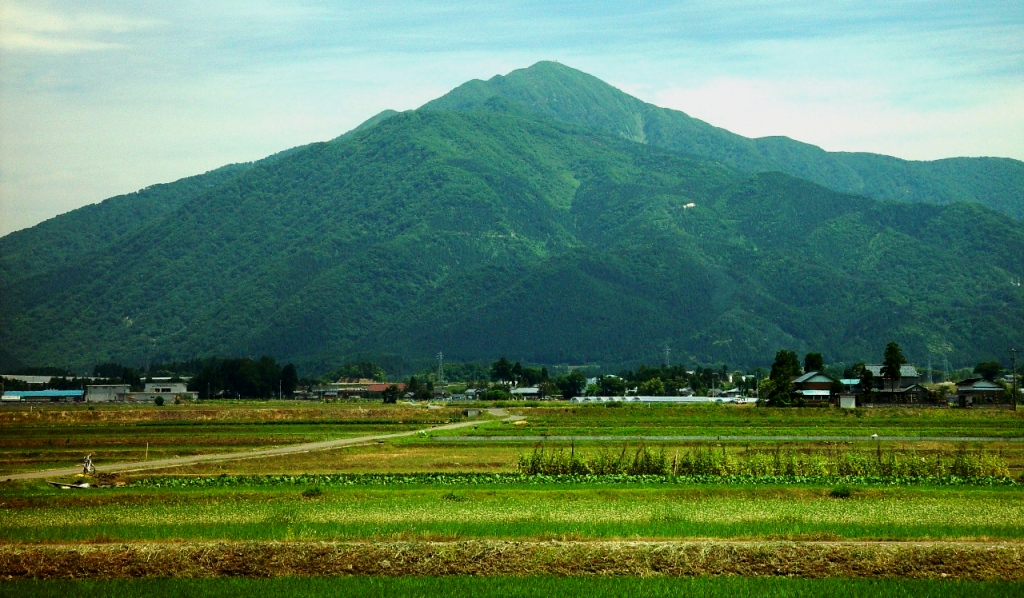
荒島岳（大野富士）
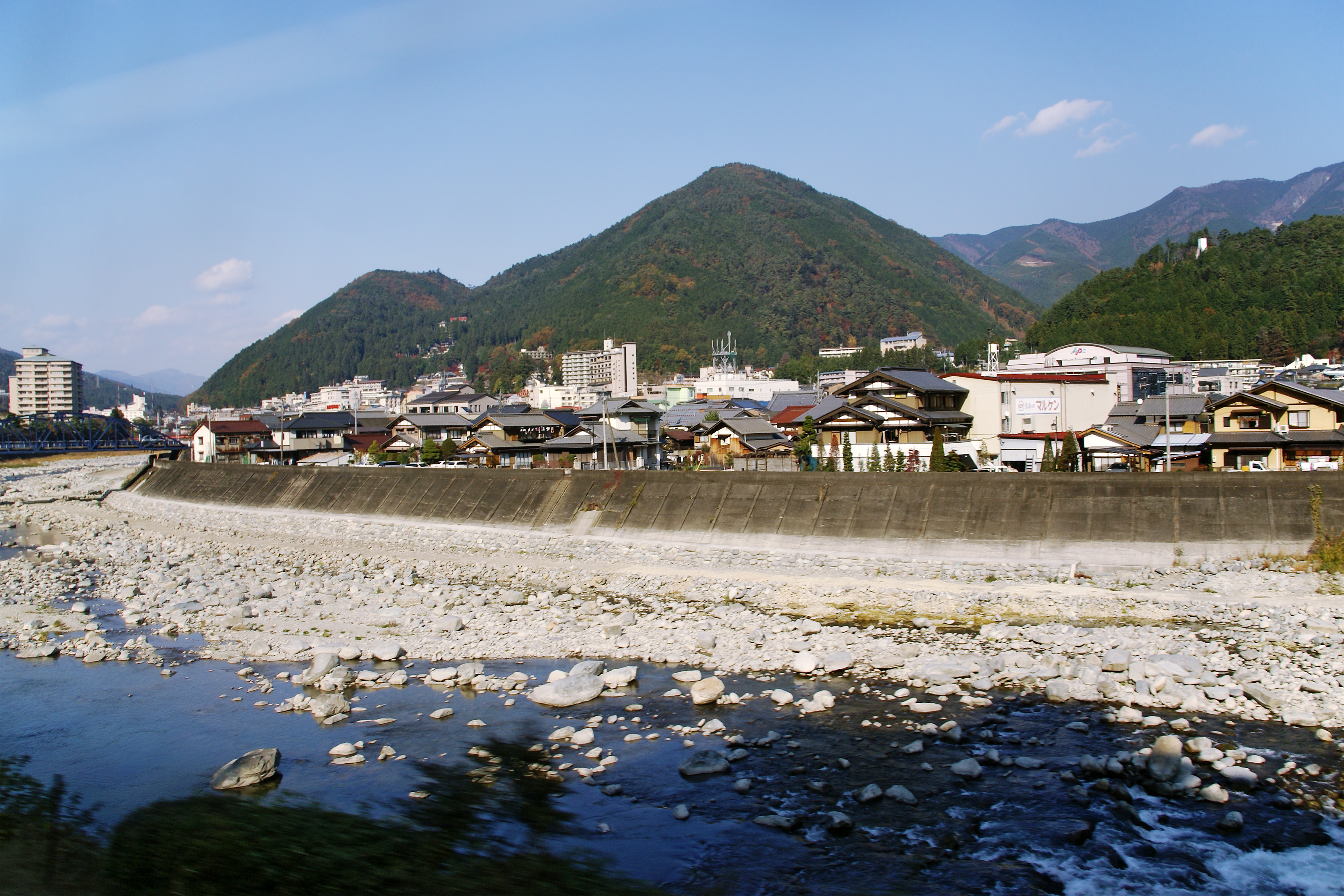
中根山（下呂富士）
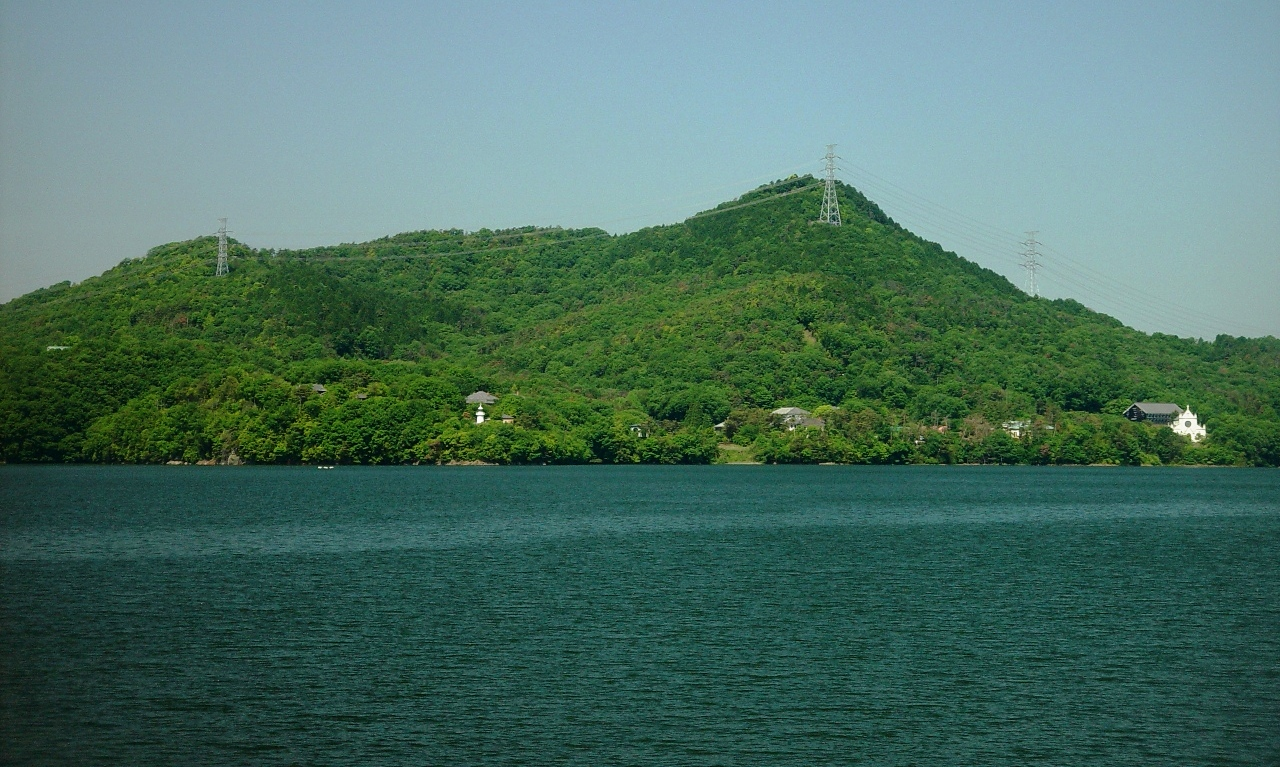
尾張富士

#### 山梨県
- 黒富士（くろふじ、1,635メートル） - 甲府市[22][23]
- お馬富士（おうまふじ、仙丈ヶ岳、3,033メートル） - 南アルプス市・長野県伊那市[4]
- 小富士（こふじ、1,906メートル） - 富士吉田市・静岡県小山町[23]

#### 長野県
- 諏訪富士（すわふじ、蓼科山、2,530メートル） - 茅野市・北佐久郡立科町[22]
- 信濃富士（しなのふじ、黒姫山、2,053メートル） - 上水内郡信濃町[22]
- 信濃富士 / 安曇富士 / 有明富士（しなのふじ / あづみふじ / ありあけふじ、有明山、2,268メートル） - 北安曇郡松川村・池田町・安曇野市[22]
- 会田富士（あいだふじ、虚空蔵山、1,139メートル[24]） - 松本市・東筑摩郡筑北村[22]
- 高井富士（たかいふじ、高社山、1,351メートル） - 中野市・下高井郡山ノ内町・木島平村[4]
- 伊那富士（いなふじ、戸倉山、1,681メートル） - 駒ヶ根市・伊那市[4]
- 平尾富士（ひらおふじ、平尾山、1,156メートル） - 佐久市[4]
- 香坂富士（こうさかふじ、寄石山、1,335メートル） - 佐久市[4]
- 富士の塔山（ふじのとうやま、998メートル[25]） - 長野市[4]
- 奈良尾富士 / 大富士（ならおふじ / おおふじ、富士嶽山、1,034メートル） - 上田市[4]
- 富士尾山（ふじおさん） - 安曇野市[4]
- 戸隠富士（とがくしふじ、高妻山） - 長野市・新潟県妙高市[4]
- お馬富士（おうまふじ、仙丈ヶ岳） - 伊那市・山梨県南アルプス市[4]

#### 新潟県
- 越後富士（えちごふじ）
  - 妙高山（2,454メートル） - 妙高市[22]
  - 米山 - 柏崎市・上越市[4]
  - 万太郎山 - 南魚沼郡湯沢町・群馬県利根郡みなかみ町[4]
- 戸隠富士（とがくしふじ、高妻山） - 妙高市・長野県長野市[4]
- 両尾富士（もろおふじ、宇賀神山、107メートル） - 佐渡市[22]
- 上田富士（うえだふじ、飯士山、1,112メートル） - 南魚沼市、南魚沼郡湯沢町[4]

#### 富山県
- 利賀富士（とがふじ、尾洞山、943メートル[26]） - 南砺市[22]
- 富士ノ折立（ふじのおりたて、2,999メートル）[4]
- 南保富士（なんぼふじ、727メートル） - 下新川郡朝日町[27]

#### 石川県
- 能登富士（のとふじ、高爪山、341メートル） - 羽咋郡志賀町、輪島市[22]
- 加賀富士（かがふじ）
  - 大門山（1,572メートル） - 金沢市、富山県南砺市[22]
  - 白山（2,702メートル）[4]
- 富士写ヶ岳（ふじしゃがだけ、942メートル） - 加賀市[4]

#### 福井県
- 大野富士（おおのふじ、荒島岳、1,524メートル） - 大野市[4]
- 安居ノ小富士（あごのこふじ、城山、114メートル） - 福井市[28]
- 角原富士（かどはらふじ、文殊山、365メートル） - 福井市、鯖江市[22]
- 越前富士（えちぜんふじ、日野山、795メートル） - 越前市[4]
- 野岡富士（のおかふじ、行司岳、311メートル） - 越前市
- 敦賀富士（つるがふじ、野坂岳、914メートル） - 敦賀市[4]
- 三足富士（みあしふじ、三足富士、292メートル） - 敦賀市[4]
- 黒富士（くろふじ、寺山、418メートル） - 美浜町[4]
- 三方富士（みかたふじ、梅丈岳、400メートル） - 若狭町、美浜町[4]
- 若狭富士（わかさふじ、多田ヶ岳、712メートル） - 小浜市
- 若狭富士（わかさふじ、青葉山、693メートル） - 大飯郡高浜町、京都府舞鶴市[29]

#### 岐阜県
- 日和田富士（ひわだふじ、御嶽山継子岳、2,859メートル）[4]
- 蒲田富士（がまだふじ、2,742メートル）[4]
- 飛騨富士（ひだふじ、船山、1,479メートル）[4]
- 徳山富士（とくやまふじ、925メートル）[4]
- 下呂富士（げろふじ、中根山、782メートル）[4]
- 美濃富士（みのふじ、烏帽子岳、865メートル）[4]
- 美濃富士（みのふじ、浅間山、372メートル）[30]
- 米田富士（よねだふじ、愛宕山、261メートル）[22]

#### 静岡県
- 下田富士 / 本郷富士（しもだふじ / ほんごうふじ、一岩山、187メートル）[22]
- 千頭富士（せんずふじ、黒法師岳、2067メートル） - 川根本町[22]
- 丸子富士（まりこふじ、高山、450メートル）[4][23]
- 川根富士（かわねふじ、朝日岳、1,827メートル） - 川根本町[4][23]
- 第一真富士山（だいいちまふじやま、1,343メートル） - 静岡市[4][23]
- 第二真富士山（だいにまふじやま、1,401メートル） - 静岡市[4][23]
- 伊豆小富士 / 川奈富士 / 小室富士（いずこふじ / かわなふじ / こむろふじ、小室山、321メートル） - 伊東市[4][23]
- 伊豆富士 / 伊豆小富士 / 天城富士（いずふじ / いずこふじ / あまぎふじ、大室山、580メートル） - 伊東市[4][23]
- 三坂富士（みさかふじ、280メートル） - 南伊豆町[4][23]
- 長津呂富士（ながつろふじ、恒々山、297メートル） - 南伊豆町[4][23]

#### 愛知県
- 三河富士（みかわふじ）
  - 本宮山、789メートル - 岡崎市・豊川市・新城市[4]
  - 宮路山、362メートル - 豊川市[4]
  - 三河富士、314メートル - 岡崎市[4]
  - 村積山、257メートル - 岡崎市[4]
- 尾張富士（おわりふじ、275メートル） - 犬山市[22]
- 尾張大富士（おわりおおふじ、本宮山、293メートル） - 犬山市[31]
- 三谷富士（みやふじ、砥神山、276メートル） - 蒲郡市[4]
- 富士ヶ峰（ふじがみね、125メートル） - 南知多町[4]
- 富士山（ふじやま、31メートル） - 西尾市佐久島[2]

### 近畿地方

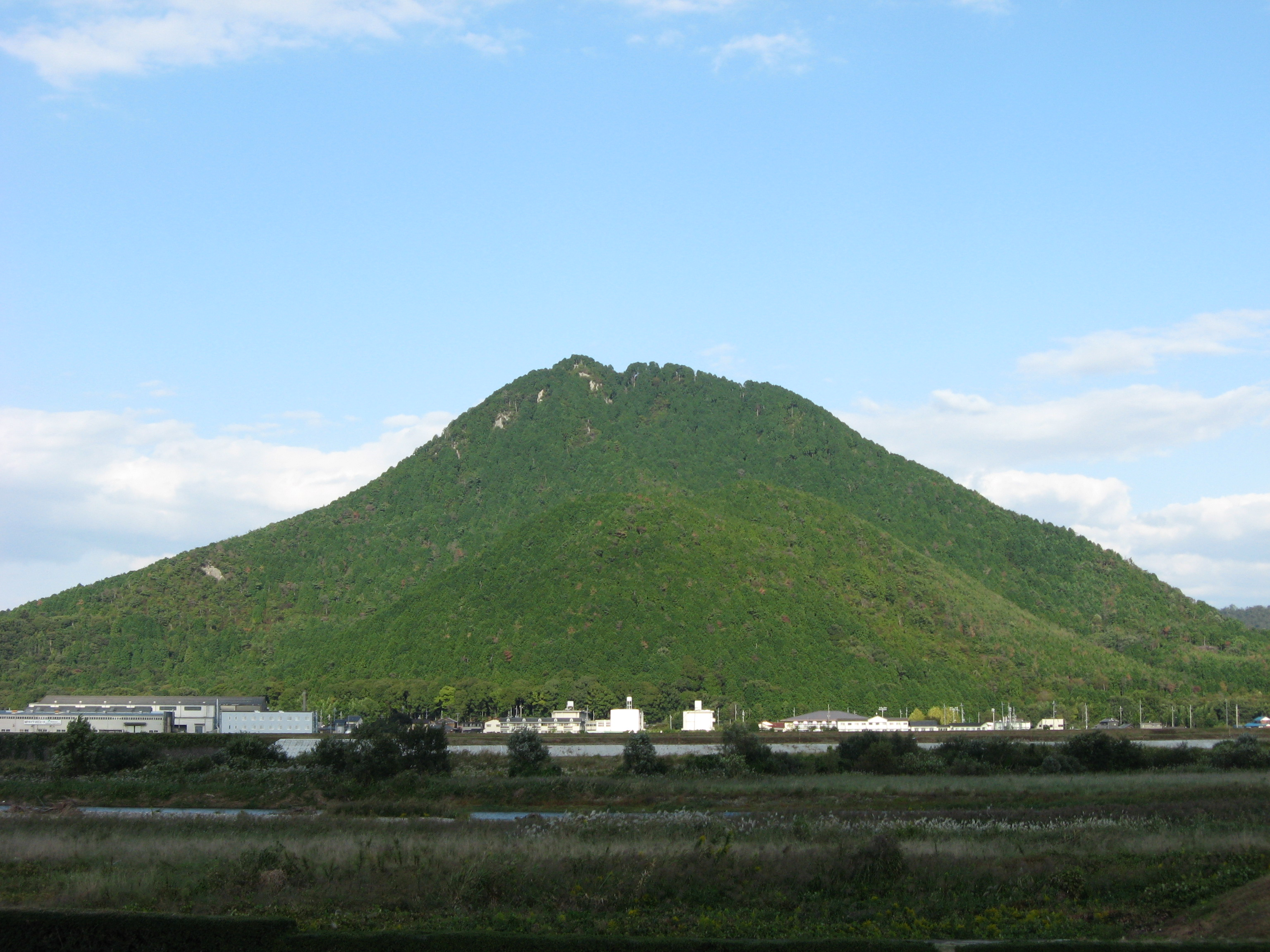
三上山（近江富士）
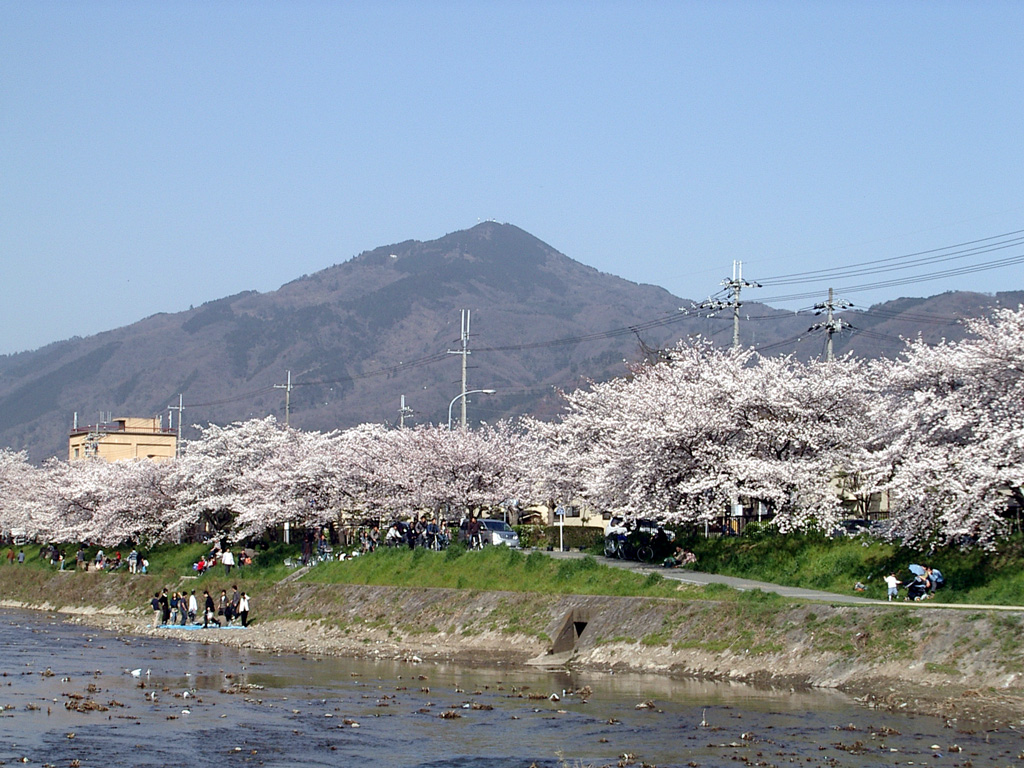
比叡山（都富士）
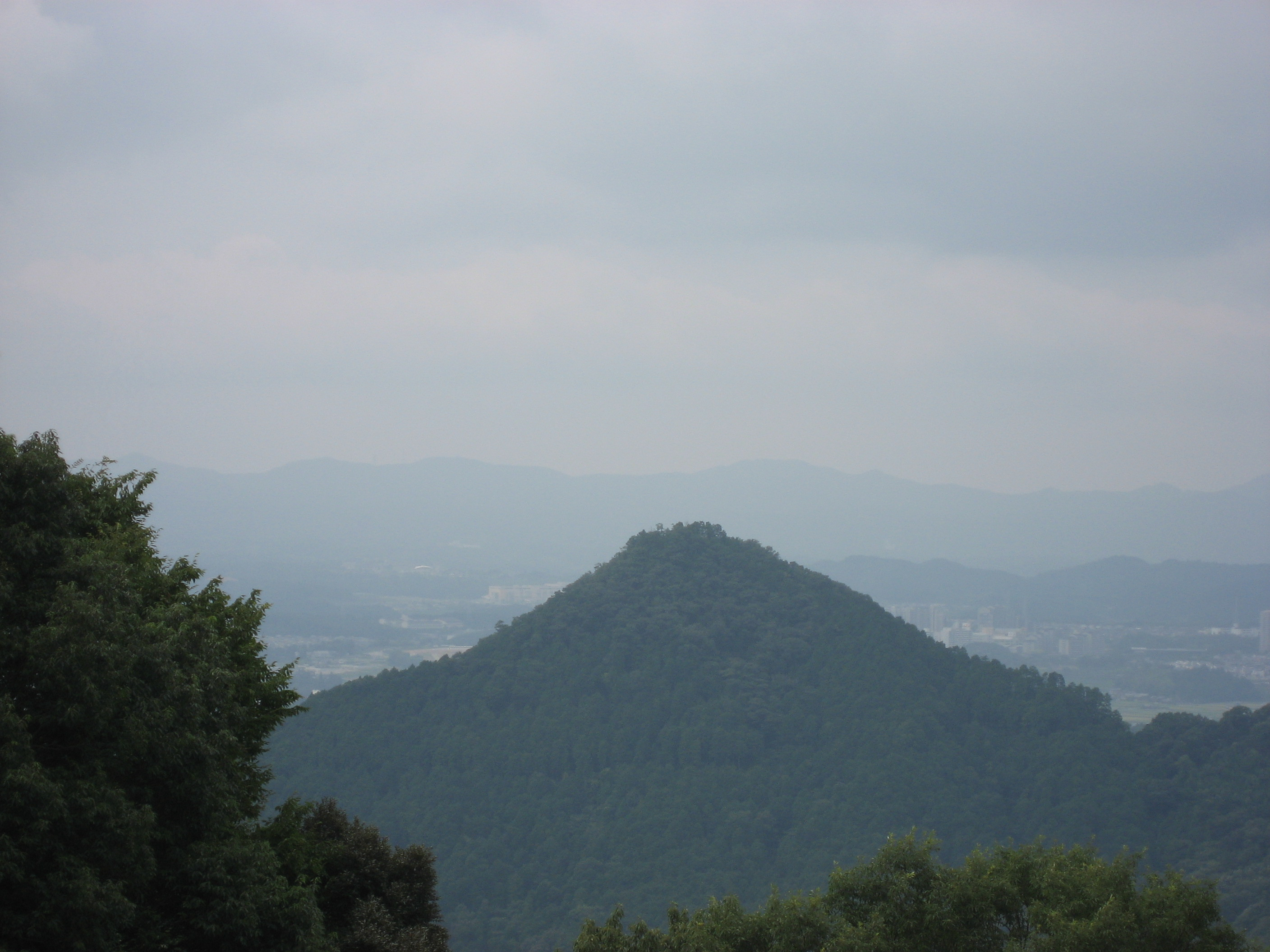
有馬富士
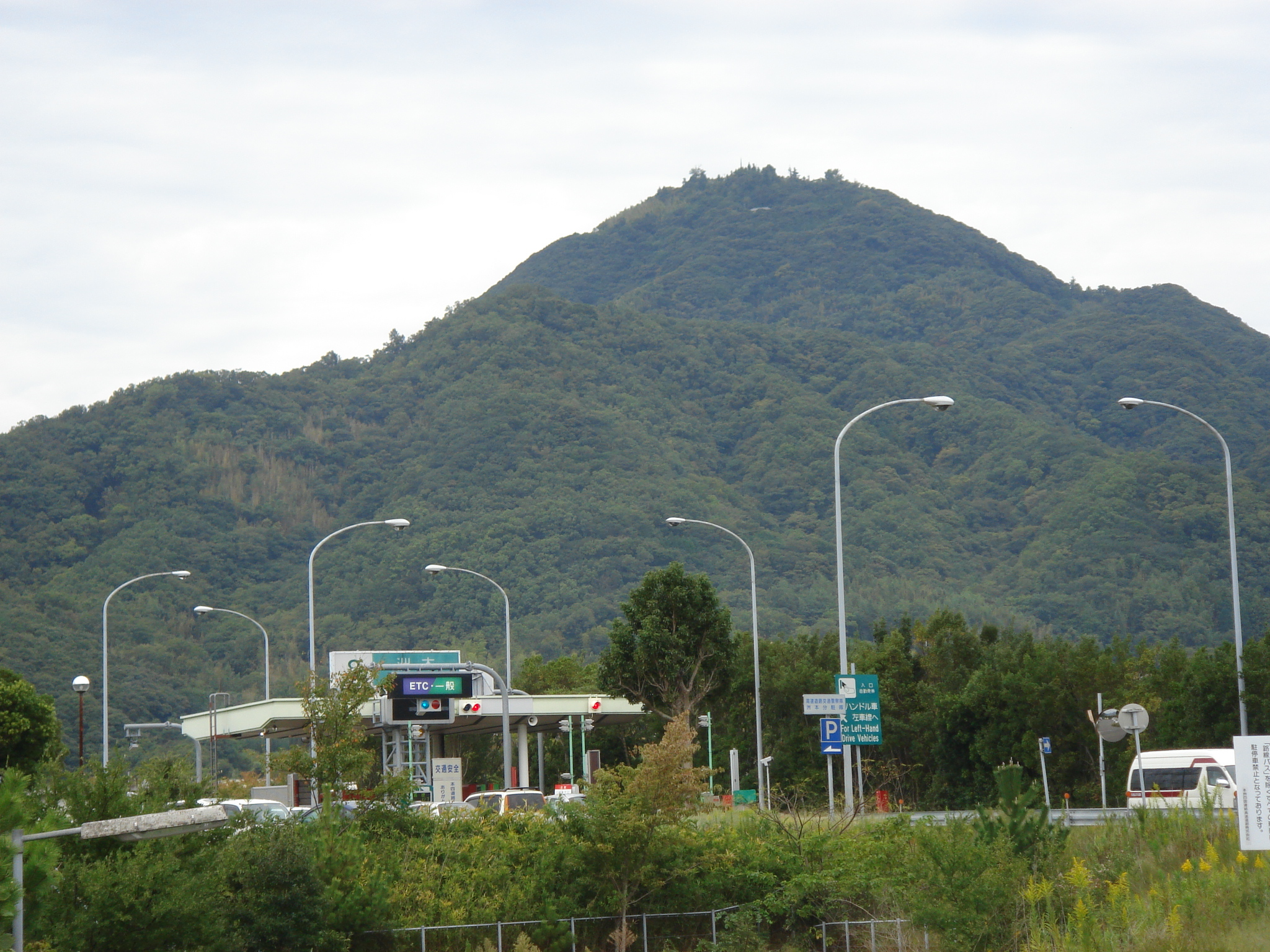
先山（淡路富士）
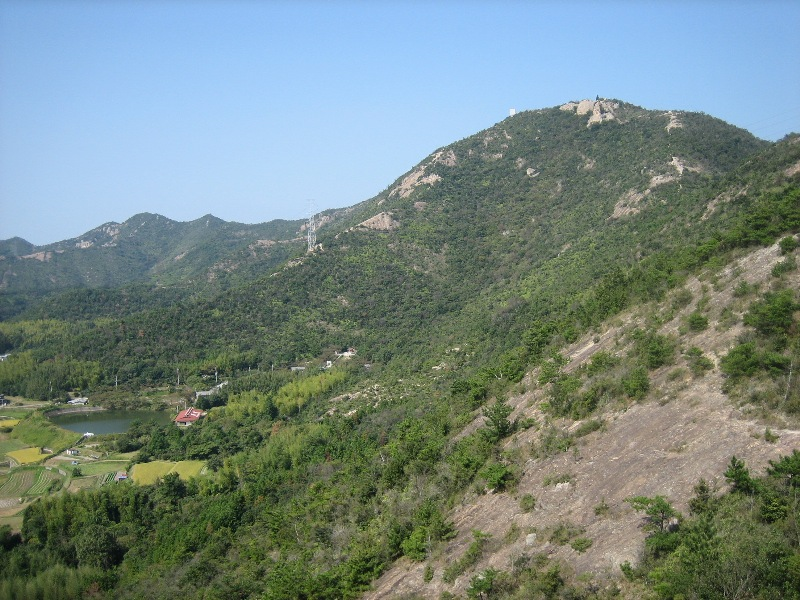
高御位山（播磨富士）
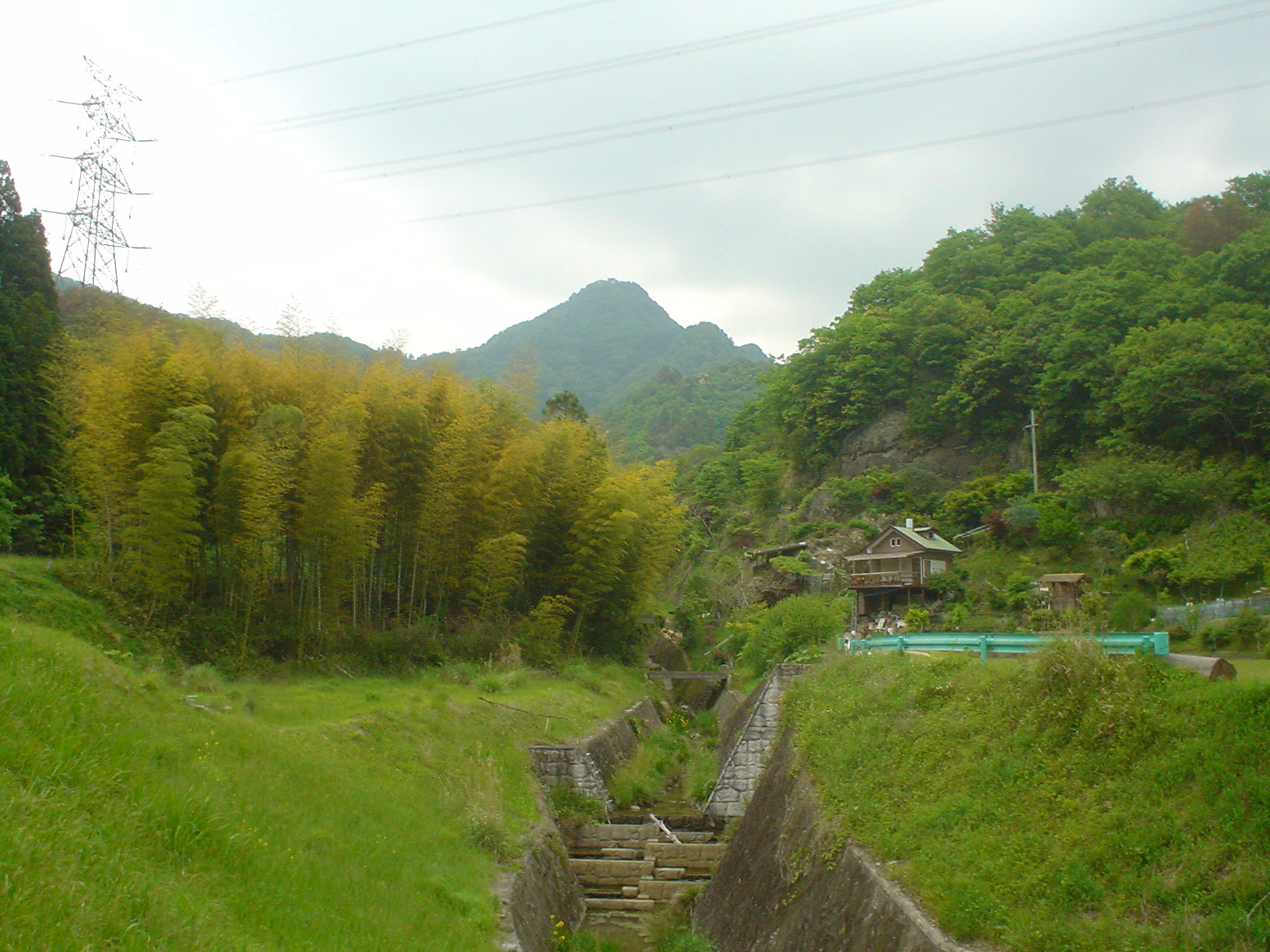
明神山（播磨富士）
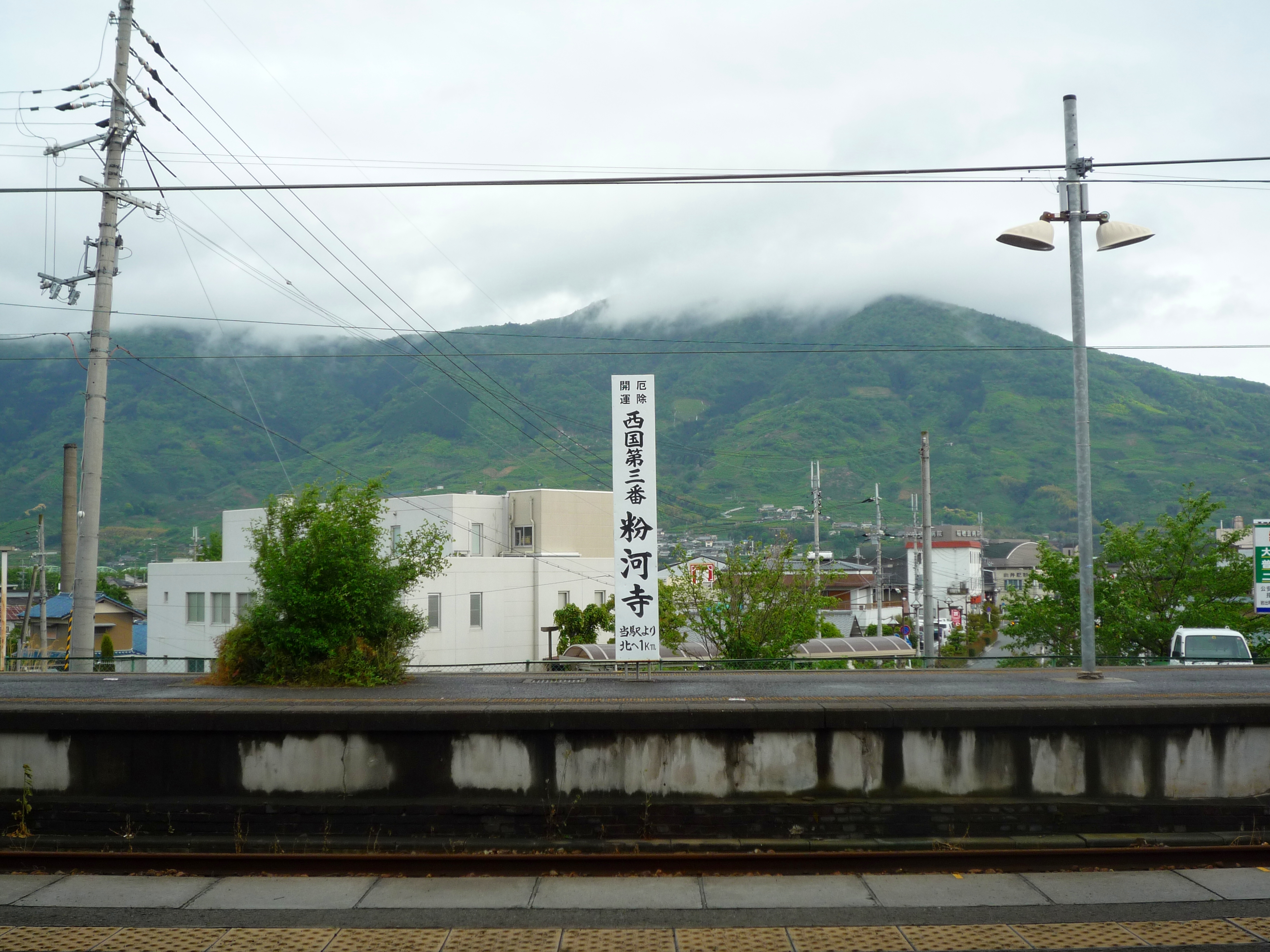
龍門山（紀州富士）
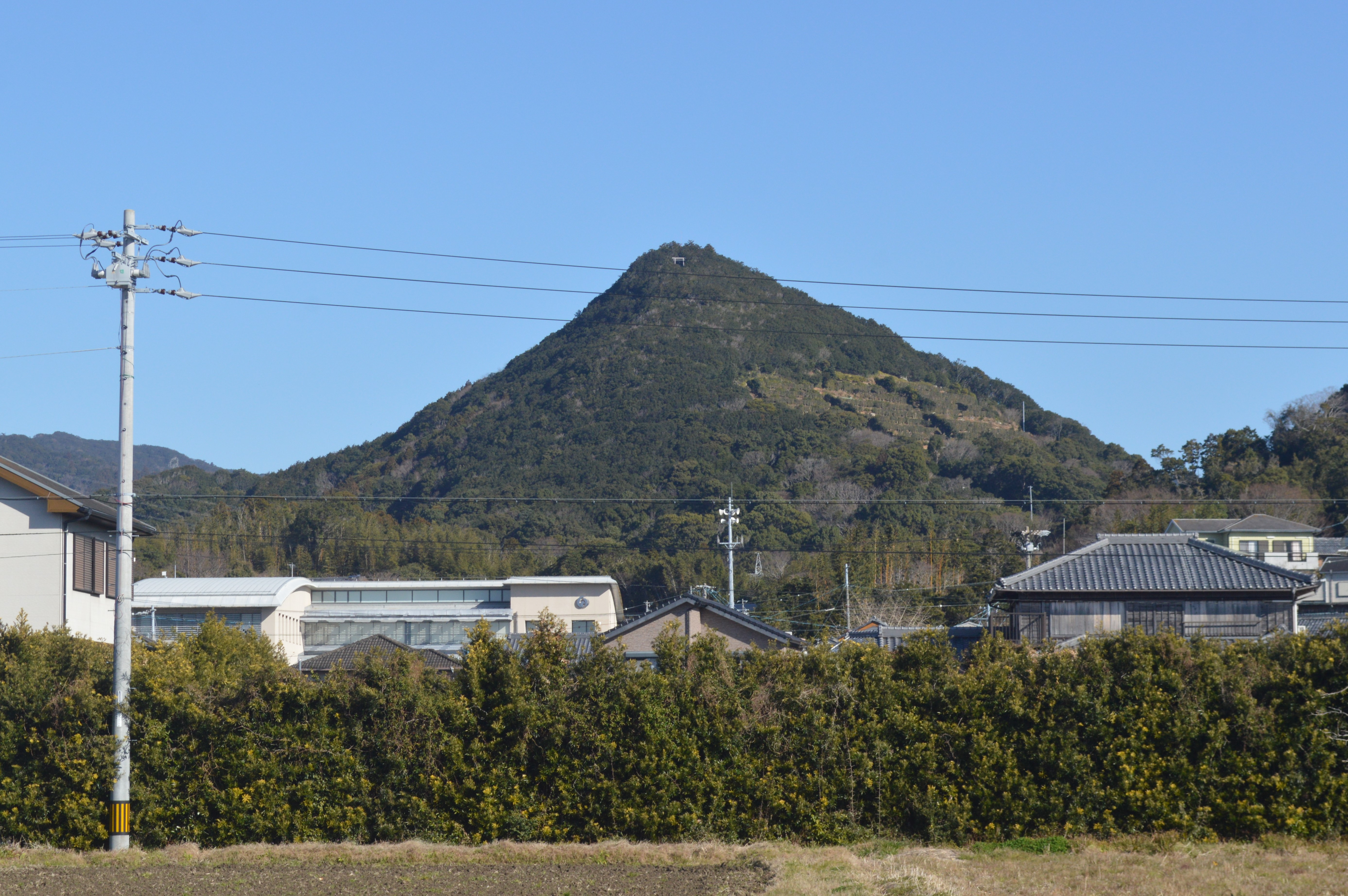
五ヶ所浅間山（五ヶ所富士）

#### 三重県
- 伊賀富士（いがふじ）
  - 尼ヶ岳（958メートル） - 伊賀市、津市[32]
  - 倶留尊山（1,038メートル） - 津市・奈良県曽爾村[4]
- 伊勢富士（いせふじ、堀坂山、757メートル） - 松阪市[32]
- 菰野富士（こものふじ、369メートル） - 三重郡菰野町[4]
- 五ヶ所富士（ごかしょふじ、五ヶ所浅間山、174メートル） - 度会郡南伊勢町[32]
- 富士山（ふじさん、東山、140メートル） - 鳥羽市神島[4]
- 鳥羽富士（とばふじ、灯明山、171メートル） - 鳥羽市[4]
- 鮒田富士（ふなだふじ、尾子山、302メートル） - 紀宝町[4]
- 神内富士（こうのうちふじ、大烏帽子山、362メートル） - 紀宝町[4]
- 小富士山（こふじやま、南宮山、350メートル） - 上野市[4]
- 関富士（せきふじ、243メートル） - 亀山市[32]

#### 滋賀県
- 近江富士（おうみふじ、三上山、432メートル） - 野洲市[32]
- 甲西富士（こうせいふじ、菩提寺山、353メートル） - 湖南市・野洲市[32]
- 丹生富士（にゅうふじ、七七頭ヶ岳、693メートル） - 長浜市[4]

#### 京都府
- 嵯峨富士（さがふじ、遍照寺山、231メートル） - 京都市[33]
- 丹後富士（たんごふじ）
  - 青葉山（693メートル） - 舞鶴市・福井県大飯郡高浜町[29]
  - 建部山（316メートル） - 舞鶴市[32][34]
  - 由良ヶ岳（640メートル） - 宮津市、舞鶴市[4]
- 丹波富士（たんばふじ）
  - 高城山（462メートル） - 篠山市[32]
  - 牛松山（636メートル） - 亀岡市[4]
  - 烏帽子山（513メートル） - 福知山市・兵庫県丹波市[35]
  - 砥石山（536メートル） - 船井郡京丹波町[4]
  - 弥仙山（664メートル） - 綾部市[4]
- 熊野富士 / 丹後富士（くまのふじ / たんごふじ、高竜寺ヶ岳（697メートル）- 京丹後市、兵庫県豊岡市[36]
- 都富士（みやこふじ、比叡山、848メートル） - 京都市・滋賀県大津市[32]
- 平屋富士（ひらやふじ、467メートル） - 南丹市[32]
- 和知富士（わちふじ、675メートル） - 京丹波町[4]
- 小倉富士（おぐらふじ、495メートル） - 福知山市・兵庫県朝来市[32]
- 豊能富士（とよのふじ、鴻応山、678.9メートル） - 亀岡市・大阪府豊能郡豊能町[37]

#### 大阪府
- 天見富士（あまみふじ、旗尾岳、548メートル） - 河内長野市[38]
- 河内富士（かわちふじ、交野山、341メートル） - 交野市[39]
- 泉州小富士（せんしゅうこふじ、小富士山、260メートル） - 泉佐野市[32]
- 豊能富士 （とよのふじ、鴻応山、678.9メートル）- 豊能郡豊能町・京都府亀岡市[37]

#### 兵庫県
- 有馬富士（ありまふじ、角山、374メートル） - 三田市[32]
- 淡路富士（あわじふじ、先山、448メートル） - 洲本市[4]
- 長富士（おさふじ、長山、227.6メートル） - 加西市[要出典]
- 小富士山（麻生山、173メートル） - 姫路市[32]
- 但馬富士（たじまふじ、三開山、202メートル） - 豊岡市[4]
- 丹波富士（たんばふじ）
  - 大箕山（626メートル） - 丹波市[4]
  - 白髪岳（722メートル） - 丹波篠山市[4]
  - 高城山（459メートル） - 丹波篠山市[32]
- 播磨富士（はりまふじ）
  - 笠形山（939.4メートル） - 神崎郡神河町・市川町・多可郡多可町[32]
  - 高御位山（304メートル） - 加古川市、高砂市[4]
  - 明神山（667メートル） - 姫路市[4]
  - 雌岡山 (250メートル）・雄岡山（241メートル） - 神戸市[40]
- 妙見富士（みょうけんふじ、妙見山、693メートル） - 多可郡多可町[32]
- 八千種富士（やちくさふじ、飯盛山、197.9メートル） - 神崎郡福崎町[41]

#### 奈良県
- 朝倉富士（あさくらふじ、外鎌山、293メートル） - 桜井市[4]
- 伊賀富士（いがふじ、倶留尊山、1,038メートル） - 宇陀郡曽爾村・三重県津市[4]
- 都介野富士（つげのふじ、都介野岳、631.2メートル） - 奈良市[42]
- 大和富士（やまとふじ、額井岳、813メートル） - 宇陀市・奈良市[32]

#### 和歌山県
- 紀州富士（きしゅうふじ、龍門山、756メートル） - 紀の川市[32]
- 日高富士（ひだかふじ、真妻山、523メートル） - 日高郡日高川町・印南町[43]

### 中国地方

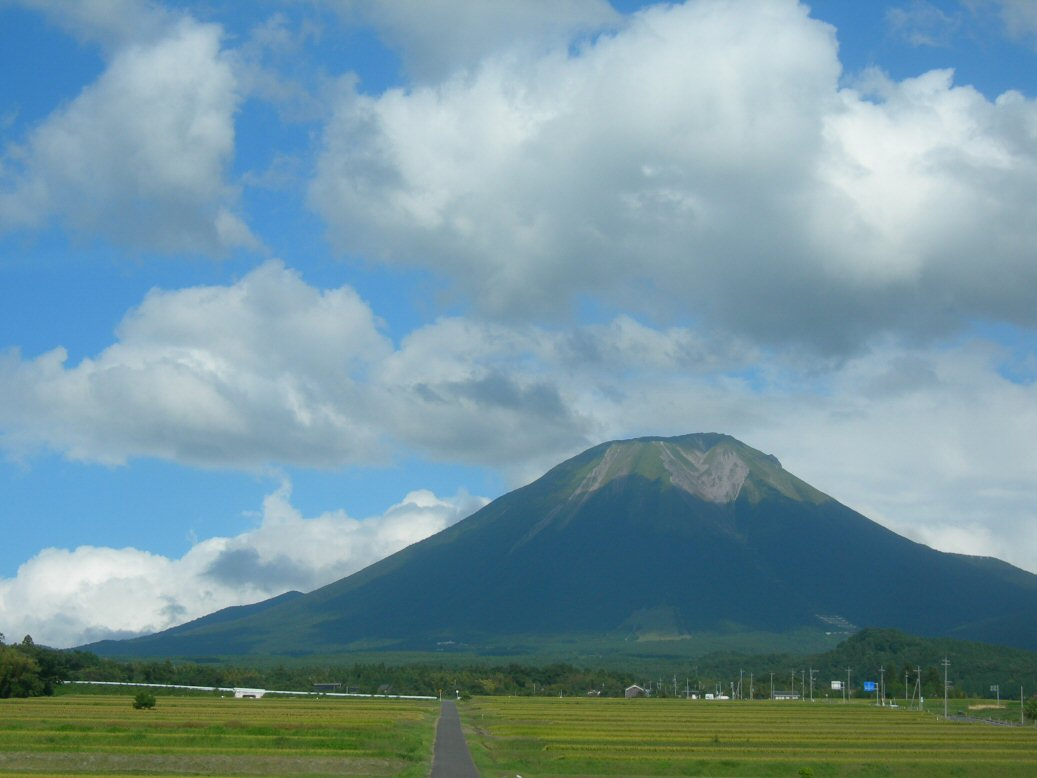
大山（伯耆富士、出雲富士）
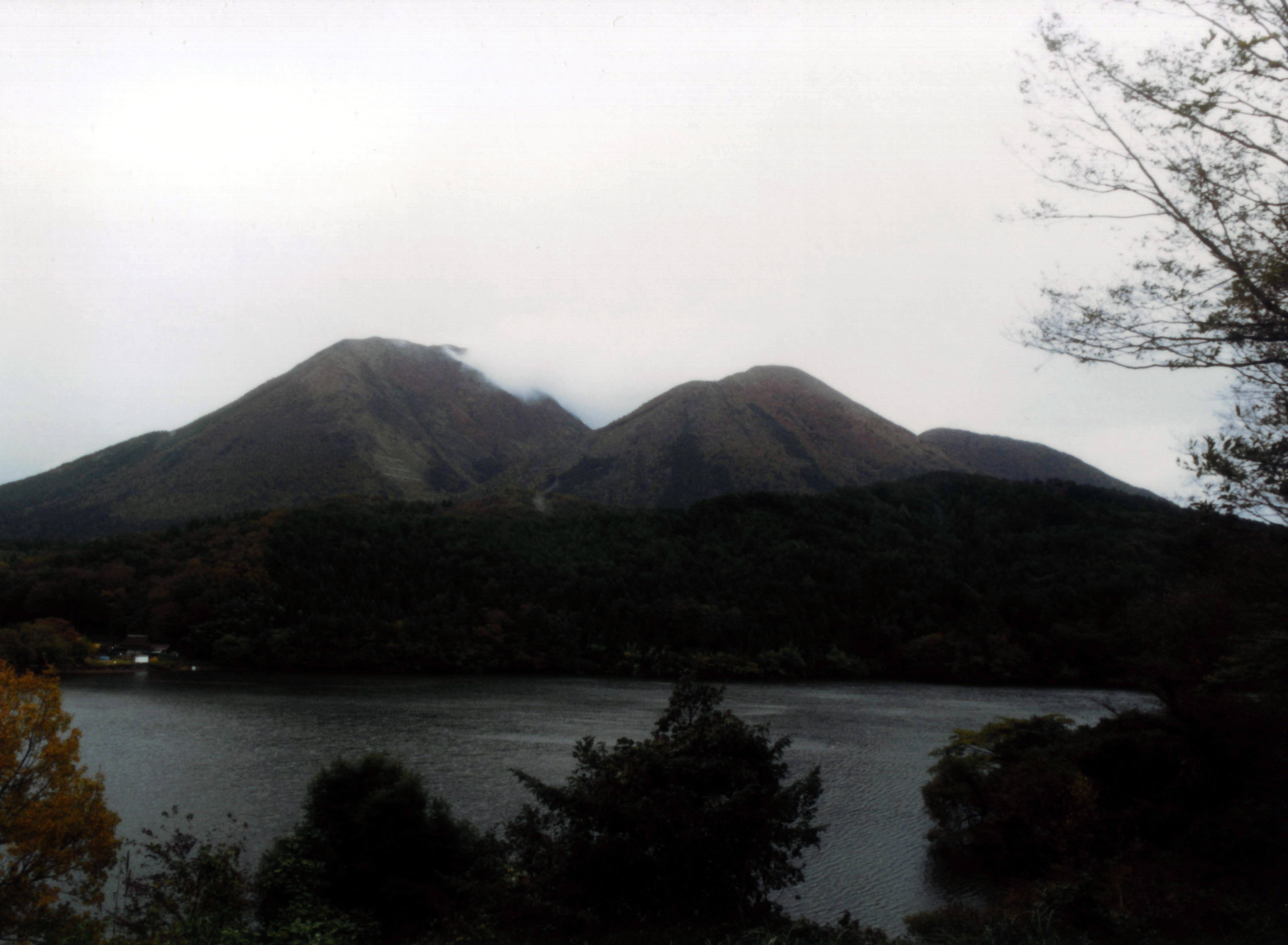
三瓶山（石見富士）
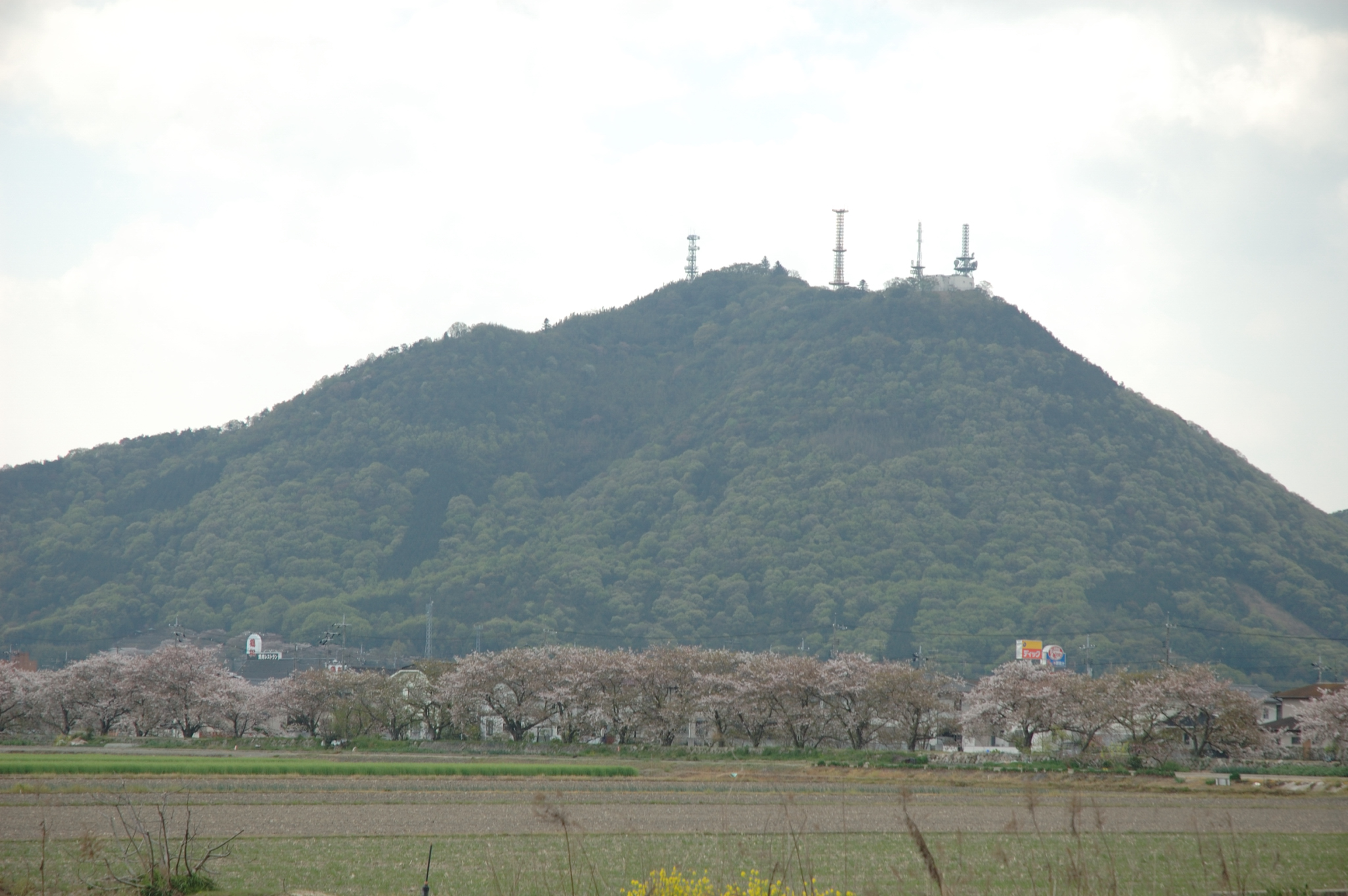
常山（児島富士）
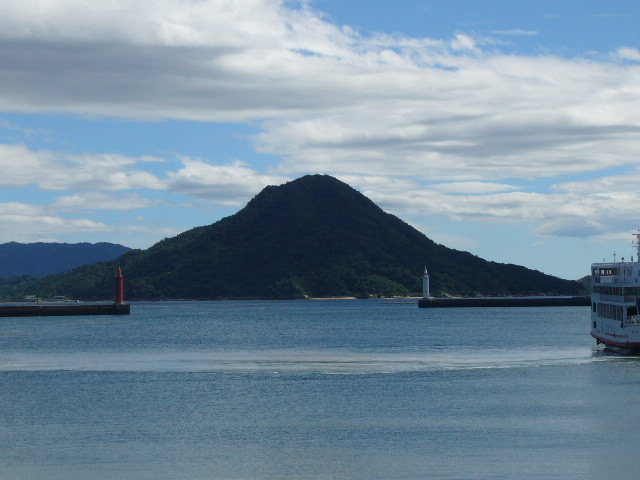
似島（安芸の小富士）

#### 鳥取県
- 伯耆富士 / 出雲富士（ほうきふじ / いずもふじ、大山、1,709メートル） - 倉吉市・西伯郡大山町・伯耆町・東伯郡琴浦町[44]
- 小富士山（こふじやま、小富士山、769メートル） - 鳥取市・東伯郡三朝町[4]
- 箱庭富士 / 伯耆の小富士（はこにわふじ / ほうきのこふじ、打吹山、204メートル） - 倉吉市[45]

#### 島根県
- 伯耆富士 / 出雲富士（ほうきふじ / いずもふじ、大山、1,709メートル）[44]
- 出雲富士（いずもふじ、枕木山）[4]
- 石見富士（いわみふじ、三瓶山）[44]
- 浅利富士（あさりふじ、室神山）[4][4]
- 隠岐富士（おきふじ、大満寺山）[46]

#### 岡山県
- 備前富士（びぜんふじ、芥子山、233メートル） - 岡山市[47]
- 児島富士 / 備前富士（こじまふじ / びぜんふじ、常山、307メートル） - 岡山市[48]
- 湯原富士（ゆばらふじ、櫃ヶ山、954メートル） - 真庭市[49]
- 新庄富士（しんじょうふじ、笠杖山、1,062メートル） - 真庭郡新庄村[50]
- 新見富士（にいみふじ、小川山、504メートル） - 新見市[51]
- 阿哲富士（あてつふじ、荒戸山、762メートル） - 新見市[52]
- 美作富士（みまさかふじ、日名倉山、1,047メートル） - 美作市[53]
- 加茂富士（かもふじ、祖星ヶ山、623メートル） - 津山市[54]
- 和気富士（わけふじ、城山、173メートル） - 和気郡[55]

#### 広島県
- 安芸小富士 / 安芸の小富士（あきこふじ / あきのこふじ、似島） - 広島市南区[44]
- 備後富士（びんごふじ、蛇円山） - 福山市[4]
- 峠富士（とうげふじ、峠空山） - 廿日市市[56]
- 因島富士（いんのしまふじ、白滝山） - 尾道市[44]

#### 山口県
- 周防富士（すおうふじ、氷室岳、563メートル） - 柳井市、岩国市[44]
- 周防富士 / 右田富士（すおうふじ / みぎたふじ、矢筈ガ岳、461メートル） - 防府市[44]
- 周防小富士（すおうこふじ、四熊ガ岳 、504メートル） - 周南市[44]
- 周防小富士（金蔵山（きんぞうさん）、290メートル） - 岩国市柱島
- 西ノ富士（石城山、352メートル） - 光市、熊毛郡田布施町[57]
- 長門富士（ながとふじ）
  - 青山 （288メートル） - 下関市[4]
  - 十種ヶ峰（989メートル） - 山口市[44]
- 洞内富士（秋芳洞内にある最大部の直径約5メートルの石筍） - 美祢市[58]
- 小畑富士（鴻ヶ岳、395メートル） - 萩市[4]
- 大島富士（嵩山、619メートル） - 周防大島町[44]

### 四国地方

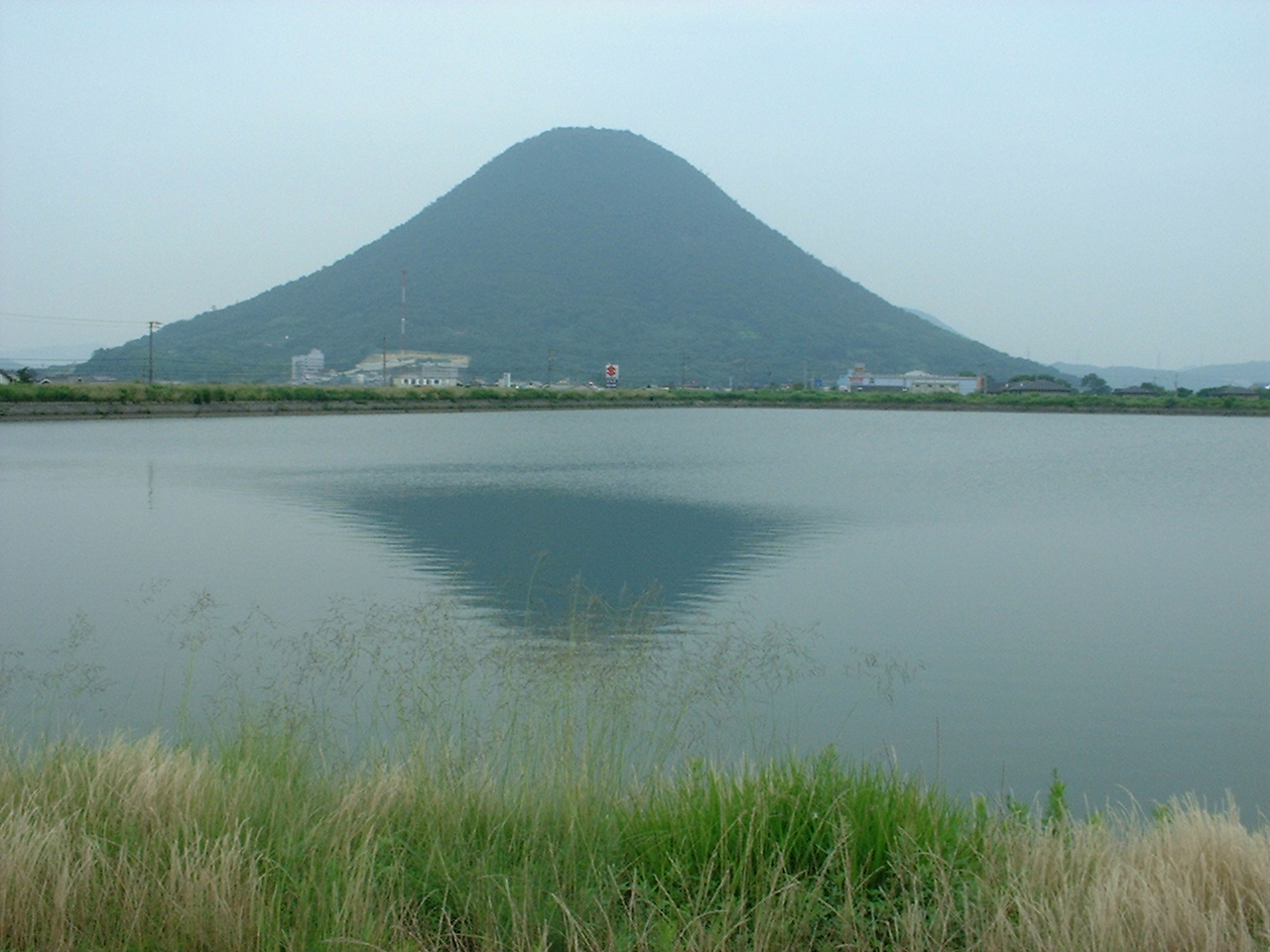
飯野山（讃岐富士）
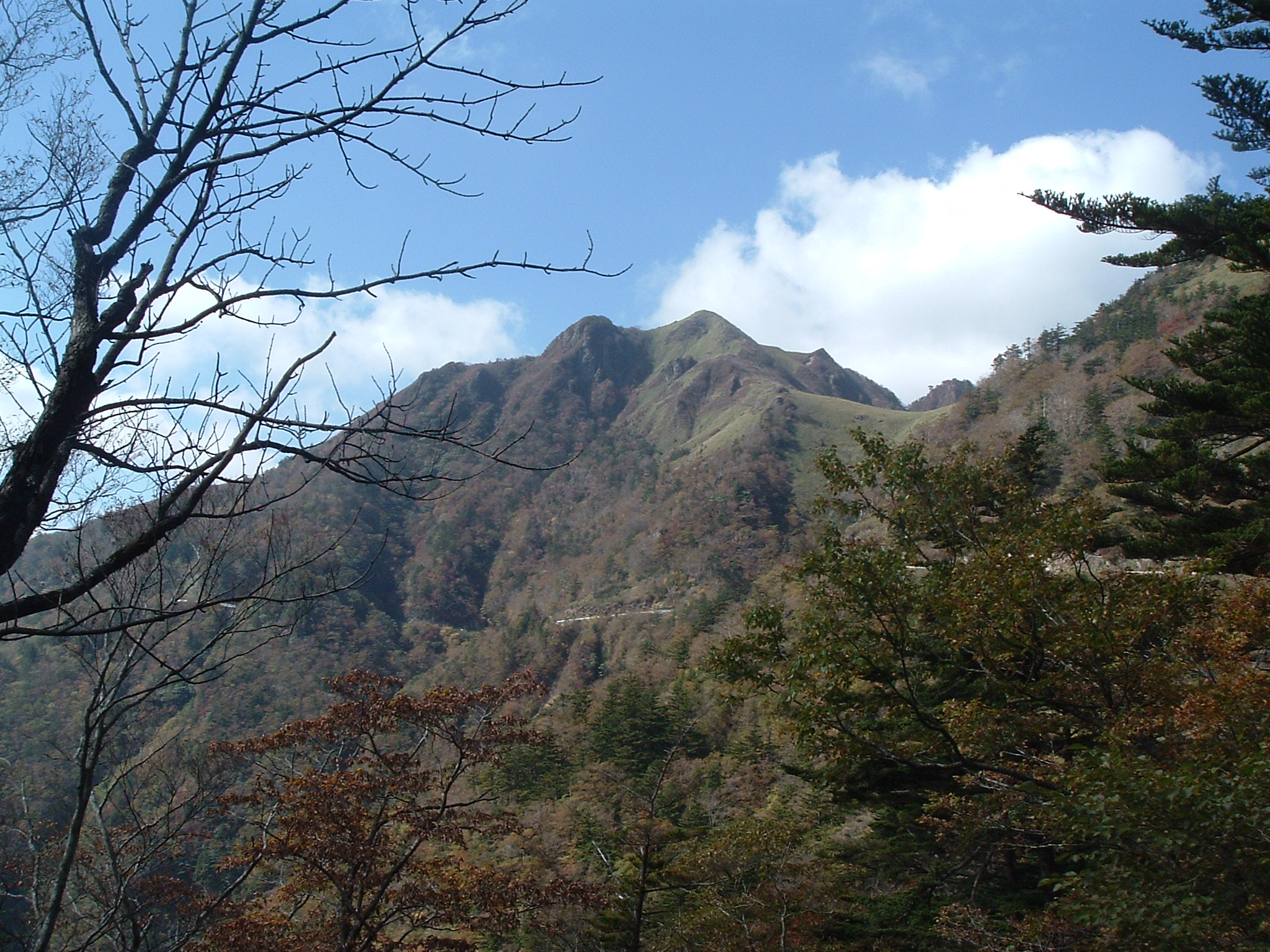
伊予富士

#### 徳島県
- 阿波富士（あわふじ、高越山） - 吉野川市[44]

#### 香川県
- 讃岐七富士[59]
  - 讃岐富士（さぬきふじ、飯野山、421.9メートル） - 丸亀市・坂出市[44][60]
  - 三木富士（みきふじ、白山、202.7メートル） - 三木町
  - 御厩富士（みまやふじ、六ツ目山、317メートル） - 高松市
  - 羽床富士（はゆかふじ、堤山、201.6メートル） - 丸亀市・綾川町[4]
  - 綾上富士（あやかみふじ、高鉢山、512.0メートル） - 綾川町[4]
  - 高瀬富士（たかせふじ、爺神山〔とかみやま〕、約210メートル） - 三豊市[4]
  - 有明富士（ありあけふじ、江甫草山〔江甫山 / 九十九山、つくもやま〕、153.1メートル） - 観音寺市
- 大見富士（おおみふじ、貴峰山〔とみねやま〕、222.8メートル） - 三豊市[61]
- 陶富士（すえふじ、十瓶山〔とかめやま〕、215.2メートル） - 綾川町[4]
- 小豆島富士（しょうどしまふじ、191メートル） - 小豆島町[要出典]
- 吉津富士（よしづふじ、山条山〔やまじょうやま、とんぎり山とも〕、189メートル） - 三豊市）[要出典]
- 吉田富士（よしだふじ、約160メートル） - 小豆島町[62]
- 富士の越山（ふじのこしやま、81.6メートル） - 三木町[要出典]

#### 愛媛県
- 伊予富士（いよふじ、1,756メートル） - 西条市[4]
- 伊予小富士（いよこふじ、小富士山） - 松山市・興居島[4]
- 伊予小富士（いよこふじ、赤星山、1,453.2メートル） - 四国中央市[44]
- 大洲富士（おおずふじ、冨士山（とみすやま）） - 大洲市[1][4]
- 岩城富士（いわきふじ、積善山）[63]
- 小倉富士（おぐわふじ） - 北宇和郡鬼北町[要出典]
- 伯方富士（はかたふじ、宝股山（鉾山、ほこさん）、303.7メートル） - 今治市[64]

#### 高知県
- 土佐富士（とさふじ、鴻ノ森、299.5メートル） - 高知市[4]
- 土佐富士（とさふじ、白髪山、1,769メートル） - 香美市[65]

### 九州地方

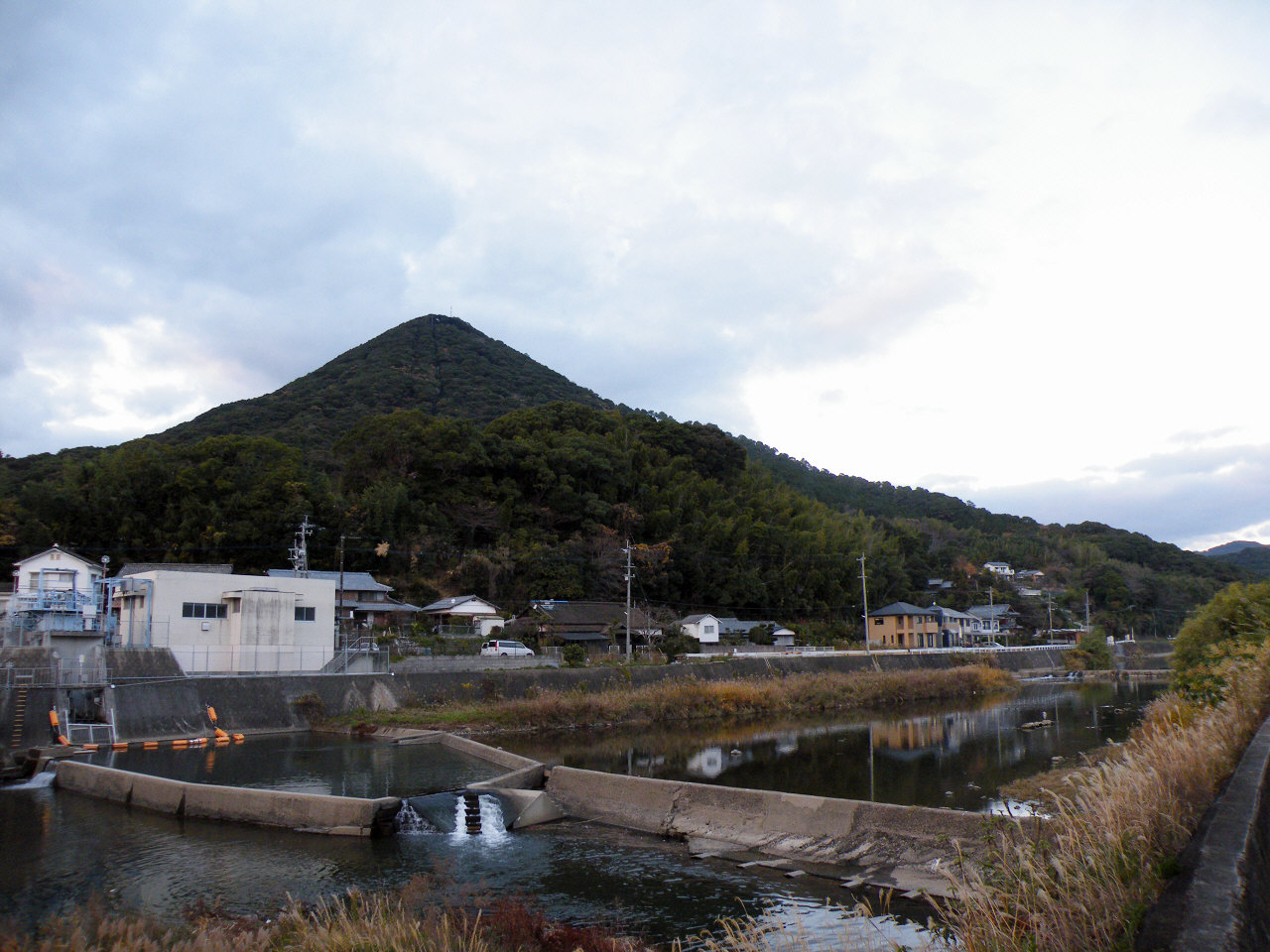
愛宕山（相浦富士）
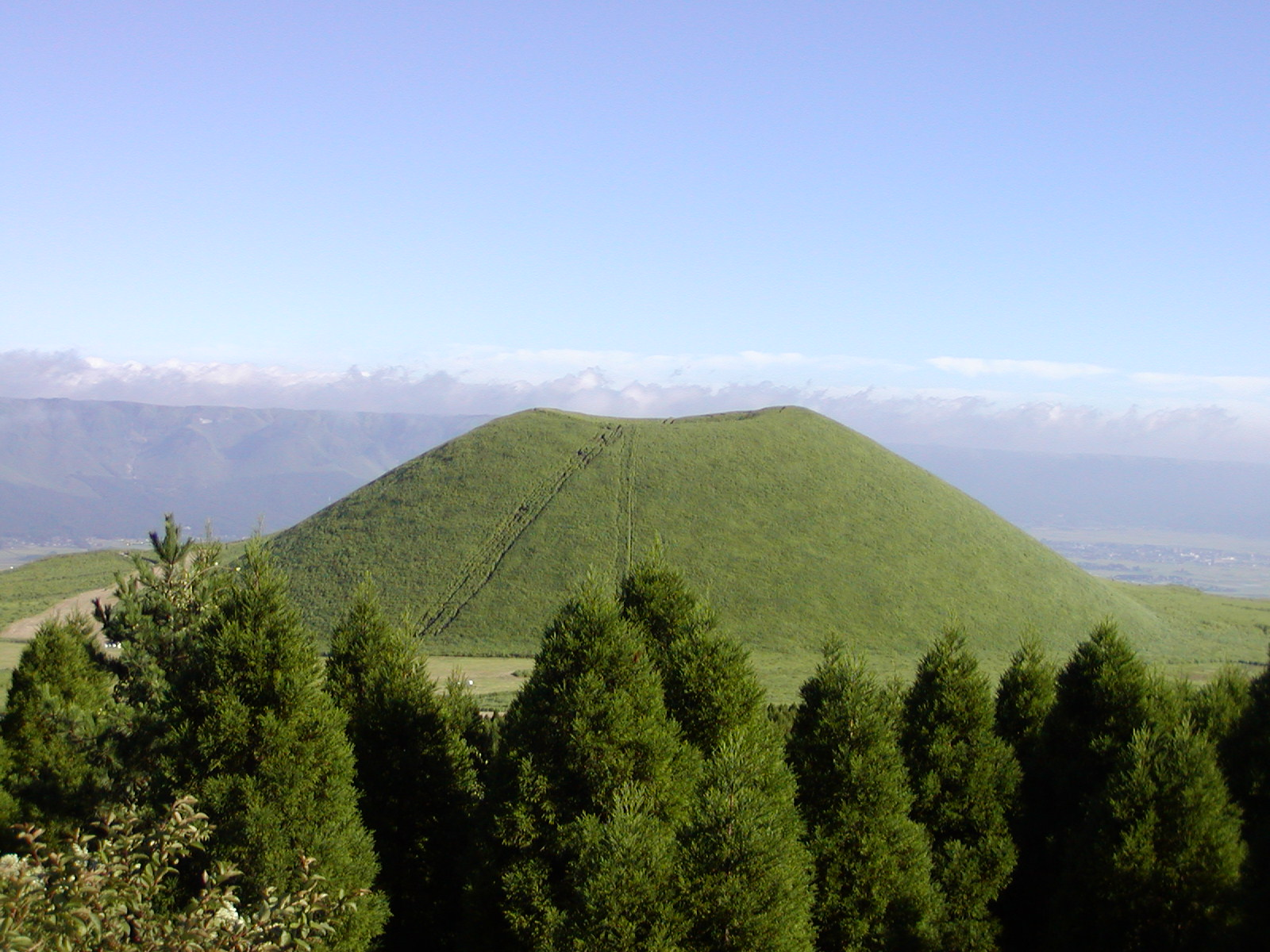
米塚（阿蘇富士）
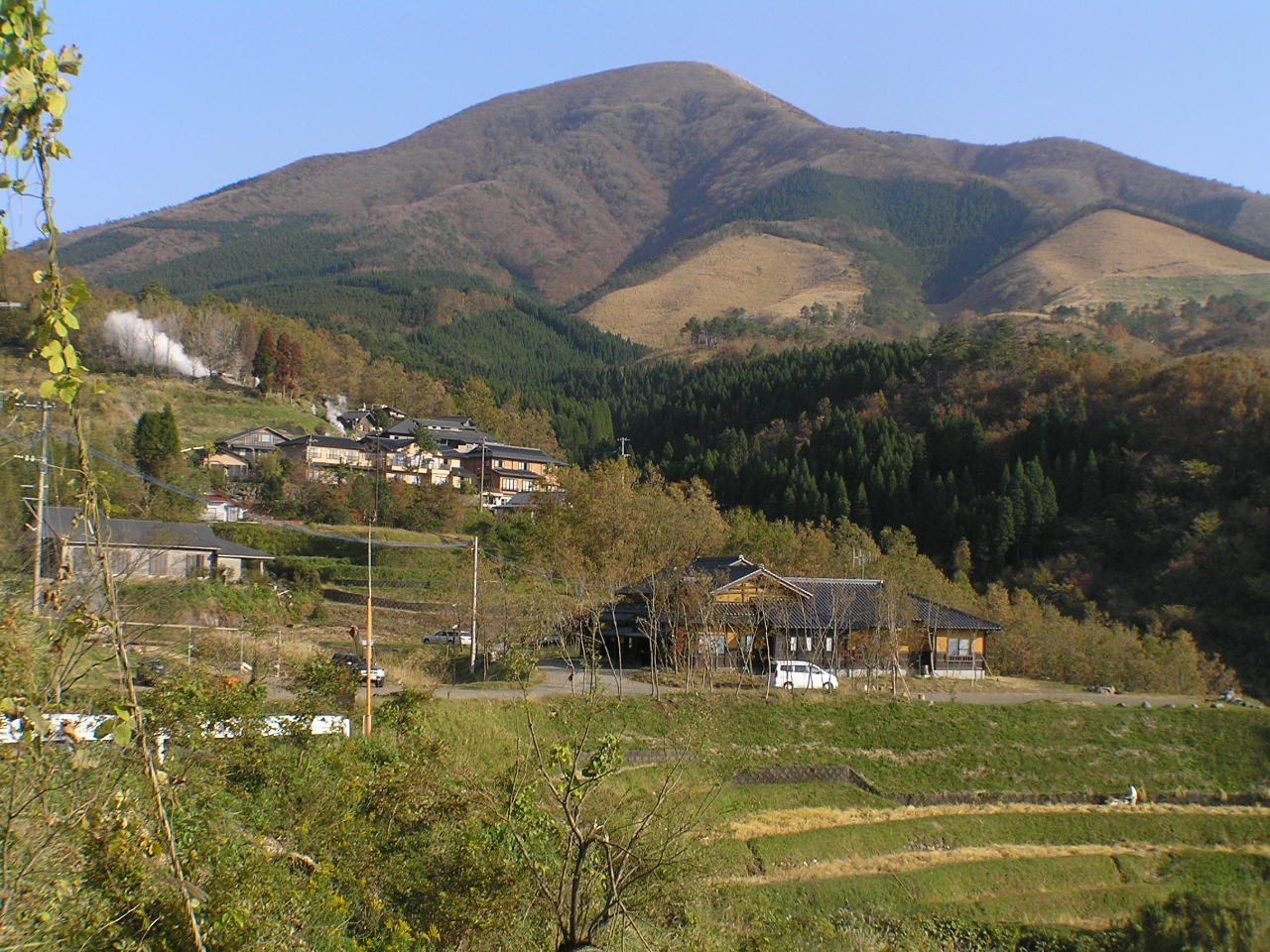
涌蓋山（小国富士、玖珠富士）
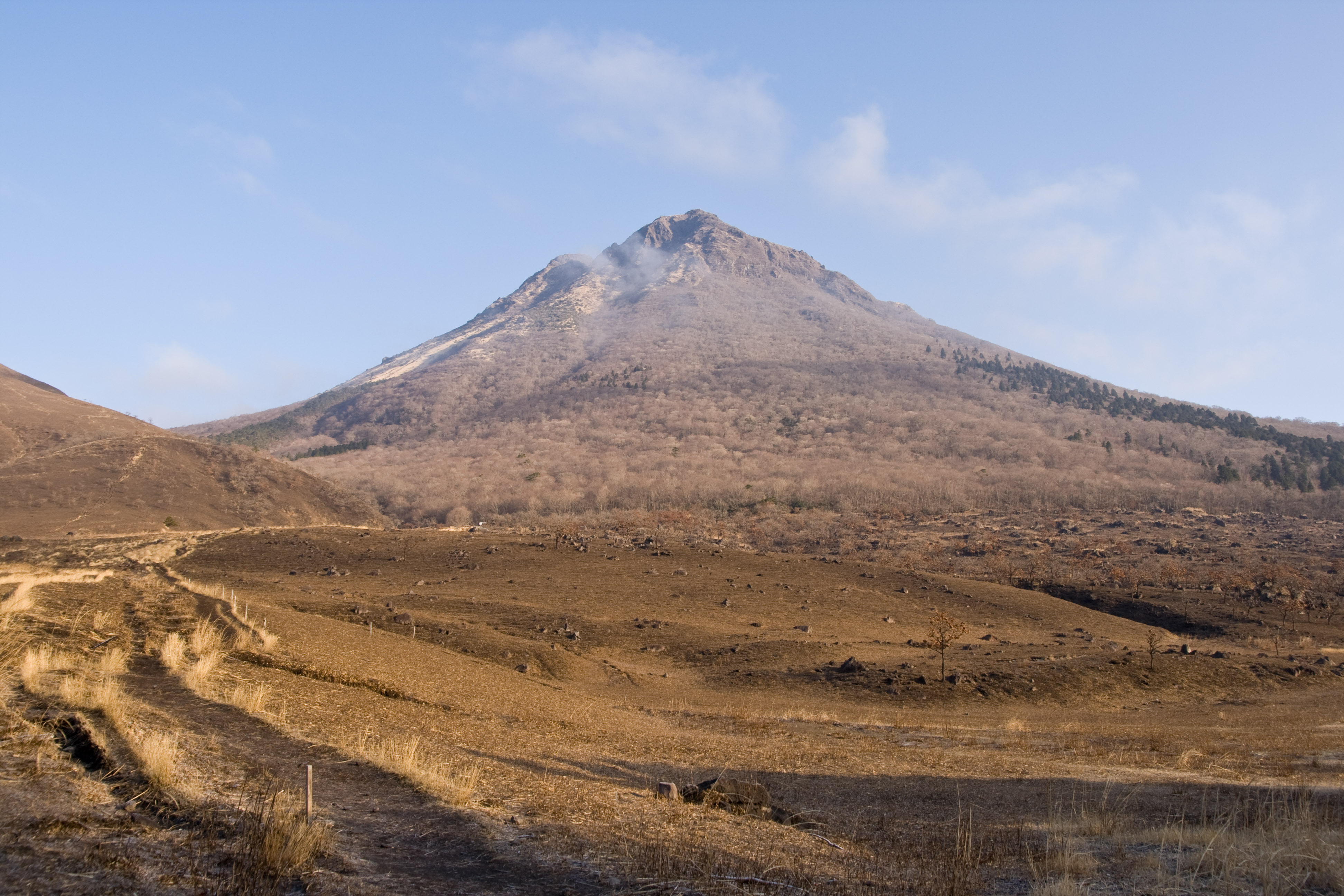
由布岳（豊後富士）
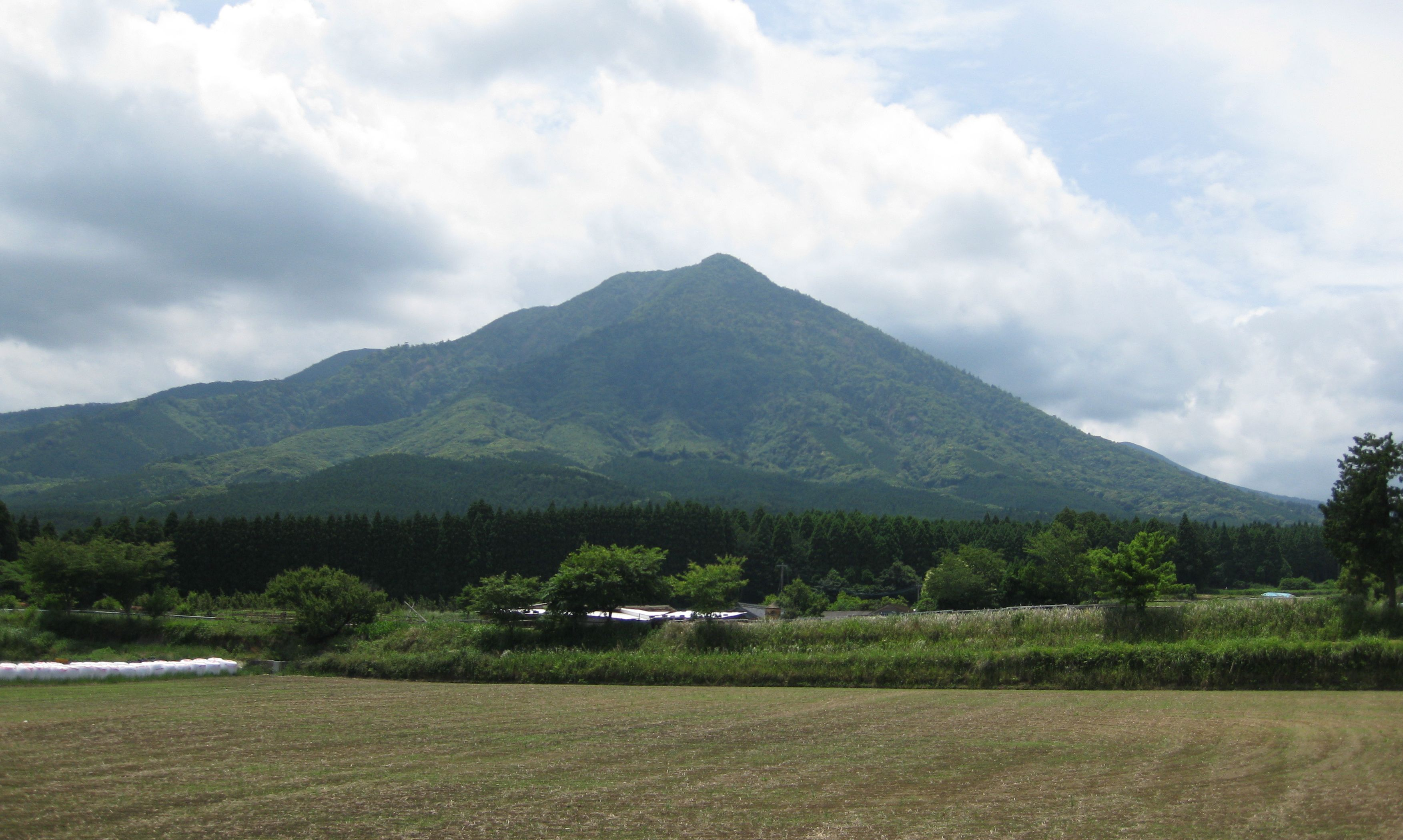
夷守岳（生駒富士）
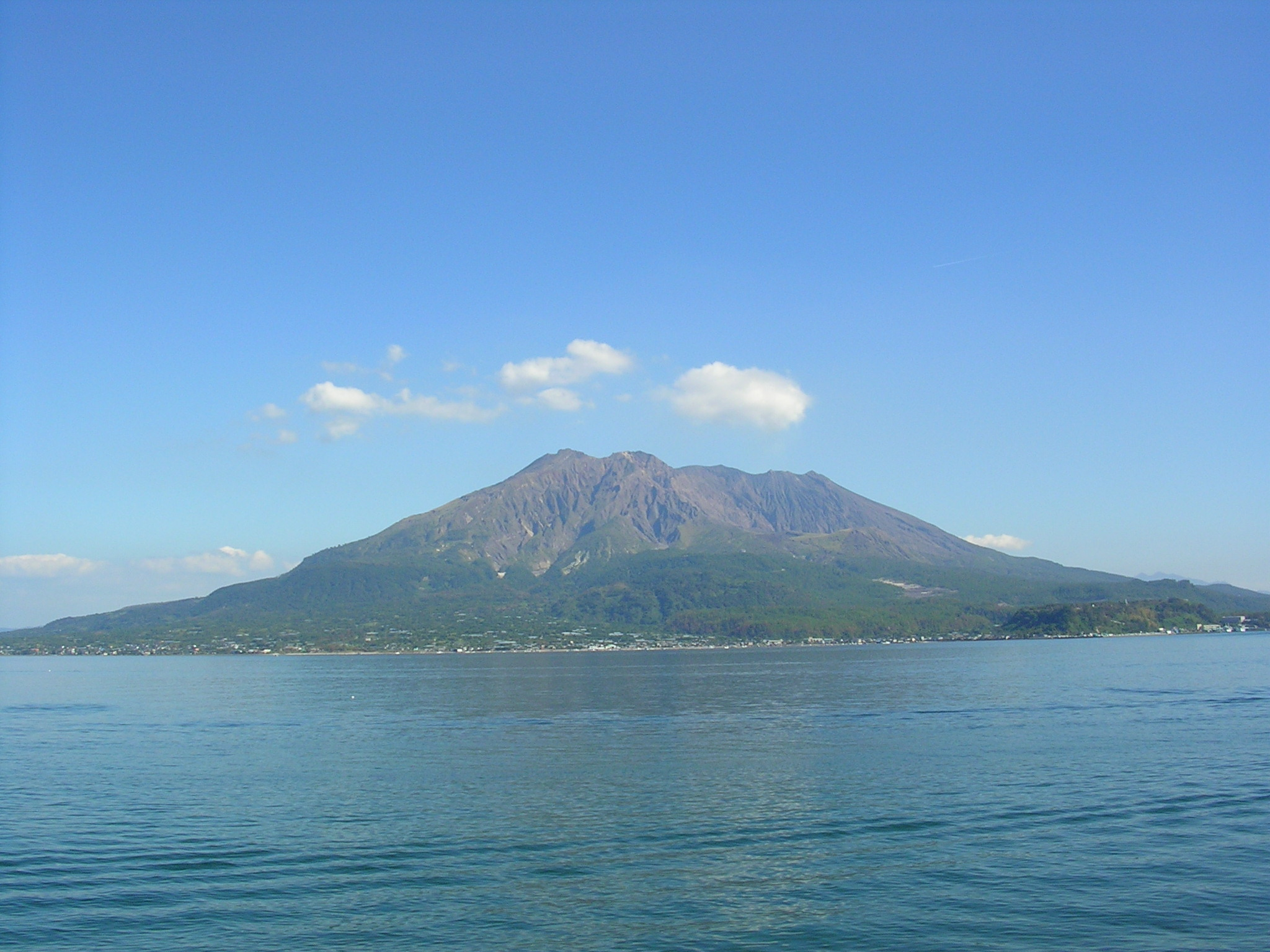
桜島御岳（筑紫富士）
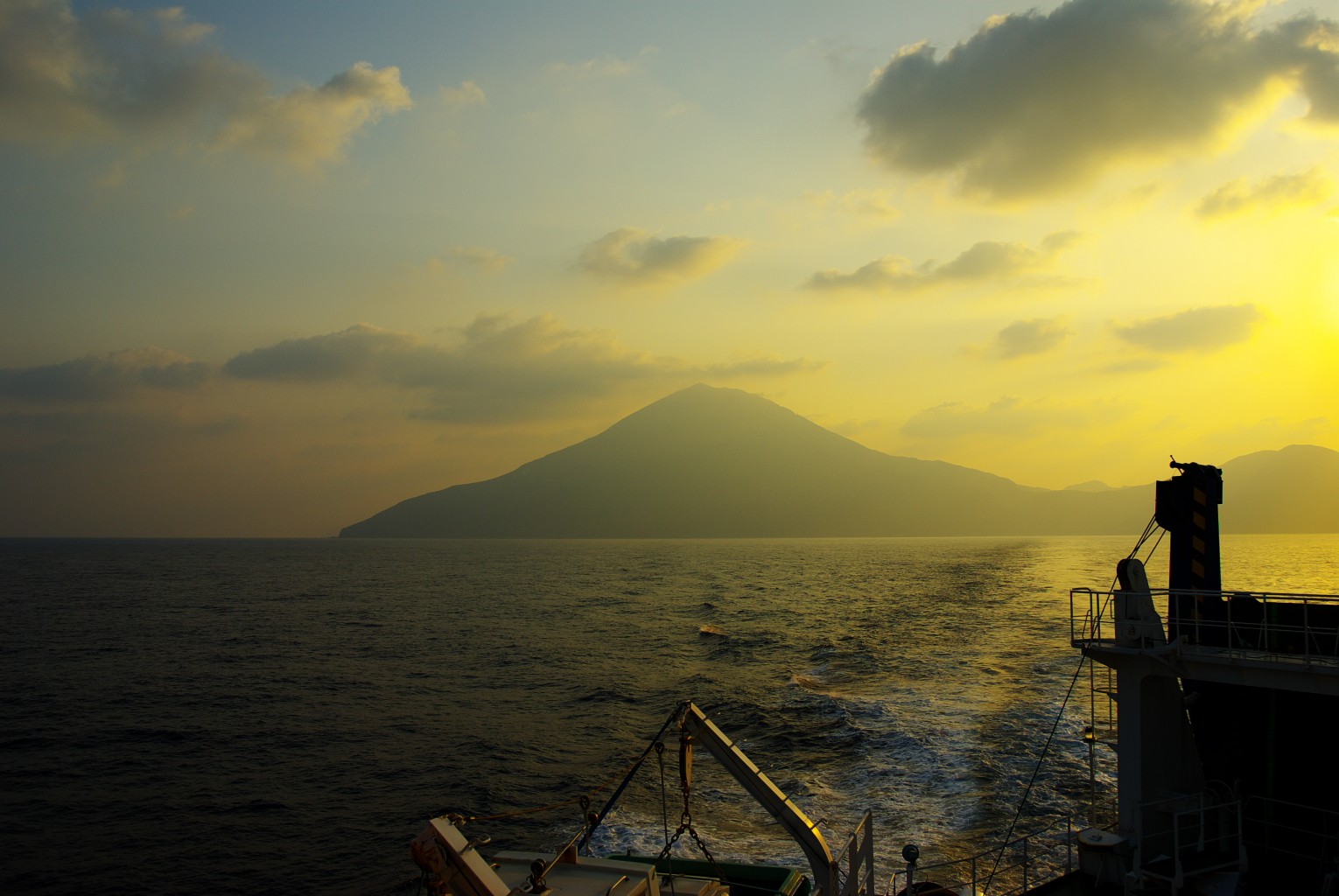
中之島（トカラ富士）

#### 福岡県
- 筑紫富士 / 筑前富士 / 小富士 / 糸島富士（ちくしふじ / ちくぜんふじ / こふじ / いとしまふじ、可也山） - 糸島市[66]
- 筑紫富士（つくしふじ、浮嶽） - 糸島市、佐賀県唐津市[4]
- 企救富士（きくふじ、貫山） - 北九州市小倉南区[67]
- 小富士（こふじ） - 朝倉市[4]

#### 佐賀県
- 松浦富士/伊万里富士（まつらふじ/いまりふじ、腰岳） - 伊万里市[66]
- 肥前小富士（ひぜんこふじ、唐泉山） - 嬉野市[4]

#### 長崎県
- 相浦富士 / 佐世保小富士（あいのうらふじ / させぼこふじ、愛宕山） - 佐世保市[66]
- 佐世保富士（させぼふじ、烏帽子岳） - 佐世保市[4]
- 富士山（ふじさん） - 南島原市[4]

#### 熊本県
- 小国富士（おぐにふじ、涌蓋山） - 阿蘇郡小国町[4]
- 阿蘇富士（あそふじ、米塚）[66]

#### 大分県
- 豊後富士（ぶんごふじ、由布岳） - 由布市[4]
- 高田富士（たかだふじ、屋山） - 豊後高田市[66]
- 姫島富士（ひめしまふじ、矢筈岳） - 東国東郡姫島村[4]
- 来浦富士（くのうらふじ、熊ヶ岳） - 国東市[4]
- 大岩屋富士（おおいわやふじ、尻付山） - 国東市[4]
- 小富士山（こふじさん、小富士山） - 豊後大野市[4]
- 日田富士（ひたふじ、月出山岳） - 日田市[4]
- 玖珠富士（くすふじ、涌蓋山） - 玖珠郡九重町[4]

#### 宮崎県
- 生駒富士（いこまふじ、夷守岳） - 小林市[66]

#### 鹿児島県
- 筑紫富士（つくしふじ、桜島御岳） - 鹿児島市
- 薩摩富士（さつまふじ、開聞岳） - 指宿市開聞町[66]
- 藺牟田富士（いむたふじ、飯盛山） - 薩摩川内市[66]
- 伊佐富士（いさふじ、鳥神岡） - 伊佐市[4]
- 吾平富士 / 神野富士（あいらふじ / かみのふじ、中岳） - 鹿屋市神野地区（旧肝属郡吾平町）[68]
- 根占富士（ねじめふじ、辻岳） - 南大隅町[69]
- トカラ富士（とからふじ、御岳） - 中之島[4]

#### 沖縄県
- 本部富士（もとぶふじ、目良山） - 国頭郡本部町[66]
- 塩屋富士（しおやふじ） - 国頭郡大宜味村[70]
- 西原富士（にしはらふじ、運玉森） - 中頭郡西原町[71]
- 野底富士（のそこふじ、野底岳） - 石垣市[72]
- 与那国富士（よなぐにふじ、宇良部岳） - 八重山郡与那国町[73]

#### 築山
- 荒幡富士 / 荒幡の富士（あらはたふじ / あらはたのふじ、119メートル） - 埼玉県所沢市[74]
- 浦安富士（うらやすふじ、14メートル） - 千葉県浦安市[75]
- 行徳富士（ぎょうとくふじ、37メートル） - 千葉県市川市[76]

### 日本国外

#### アジア

##### 旧日本領

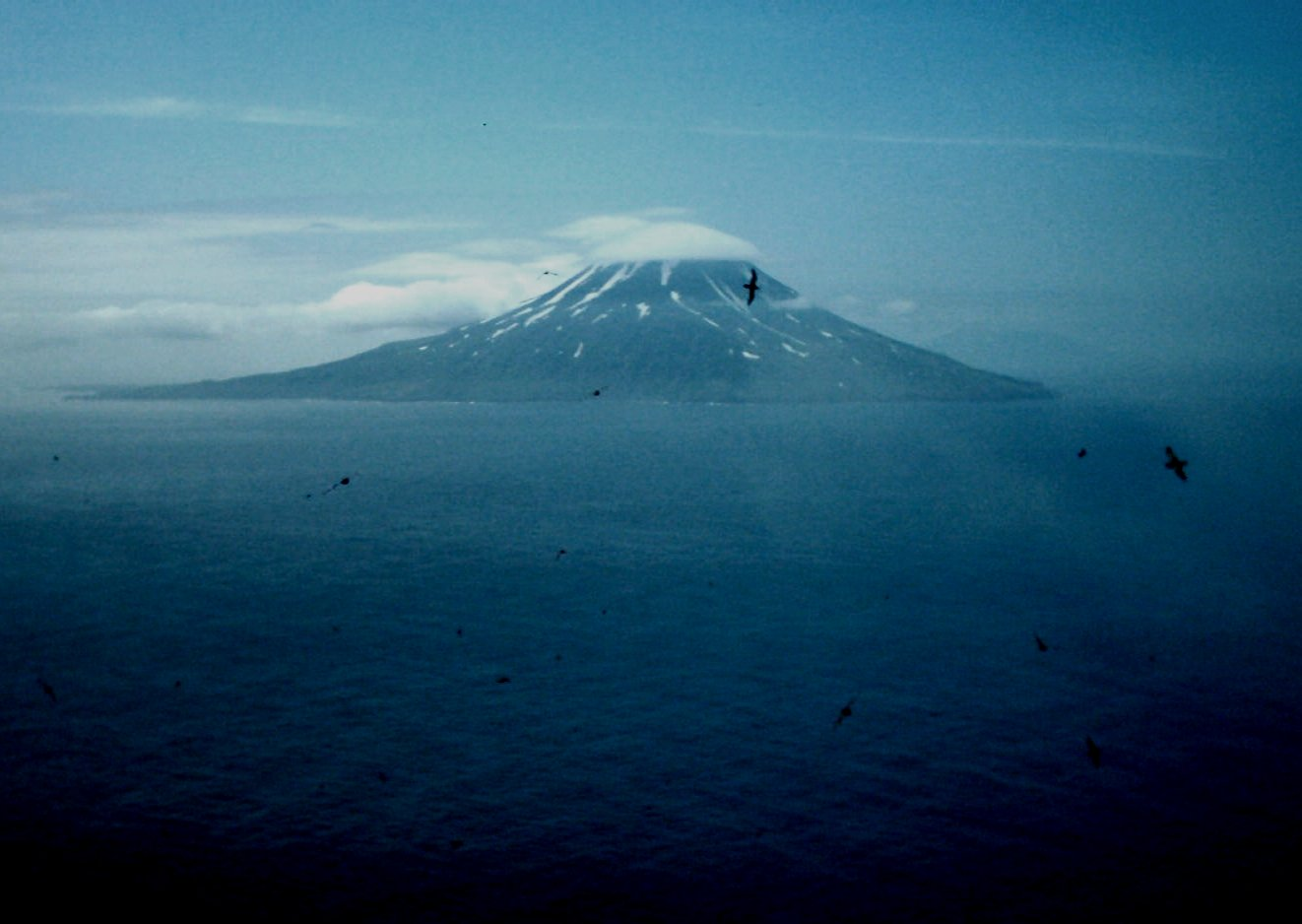
芙蓉山（松輪富士）
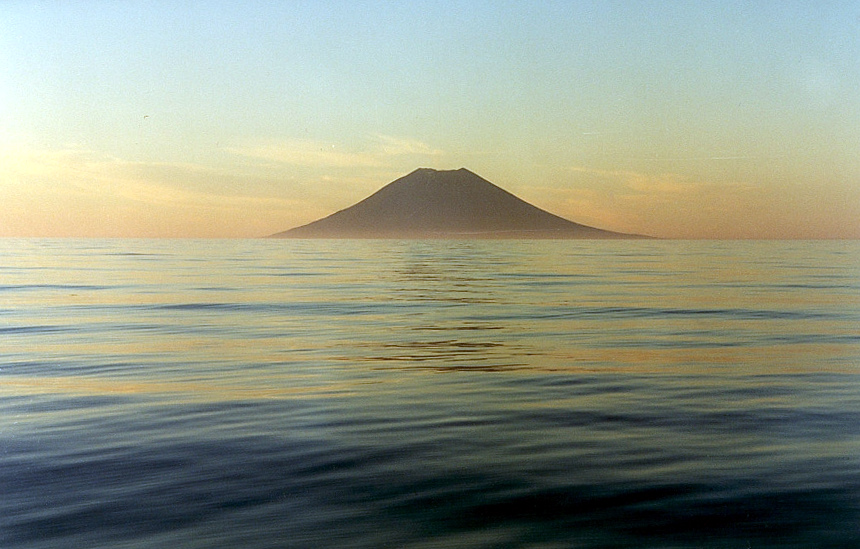
阿頼度山（阿頼度富士）
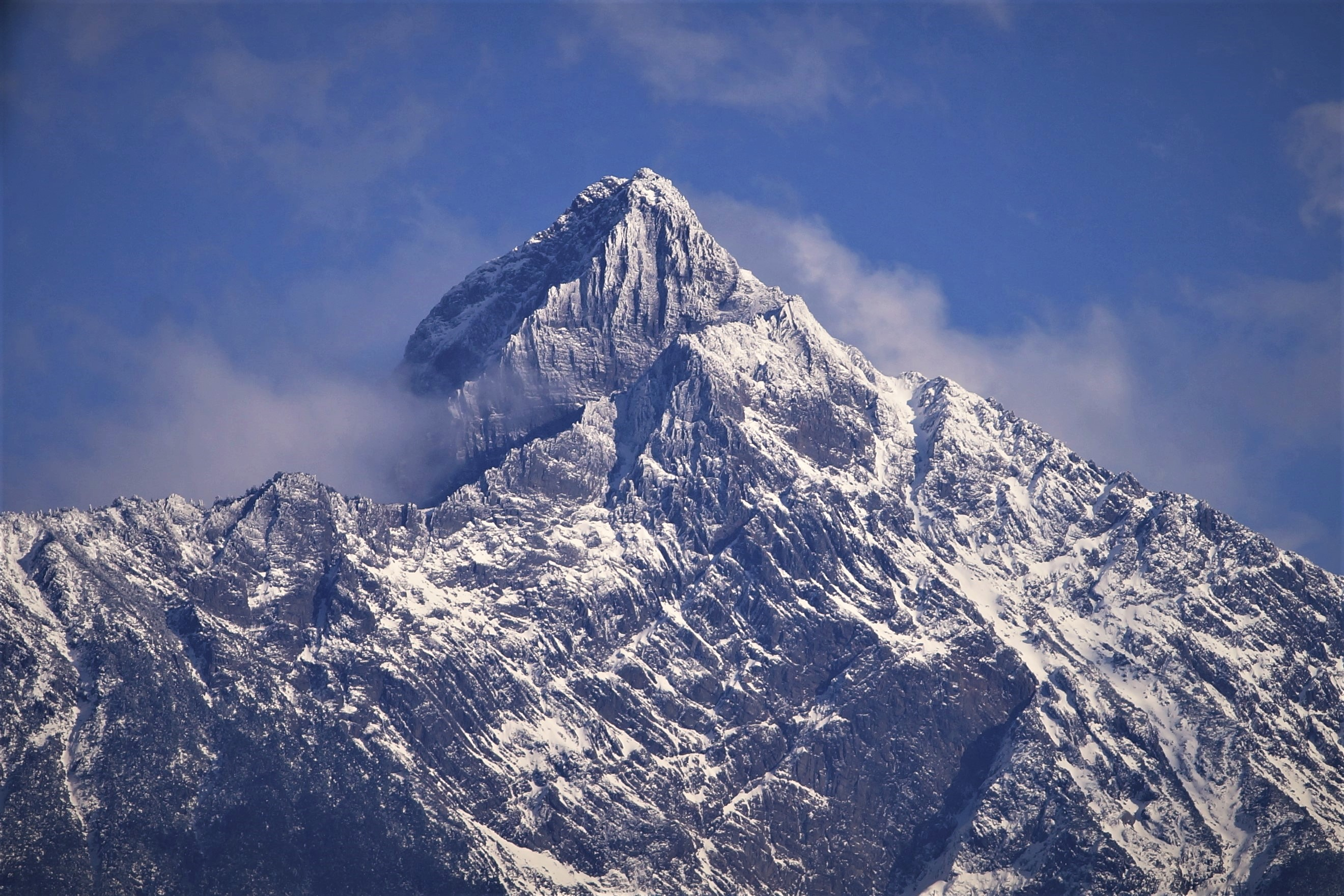
玉山（台湾富士）
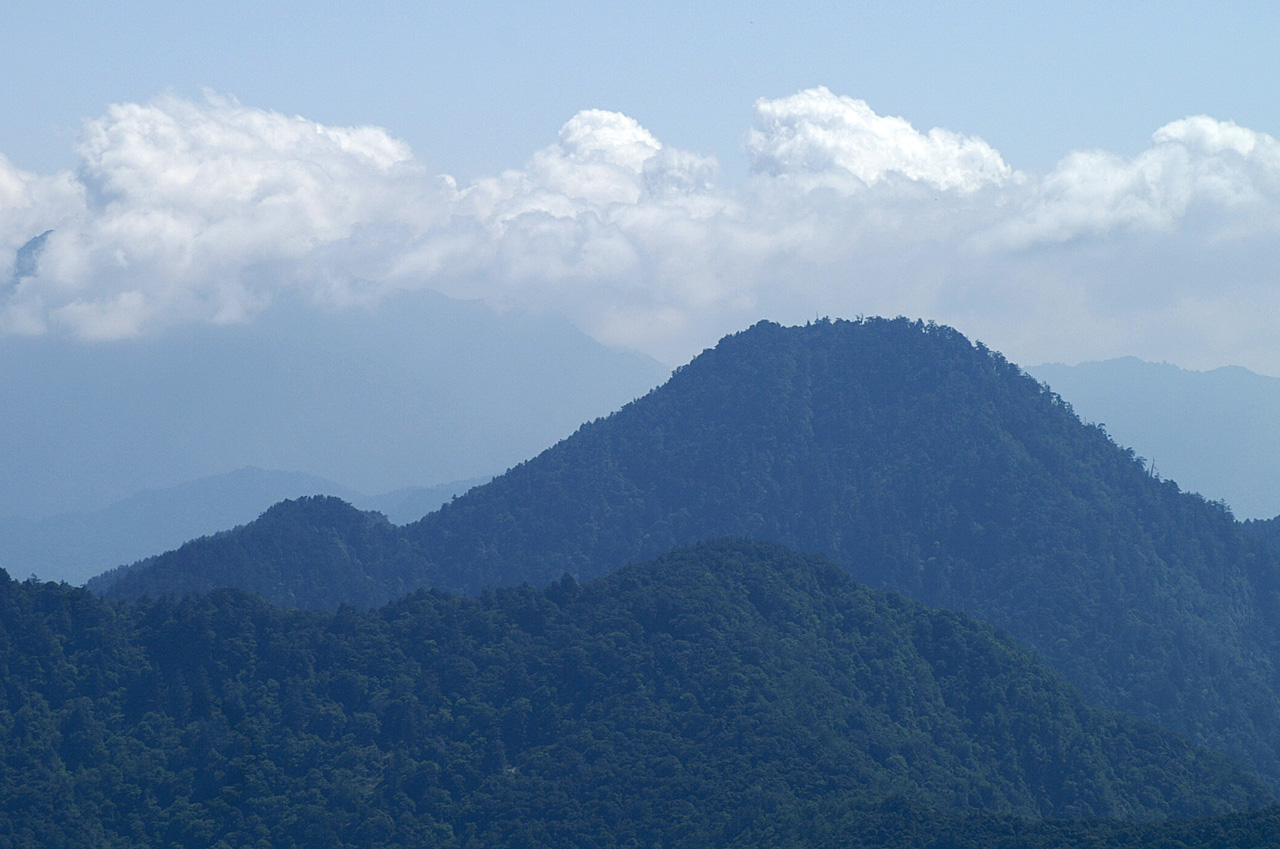
馬海僕富士山（マヘボ富士）

千島列島
- 得撫富士（うるっぷふじ） - 得撫島[77]
- 松輪富士（まつわふじ、芙蓉山） - 松輪島[78]
- 阿頼度富士（あらいどふじ、阿頼度山） - 阿頼度島[78]

樺太
- 樫保三つ富士（かしほみつふじ、樫保山）[79]

台湾
- 台湾富士（たいわんふじ、玉山、新高山）
- 淡水富士（たんすいふじ、占山（中国語版）、尖山）[2]
- 平渓富士（へいけいふじ、薯榔尖（中国語版）、平渓富士山）
- 礁渓富士（しょうけいふじ、鵲子山（中国語版）、礁渓富士山）
- 基隆富士（キールンふじ、基隆山（中国語版））
- 台湾富士（たいわんふじ、加里山、台湾富士山）
- 苗栗富士（びょうりつふじ、双峰山（中国語版））
- 茄苳富士（かたんふじ、茄苳富士山（中国語版））
- 魚池富士（ぎょちふじ、魚池尖、魚池富山（中国語版）、魚池富士山）
- マヘボ富士（マヘボふじ、馬海僕富士山）
- マヘボ小富士（マヘボこふじ、再生山、馬海僕小富士山）
- ホーゴー富士（ホーゴーふじ、荷戈富士山（中国語版）、花岡山）
- 阿緱富士（あこうふじ、井步山（中国語版）、阿猴富士山）
- 牡丹富士（ぼたんふじ、牡丹富士山（中国語版））
- 台東富士（たいとうふじ、都蘭山、台東富士山）
- 猫公富士（ばこうふじ、八里湾山、貓公富士山）
- ターフン富士（ターフンふじ、大分富士山（中国語版））
- 富士岳
- 富士山 / ボアルン富士（ボアルンふじ、母安山（中国語版））
- 小富士山（大尖山（中国語版）、万里小富士山）
- 小富士山（南面掛嶼（中国語版）、澎湖富士山）

##### 旧租借地
- 大連富士（だいれんふじ、台山） - 中華人民共和国遼寧省大連市の旅順南路上で見える。

##### その他（極東ロシアを含む）

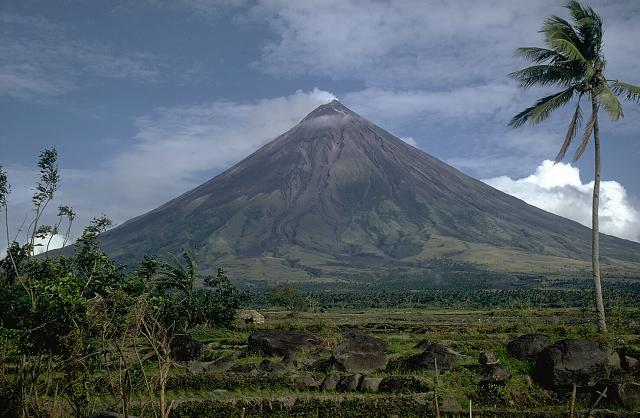
マヨン山（ルソン富士）
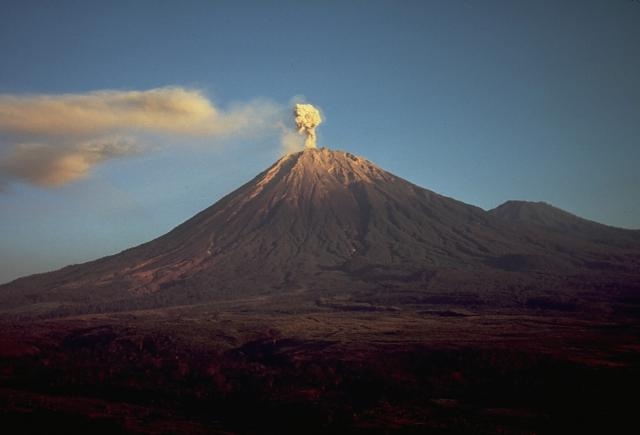
スメル山（ジャワ富士）
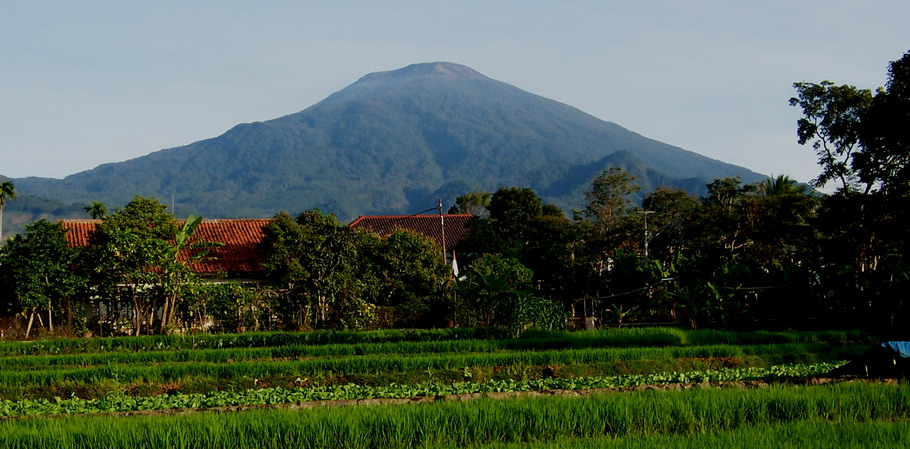
チェレメ山（チルボン富士）
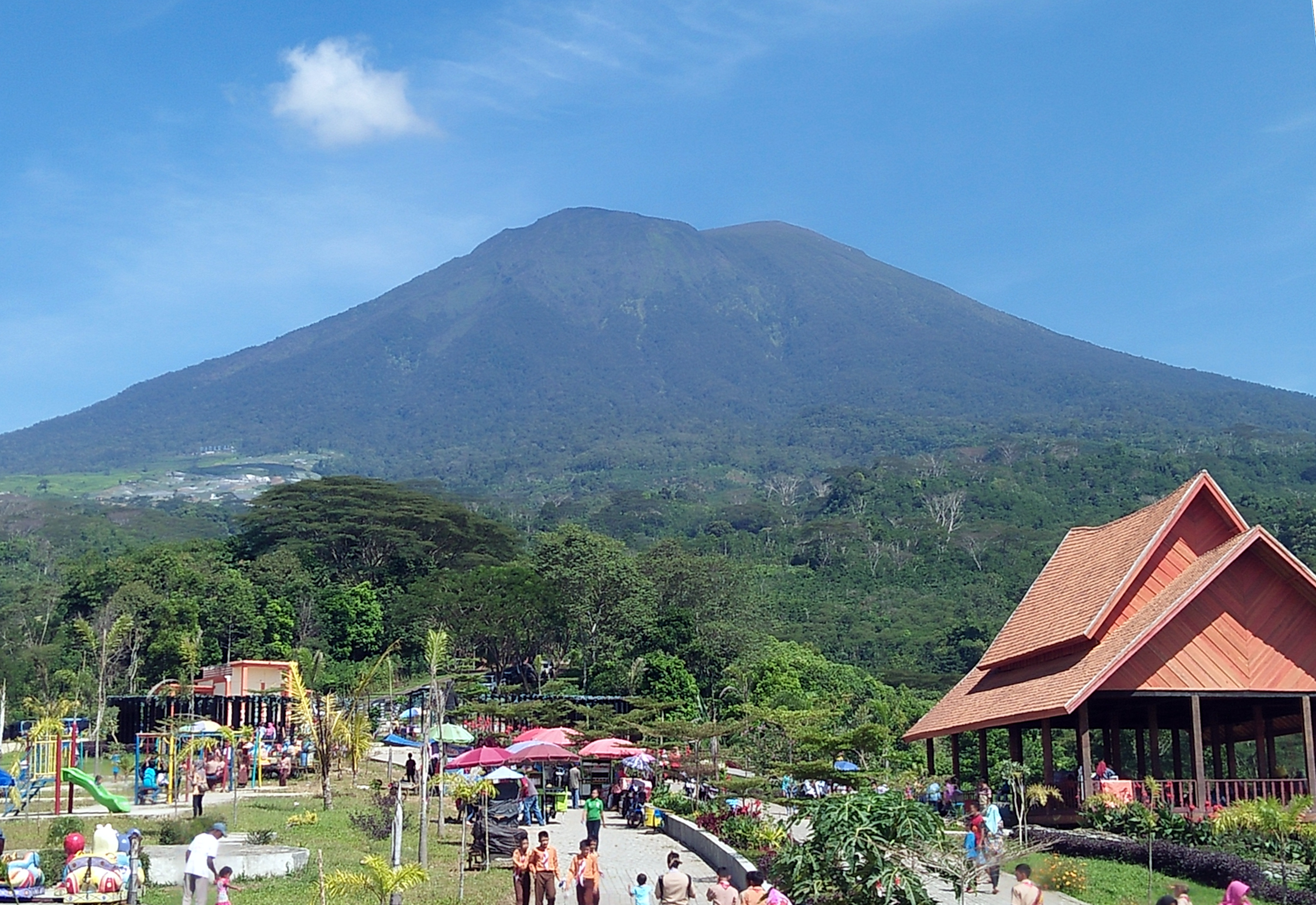
デンポ山（スマトラ富士）
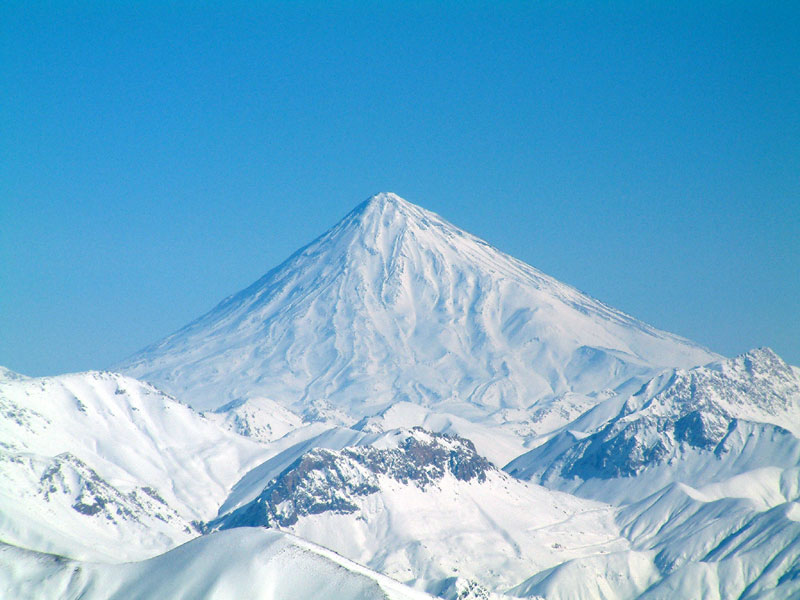
ダマーヴァンド山（イラン富士）
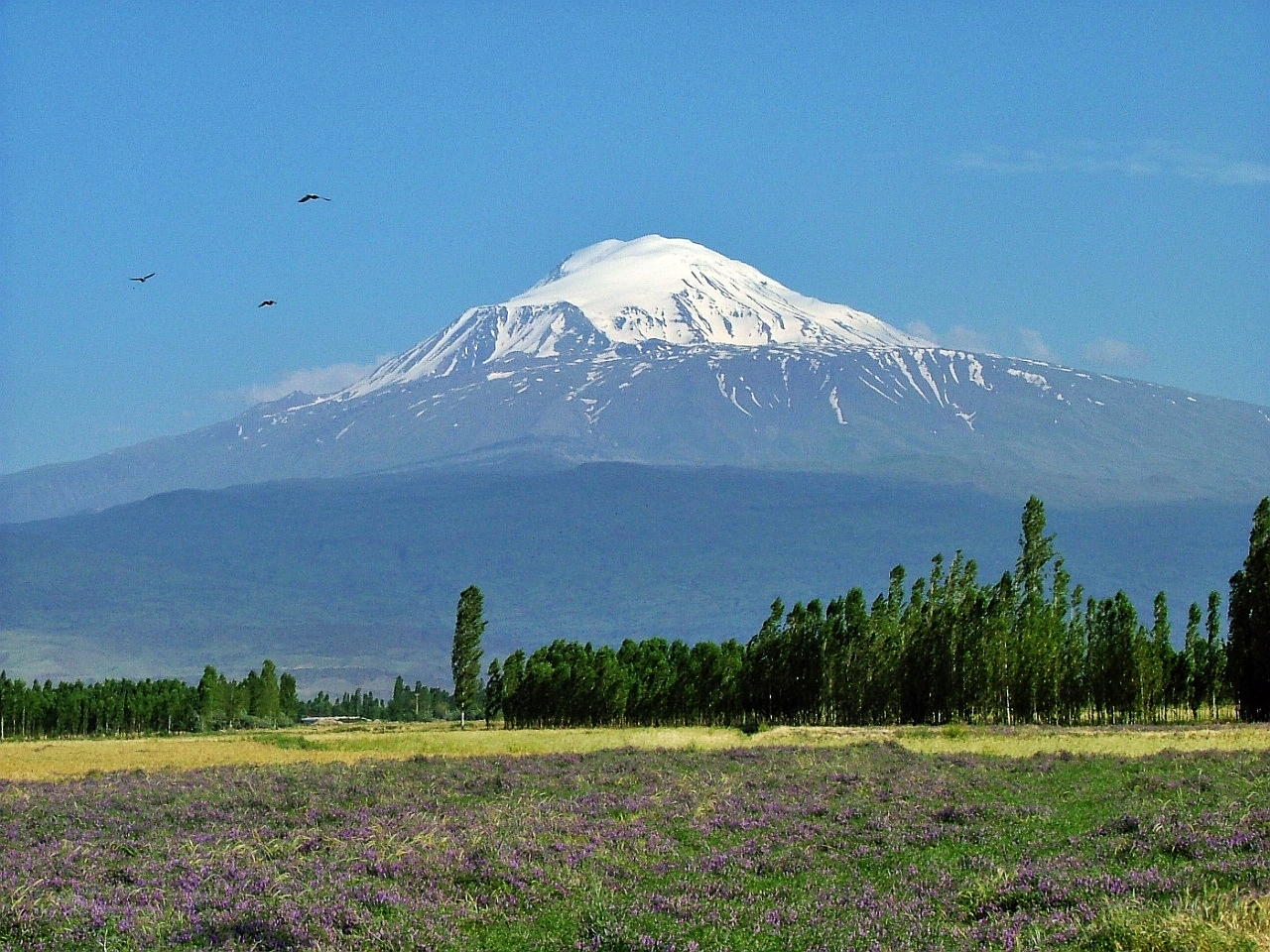
アララト山（トルコ富士）
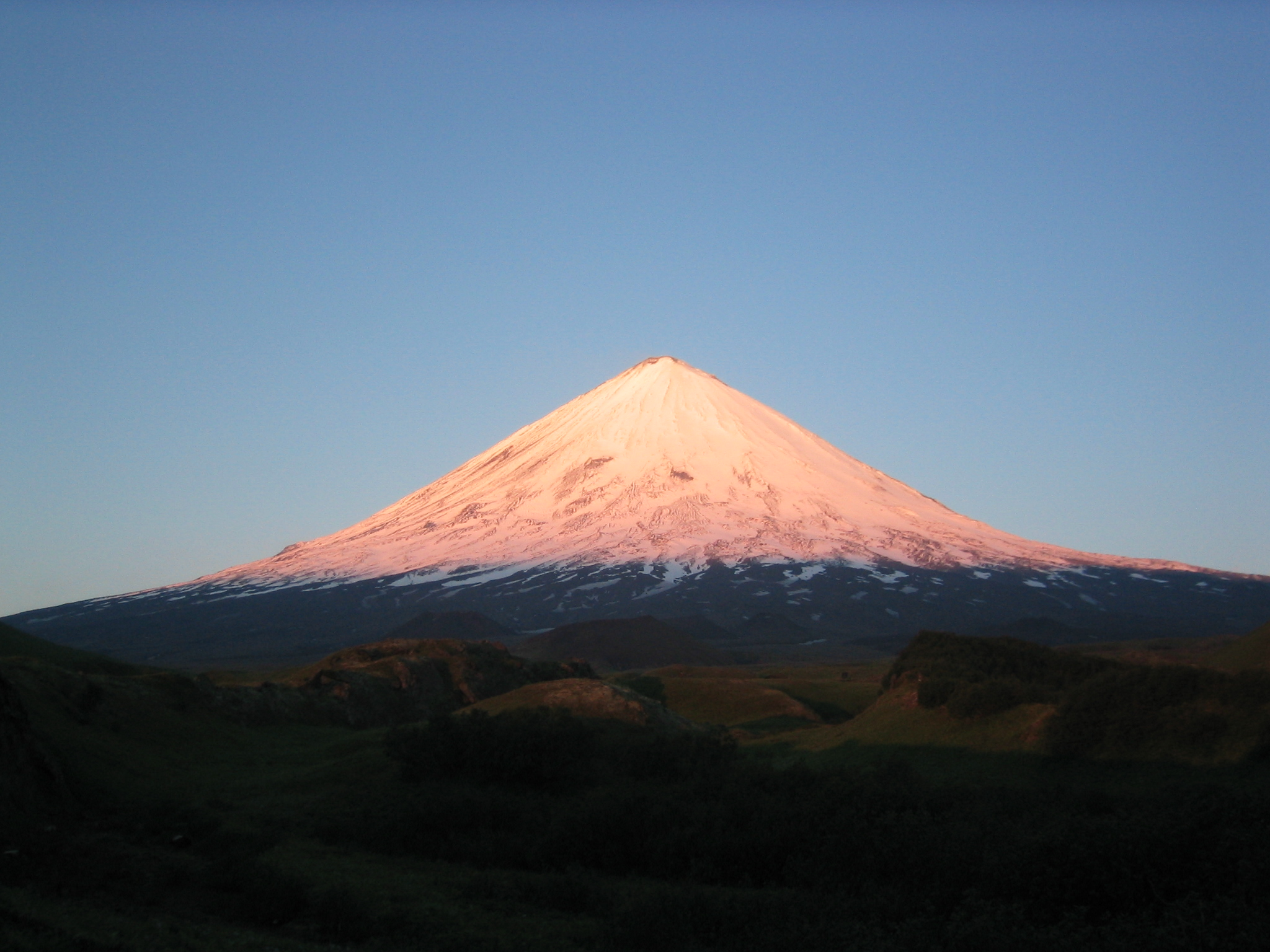
クリュチェフスカヤ山（カムチャツカ富士）

- 間島富士（カンドふじ、帽児山） - 中華人民共和国吉林省延吉市
- ルソン富士（ルソンふじ、マヨン山） - フィリピン・ルソン島[2][80]
- ジャワ富士（ジャワふじ、スメル山） - インドネシア・ジャワ島[80]
- チルボン富士（チルボンふじ、チェレメ山（英語版）） - インドネシア・ジャワ島[80]
- スマトラ富士（スマトラふじ、デンポ山） - インドネシア・スマトラ島[81]
- イラン富士（イランふじ、ダマーヴァンド山） - イラン[2][82]
- トルコ富士（トルコふじ、アララト山） - トルコ[2]
- カムチャッカ富士（カムチャツカふじ、クリュチェフスカヤ山） - ロシア

#### オセアニア

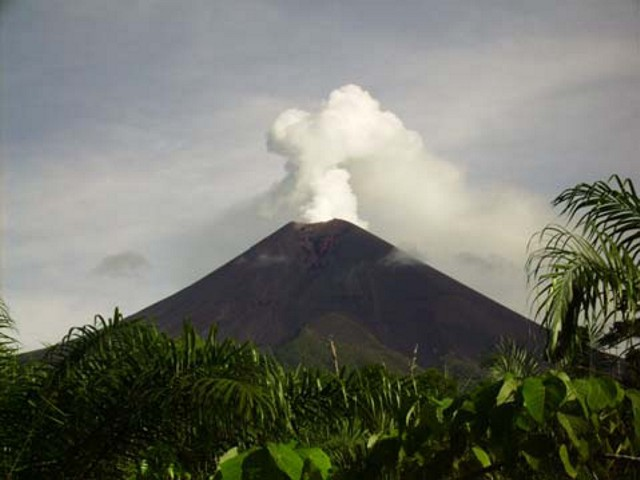
ウラウン山（ラバウル富士）
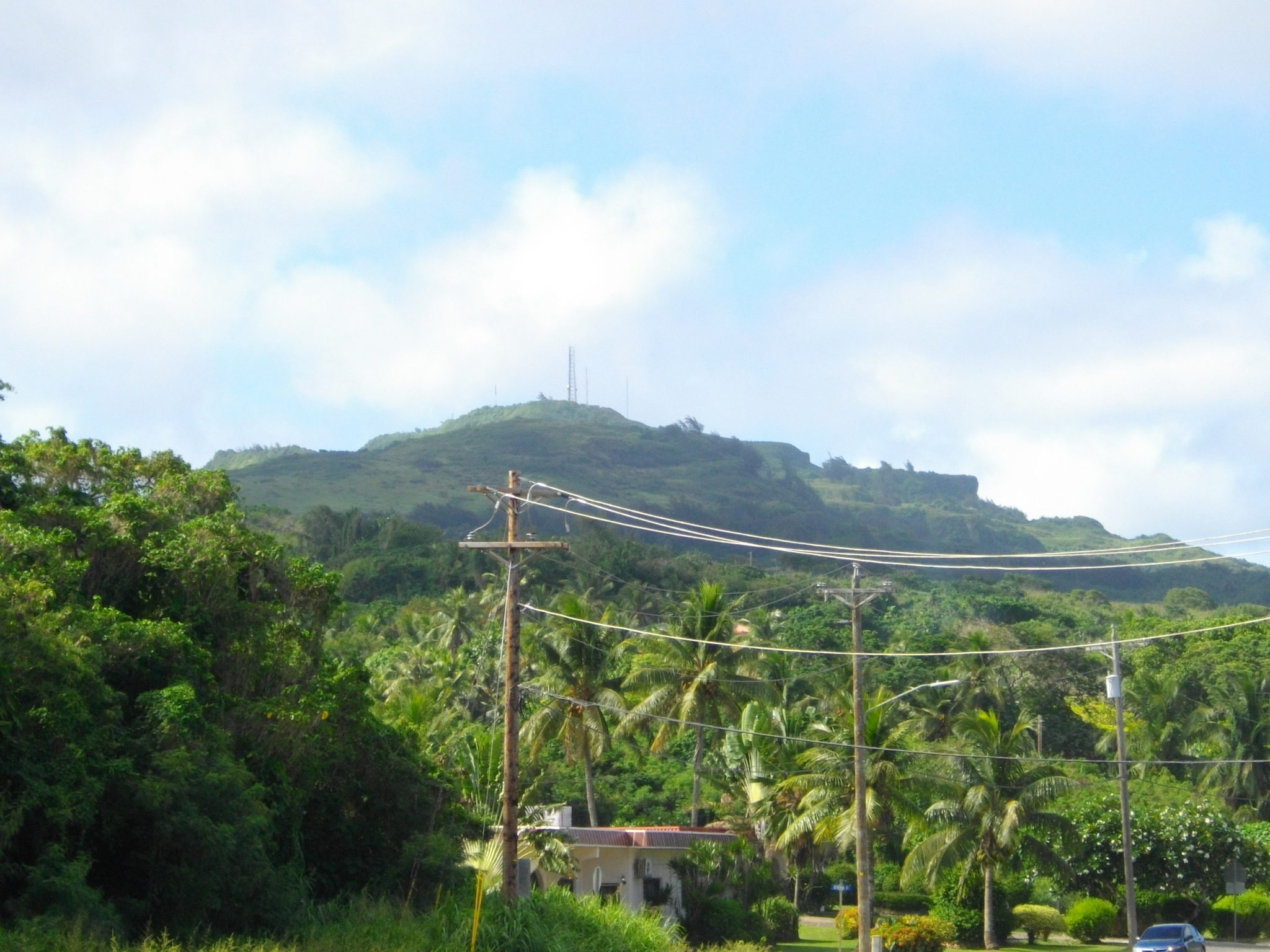
タポチョ山（南洋富士）
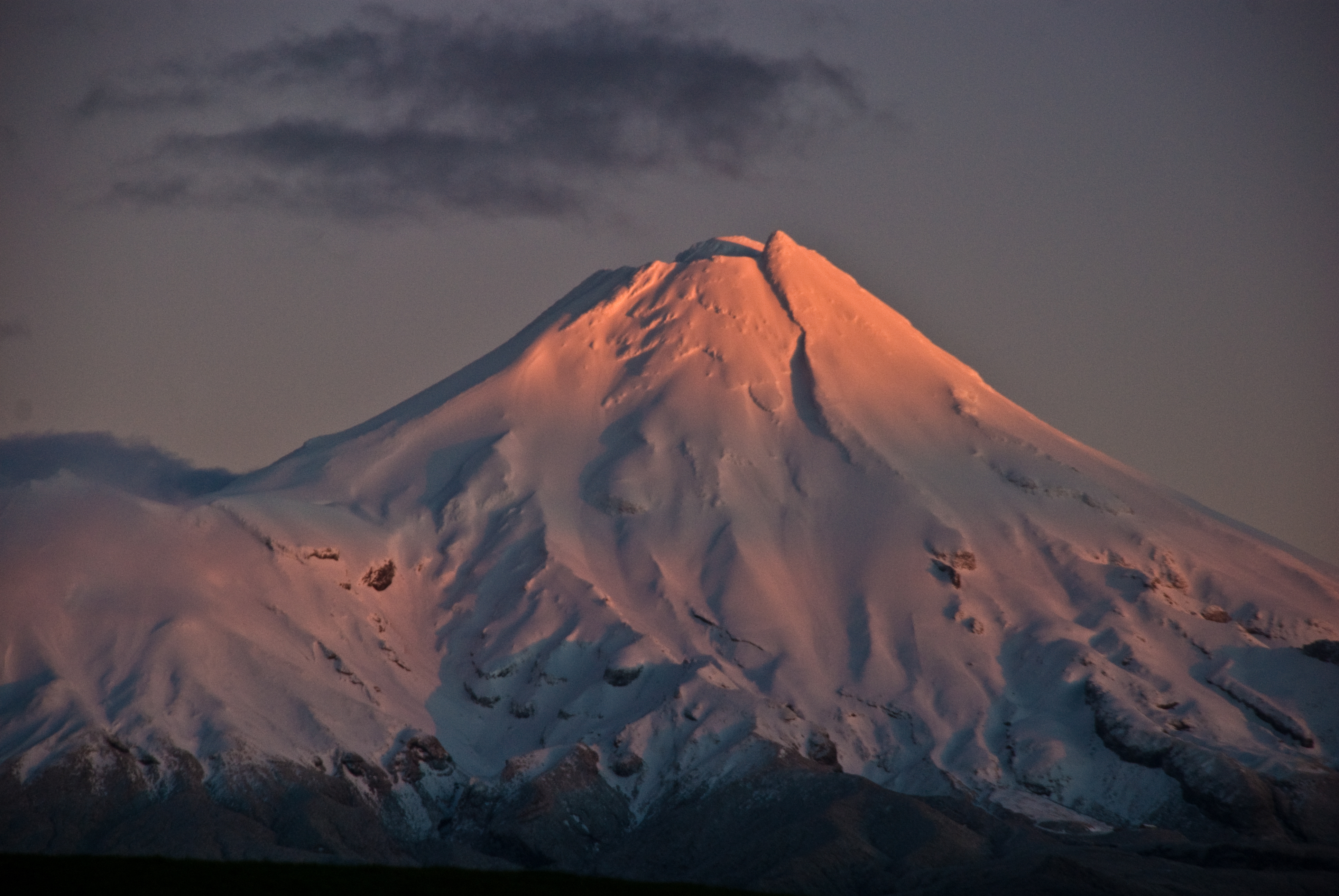
タラナキ山（ニュージーランド富士 / 南洋富士）
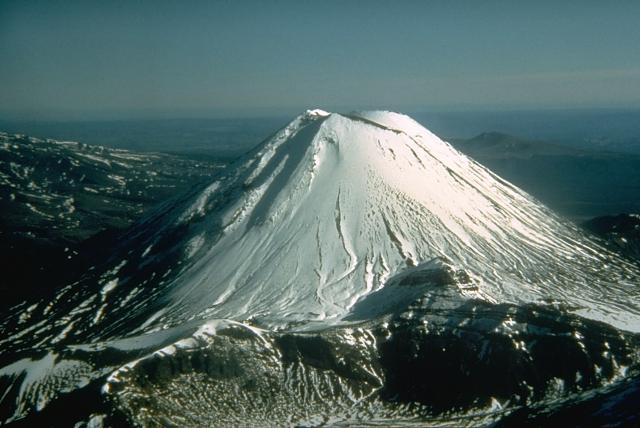
ナウルホエ山（ナウルホエ富士）

- ラバウル富士（ラバウルふじ、ウラウン山） - パプアニューギニア・ニューブリテン島
- ハンサ（英語版）富士 / マナム富士（ハンサふじ / マナムふじ、マナム火山） - パプアニューギニア[2][83]
- 南洋富士（なんようふじ、タポチョ山） - 北マリアナ諸島サイパン島[84]
- ニュージーランド富士 / 南洋富士（ニュージーランドふじ / なんようふじ、エグモント山 / タラナキ山） - ニュージーランド北島[2][80]
- ナウルホエ富士（ナウルホエふじ、ナウルホエ山） - ニュージーランド北島

#### ヨーロッパ

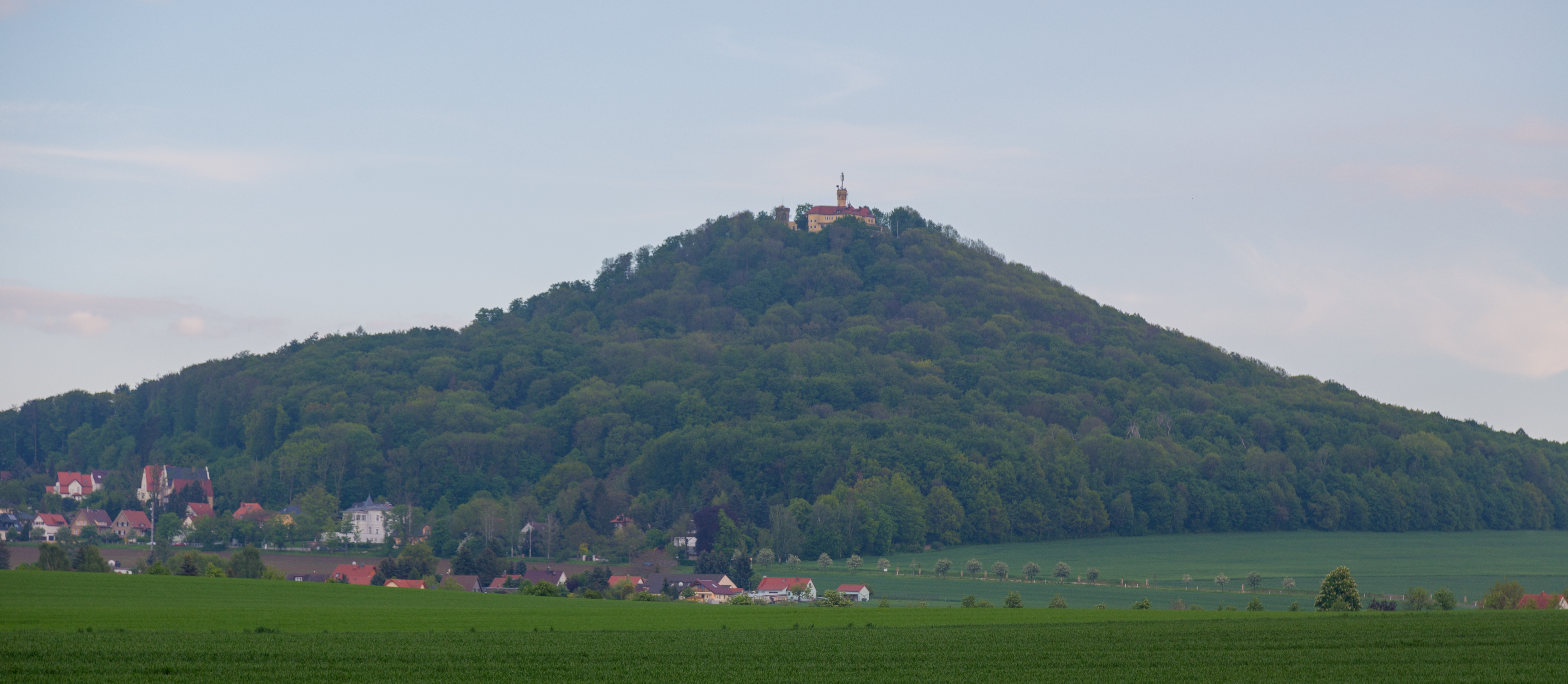
ランデスクロン山（ドイツ富士）

- ドイツ富士（ドイツふじ、ランデスクロン山） - ドイツ連邦共和国・ザクセン州ゲルリッツ

#### 北アメリカ

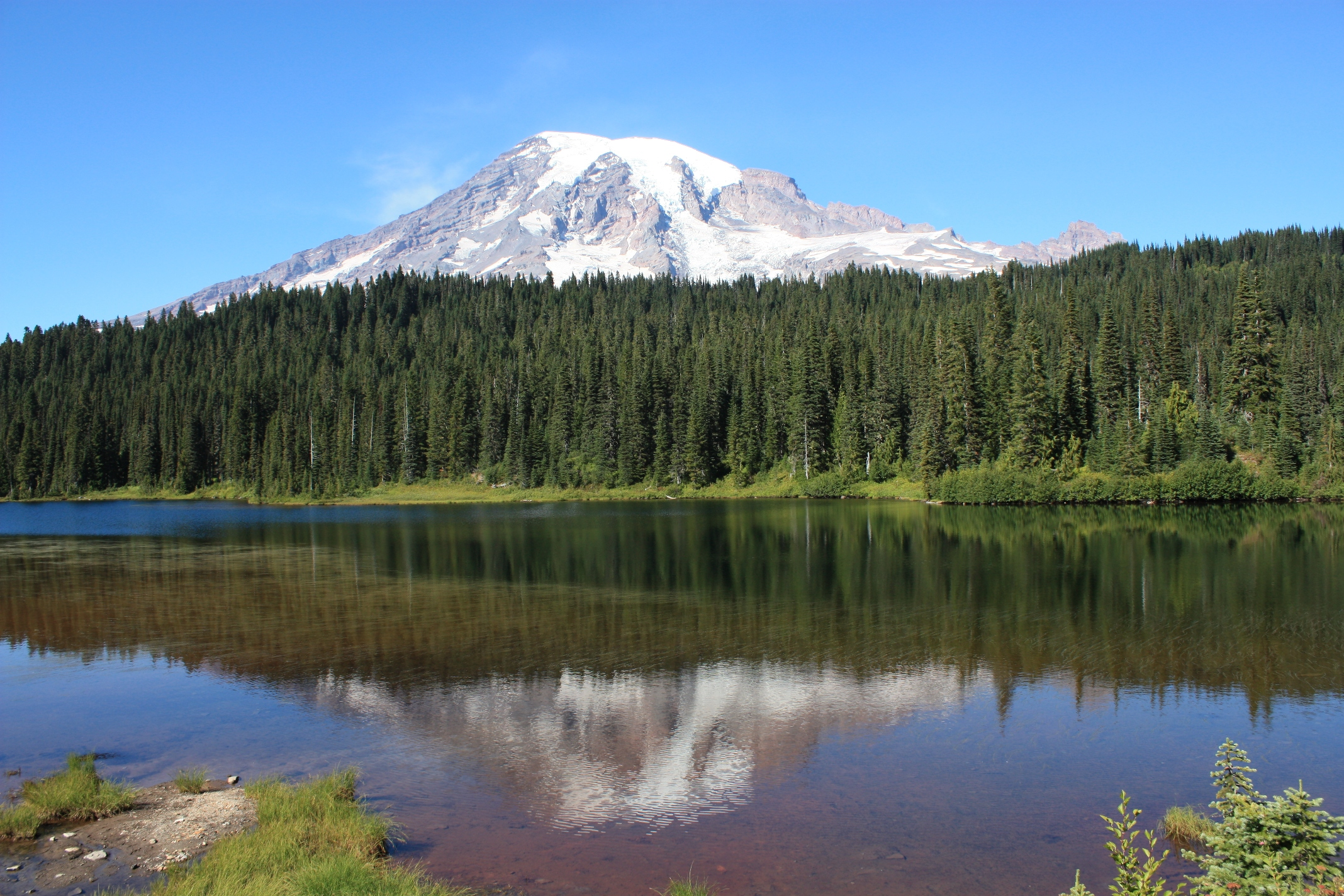
レーニア山（タコマ富士）
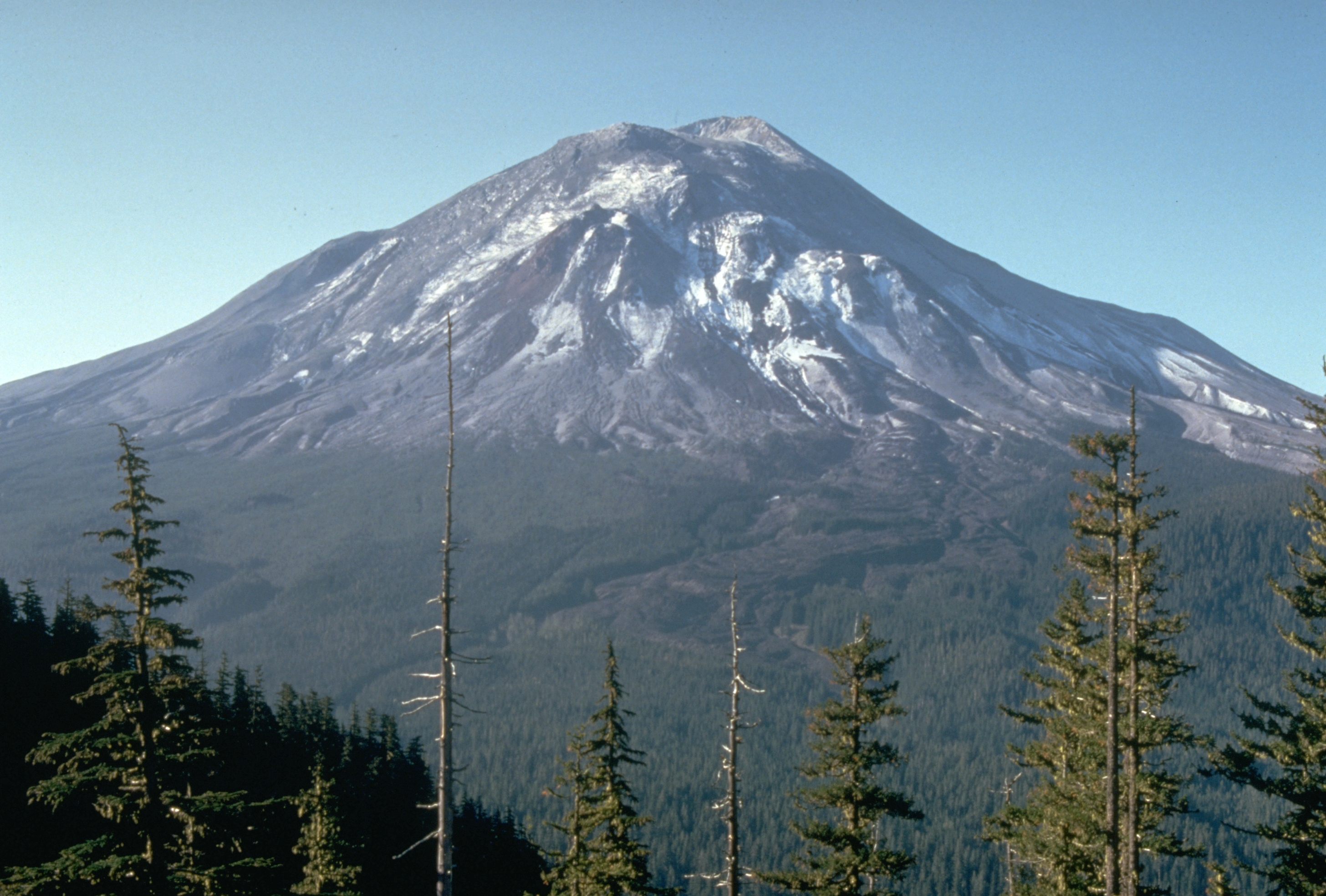
山体崩壊前のセント・ヘレンズ山（アメリカの富士山）
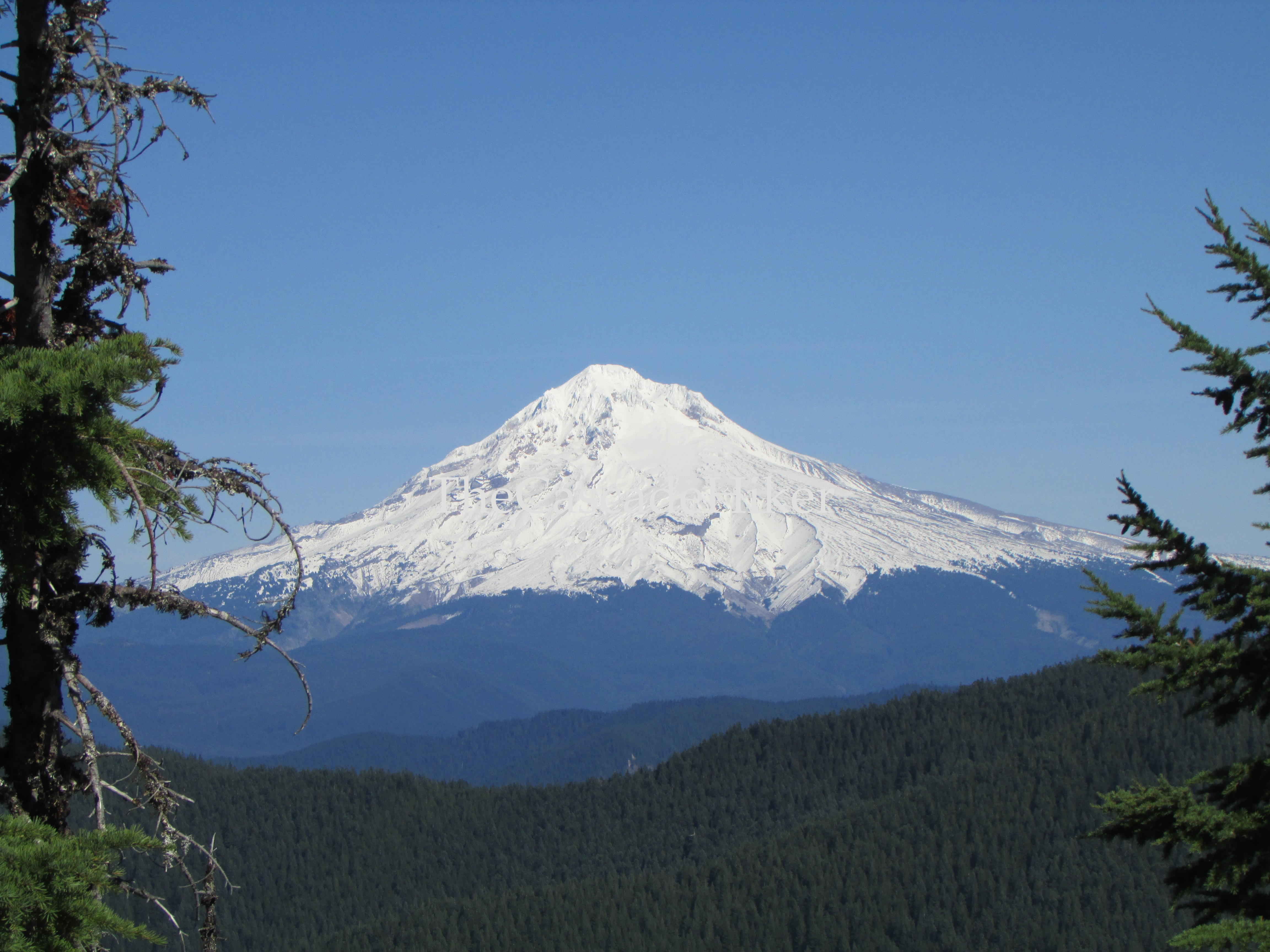
フッド山（オレゴン富士）
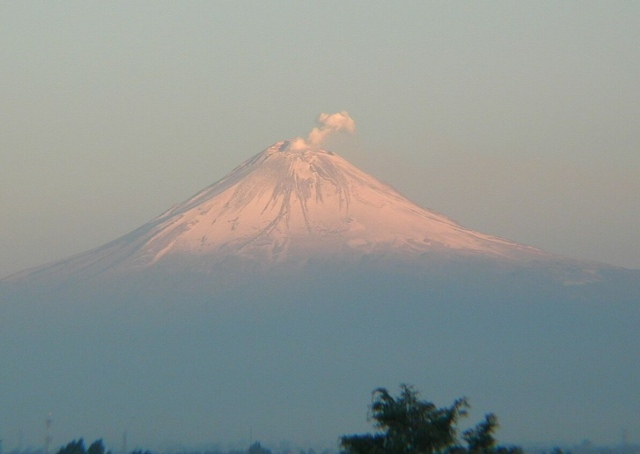
ポポカテペトル山（メキシコ富士）
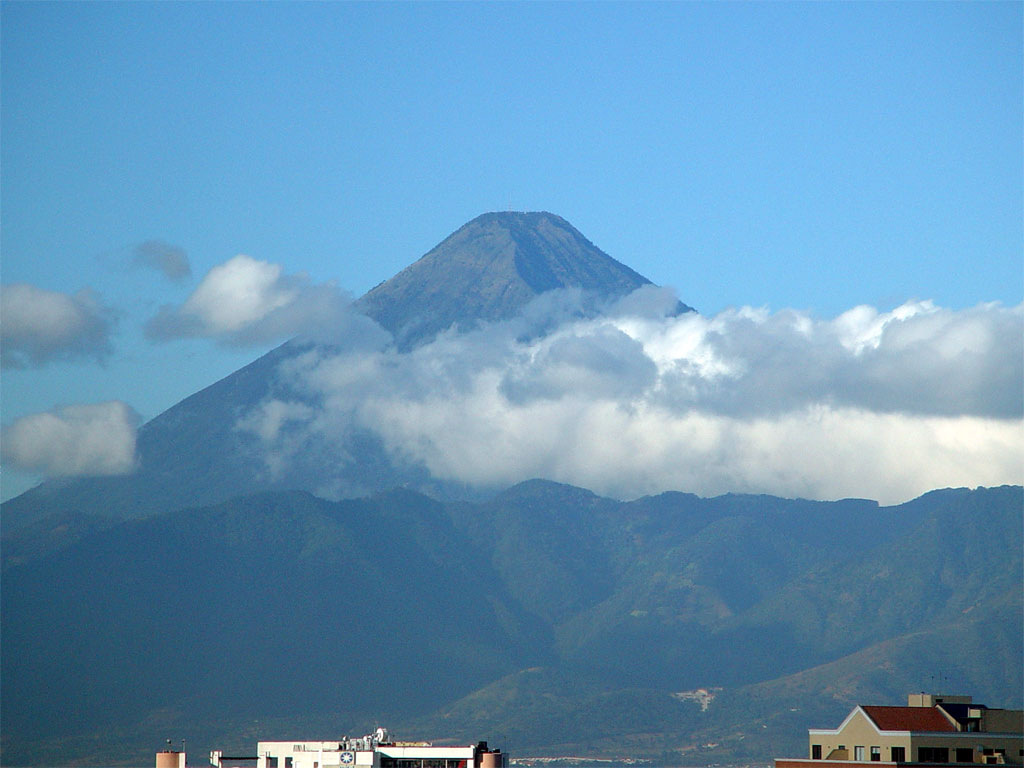
アグア山（グアテマラ富士）

- タコマ富士（タコマふじ、レーニア山） - アメリカ合衆国ワシントン州[2][80]
- アメリカの富士山（1980年に山体が崩壊する前のセント・ヘレンズ山） - アメリカ合衆国ワシントン州[85]
- オレゴン富士 / ポートランド富士（オレゴンふじ / ポートランドふじ、フッド山） - アメリカ合衆国オレゴン州[80]
- アラスカ富士（アラスカふじ、シシャルディン山） - アメリカ合衆国アラスカ州
- メキシコ富士（メキシコふじ、ポポカテペトル山） - メキシコ[80]
- グアテマラ富士（グアテマラふじ、アグア山） - グアテマラ[86]

#### 南アメリカ

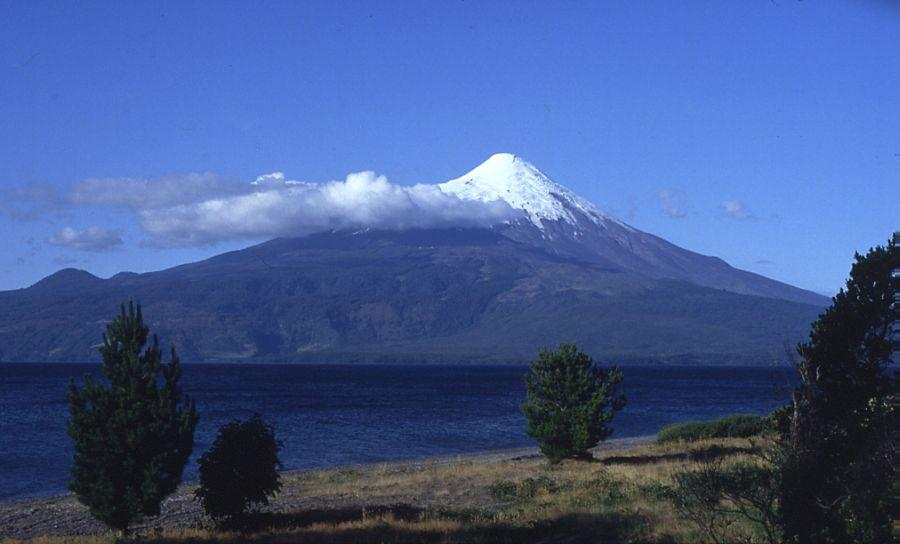
オソルノ山（チリ富士）
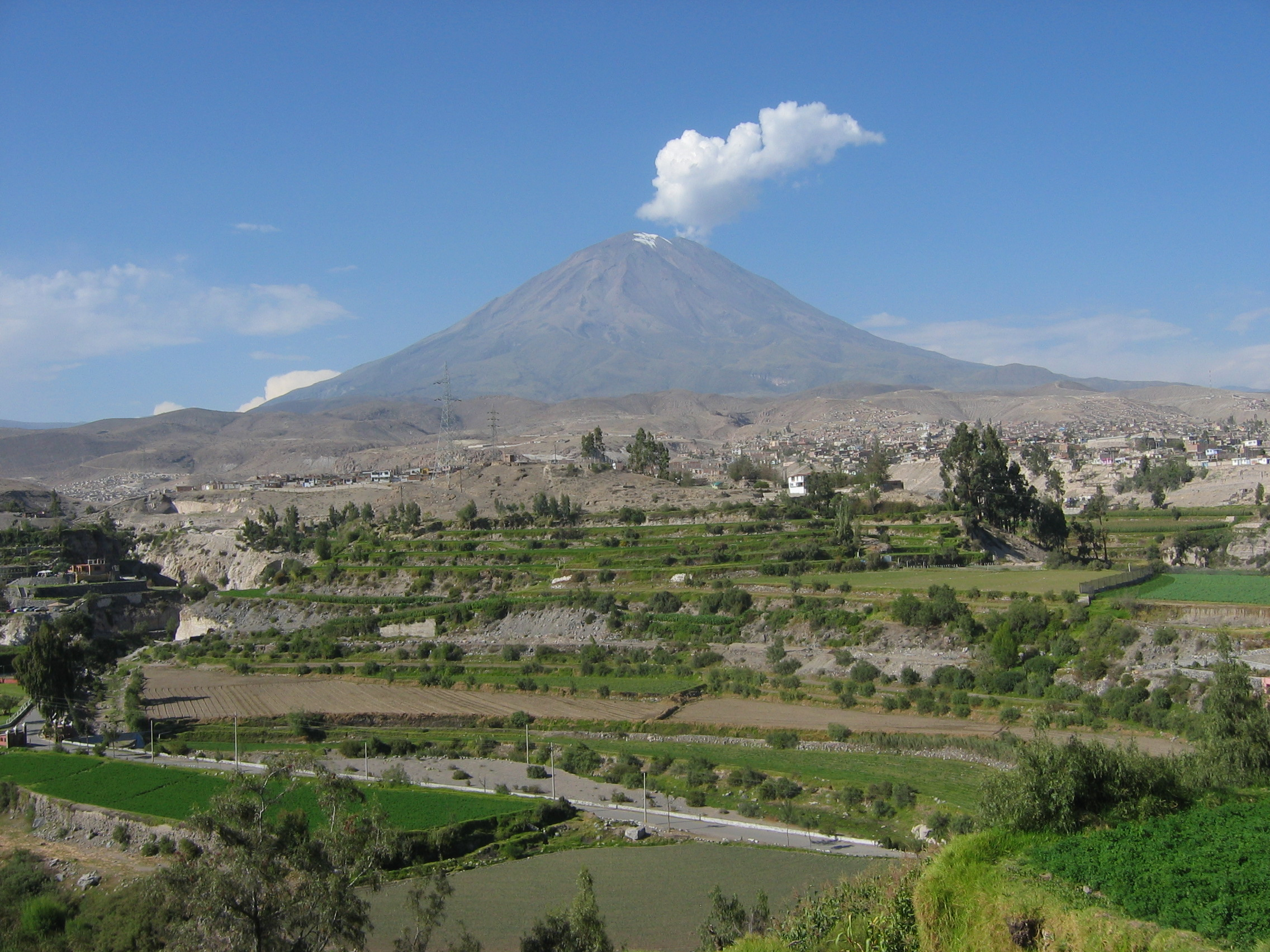
ミスティ山（ペルー富士）

- チリ富士（チリふじ、オソルノ山） - チリ[86]
- リベイラ（英語版）富士（リベイラふじ、ヴォトゥポカ山（ポルトガル語版）) - ブラジル・サンパウロ州レジストロ[2]
- ペルー富士（ペルーふじ、ミスティ山（英語版）） - ペルー[80]
- コトパクシ山（日本では「エクアドルの富士山」と呼ばれることがある） - エクアドル[87]